# Исторический центр Кордовы
Исторический центр Кордовы (исп. El centro histórico de Córdoba) — это один из самых старых городов Европы. В 1994 году старый город Кордовы был объявлен объектом Всемирного наследия ЮНЕСКО, хотя часть старого города (Кордовская соборная мечеть (Мескита)) попала в список Всемирного наследия ЮНЕСКО еще раньше, в 1984 году. Кордова — старинный город в Андалусии. Расположен на правом берегу реки Гвадалквивира, в юго-западной части Испании.

## История

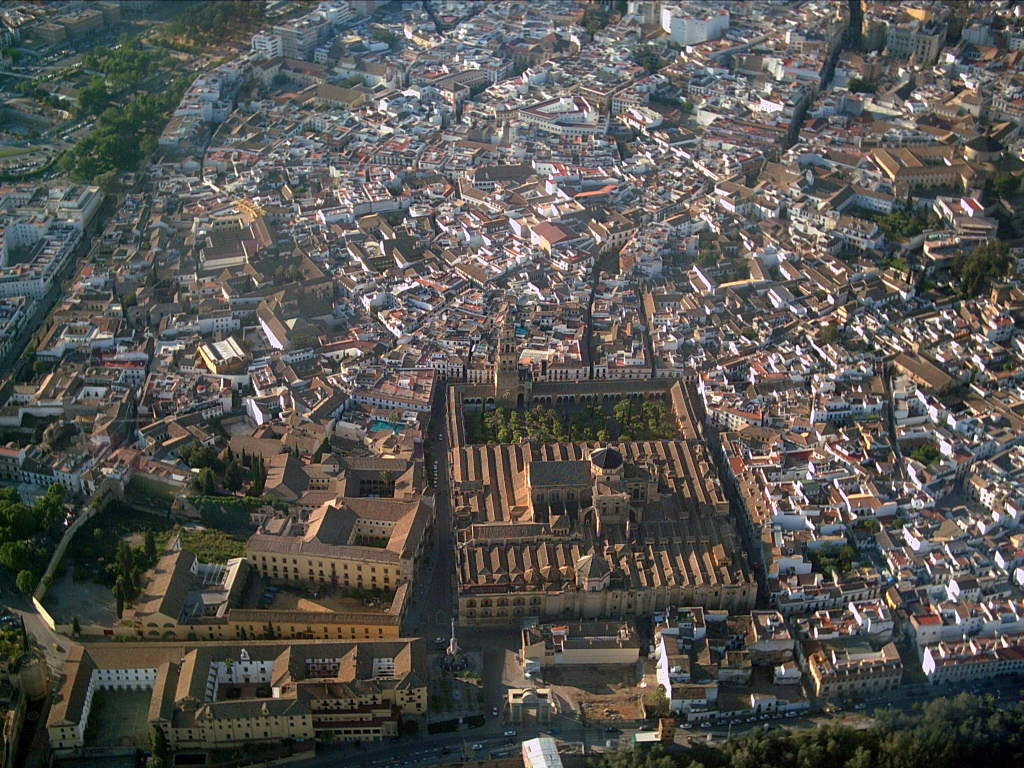
Фото с высоты птичьего полёта

Кордова была основана во времена господства Римской империи в II веке до нашей эры, когда территория, на которой он находился, была под властью Карфагена. Кордова являлась главным городом племени турдетанов. После захвата римлянами во времена Второй Пунической войны (218—201 до н. э.), Кордуба (Кордова) стала первым городом, основанным Римом на этой территории. При Октавиане Августе был главным городом древнеримской провинции Бетика. Во времена правления Августа (25 — 14 гг до н.э.) границы города расширились и Кордова занимала территорию по обоим берегам Гвадалквивира. Город также подвергался завоеваниям вандалами, Византией, вестготами, а в 711 году — арабскими войсками. В 721 году здесь впервые была построена мечеть. В 756 году Кордова стала столицей Кордовского эмирата, а в 929 — Кордовского халифата. Начало VIII в. ознаменовалось периодом расцвета Кордовы. Мусульманское завоевание придало городу восточные черты: были возведено несколько сотен мечетей, значительное число дворцов и общественных зданий.
В X в. город достиг пика своего расцвета, стал одним из центров просвещения и наук, имел до 1 млн жителей, множество дворцов, мечетей, караван-сараев и был центром арабской науки, поэзии и искусства. После распада Кордовского халифата в 1031 году Кордова смогла сохранить свою самостоятельность лишь до 1070 года, когда была подчинена эмиром Севильи. В период Реконкисты (1236 год) город перешёл под власть кастильского короля Фердинанда III и далее упоминался в составе Кастилии, а затем Испании. Фернандо восстановил Кордовскую епархию, существовавшую с 294 года и до конца X в. В 1482 году в Кордове был учрежден суд инквизиции, а в 1484 году совершено первое аутодафе. В 1523 году было начато строительства большого католического храма в центре Соборной мечети.
В XVII веке Кордова погрузилась в кризис, что отрицательно повлияло на ее развитие. В 1767 году иезуиты были изгнаны из Кордовы и из Испании вообще. В XVIII веке начался новый виток развития города, но разрушение средневековой стены во второй половине века негативно повлияло на его дальнейшую историю.
В XX веке демографический рост стал причиной появления новых кварталов в городе. В XXI веке в Кордове можно найти материальные памятники разных времён: мосты, стены, башни, настенные ворота, мельницы, мечети, церкви, монастыри, дворцы и т. д.

## Кордовская мечеть (Мескита)
Строительство здания мечеть началось в 786 году, после завоевания Кордовы мусульманами. Она является третьей по величине мечетью в мире. Здание мечети представляет собой настоящий Кафедральный собор. С каждыми завоевателями мечеть подверглась многочисленным изменениям: Абд ар-Рахман III построил новый минарет, Ал-Хакам II в 961 году увеличил площадь здания и обогатил михраб, Аль-Мансуром Ибн Аби Аамиром в 987 году осуществил реконструкцию. После завоевания Кордовы королём Фердинандом III Кастильским в 1236 году мечеть была превращена в христианскую церковь.
Ныне это римско-католический собор.
Галерея

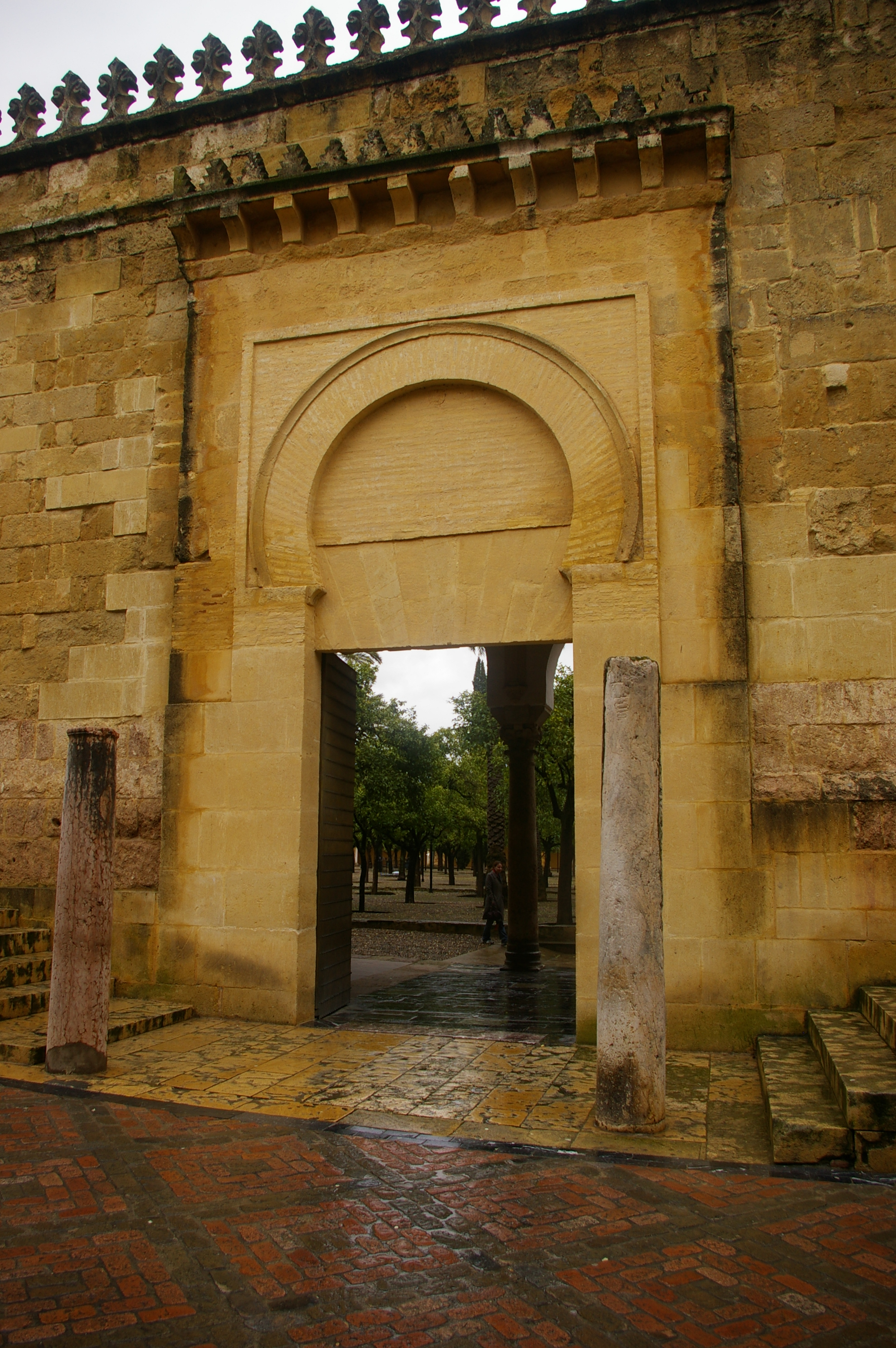
Вход "Puerta de los Deanes"
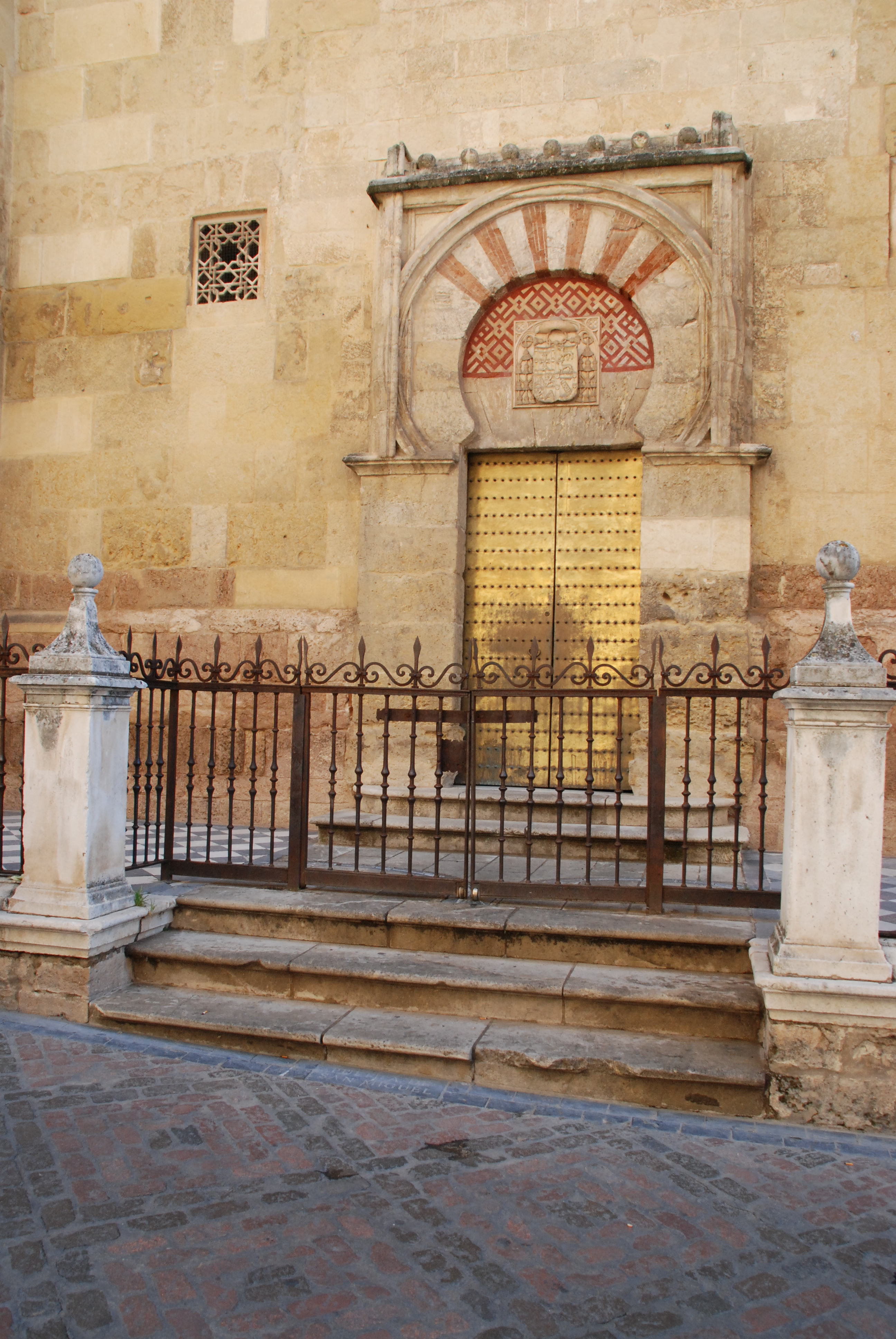
Вход "Puerta de San Miguel"
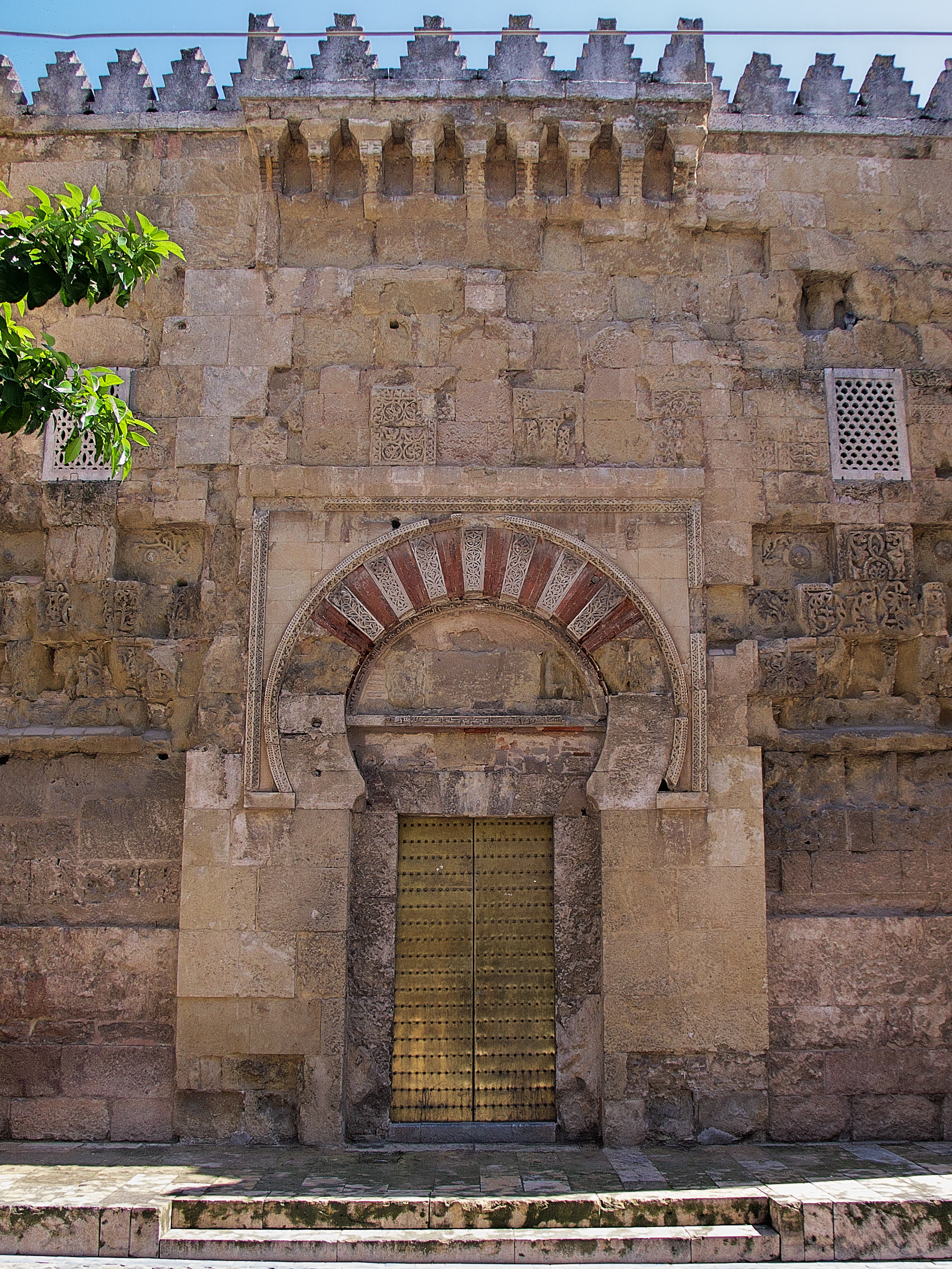
Вход "Puerta de San Esteban"
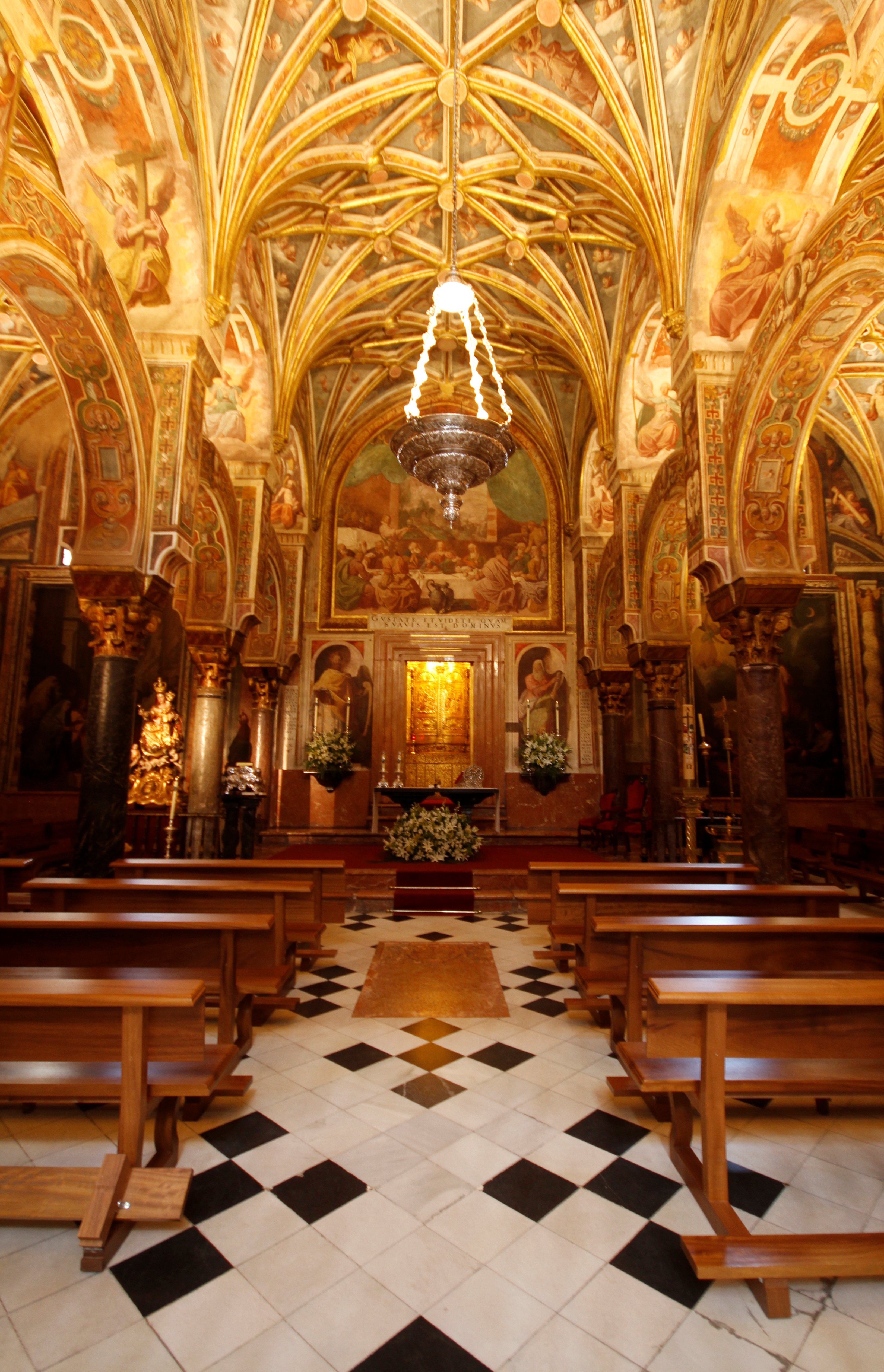
Часовня Саграрио
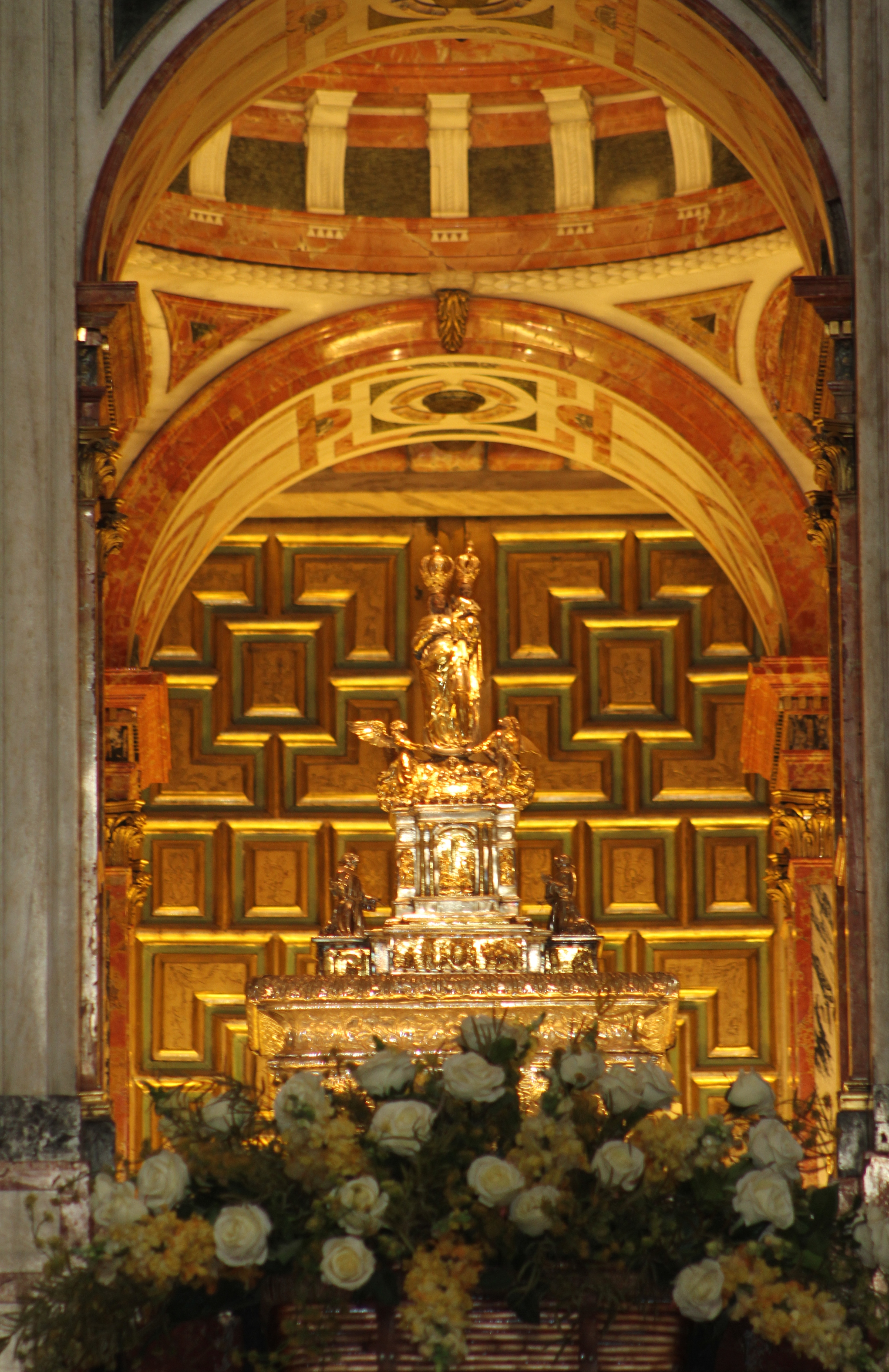
Алтарь - Часовня Саграрио
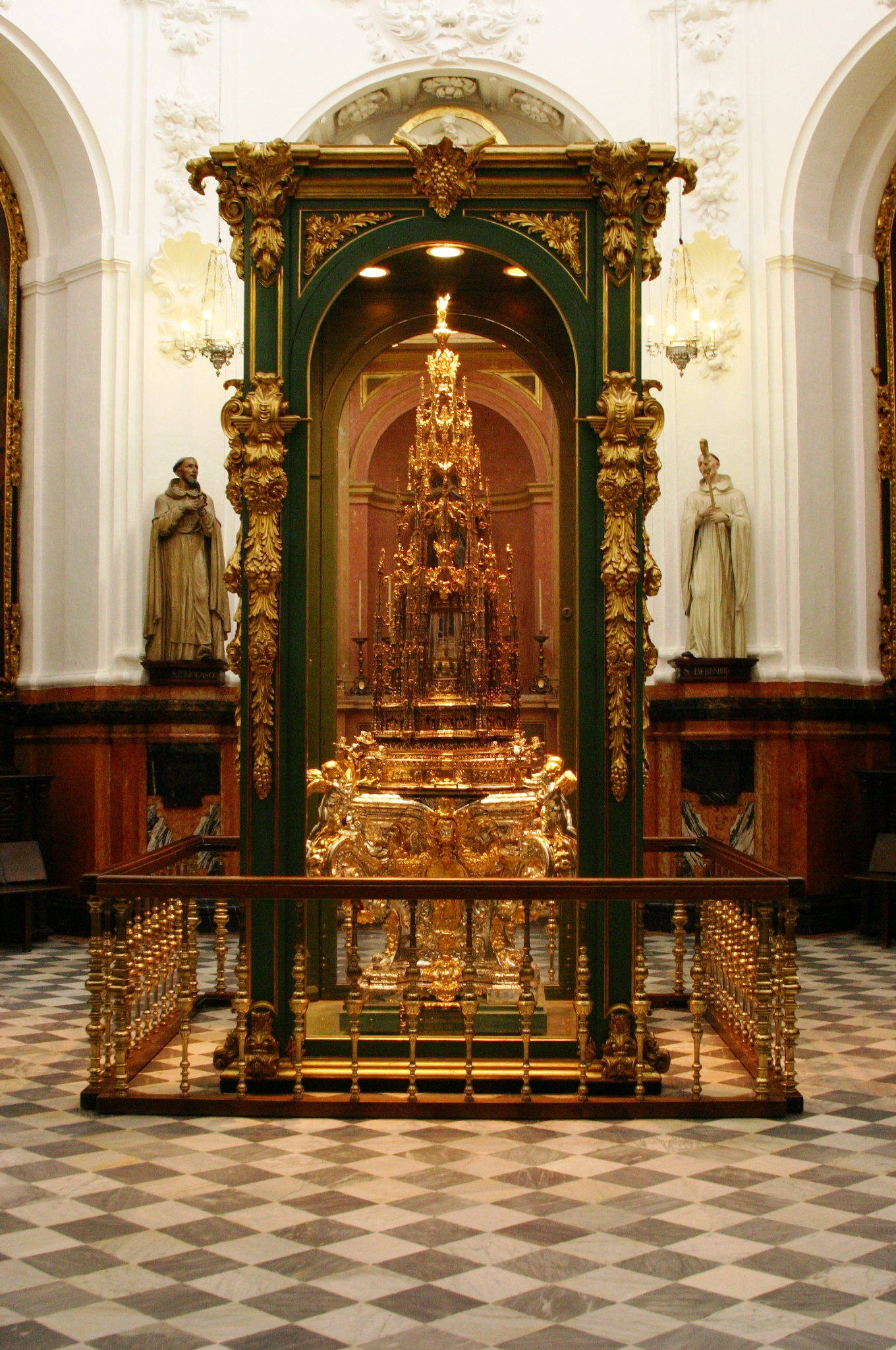
Часовня Святой Терезы
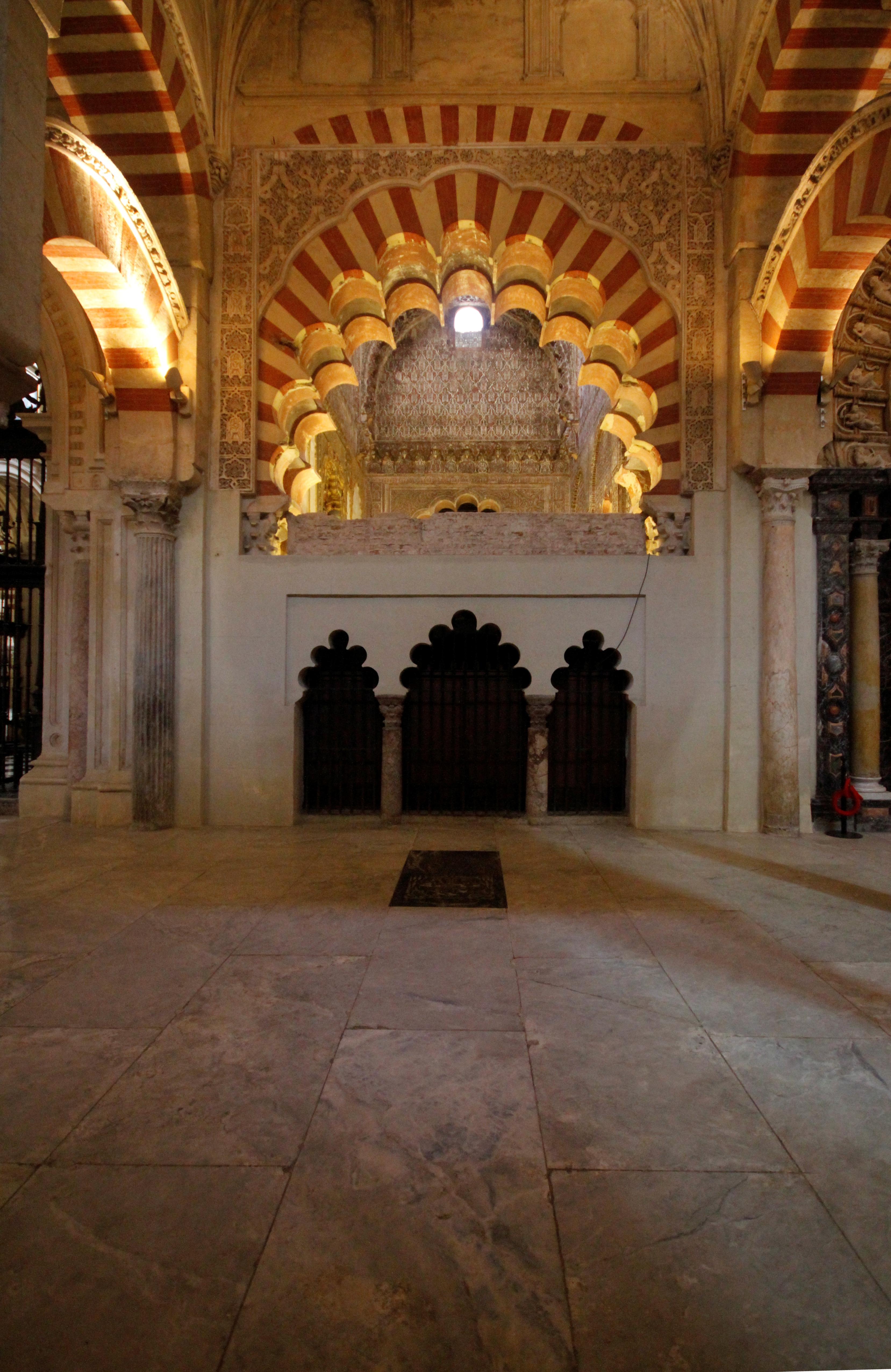
Королевская Часовня
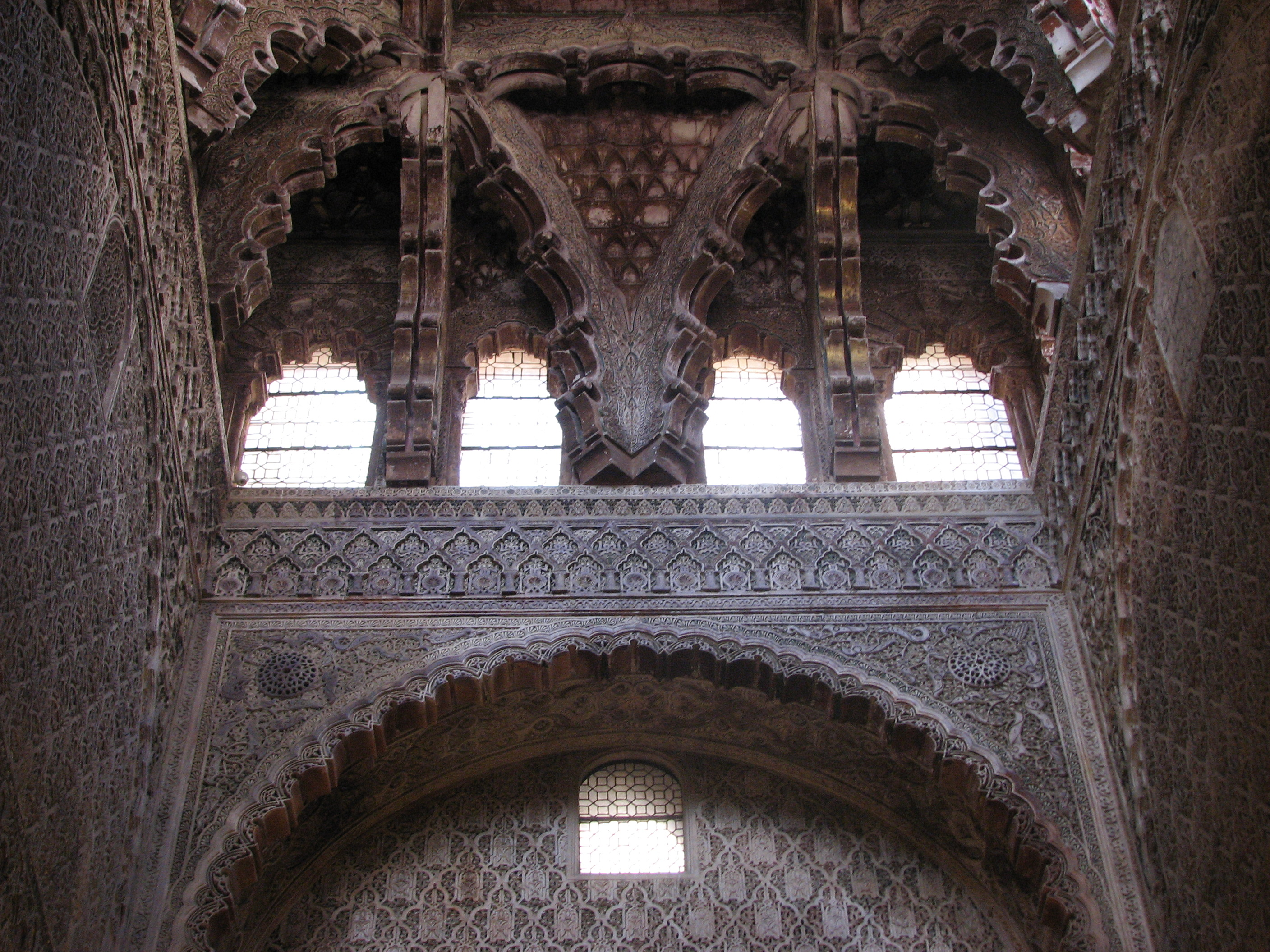
Королевская Часовня 3
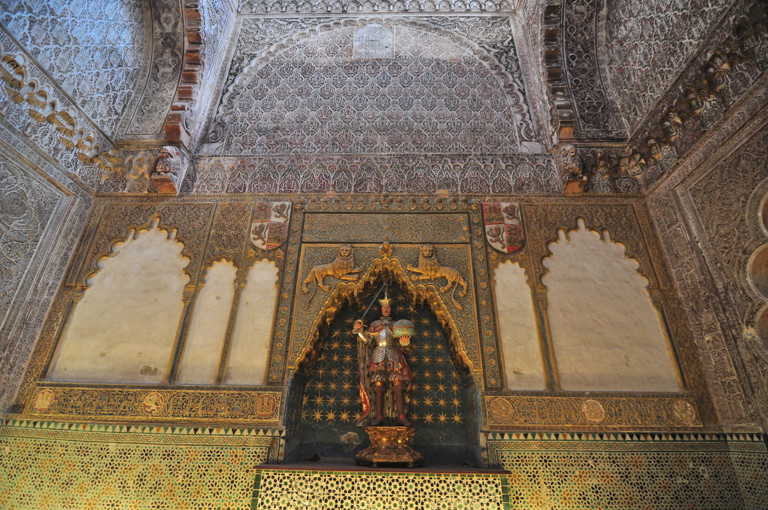
Королевская Часовня 4
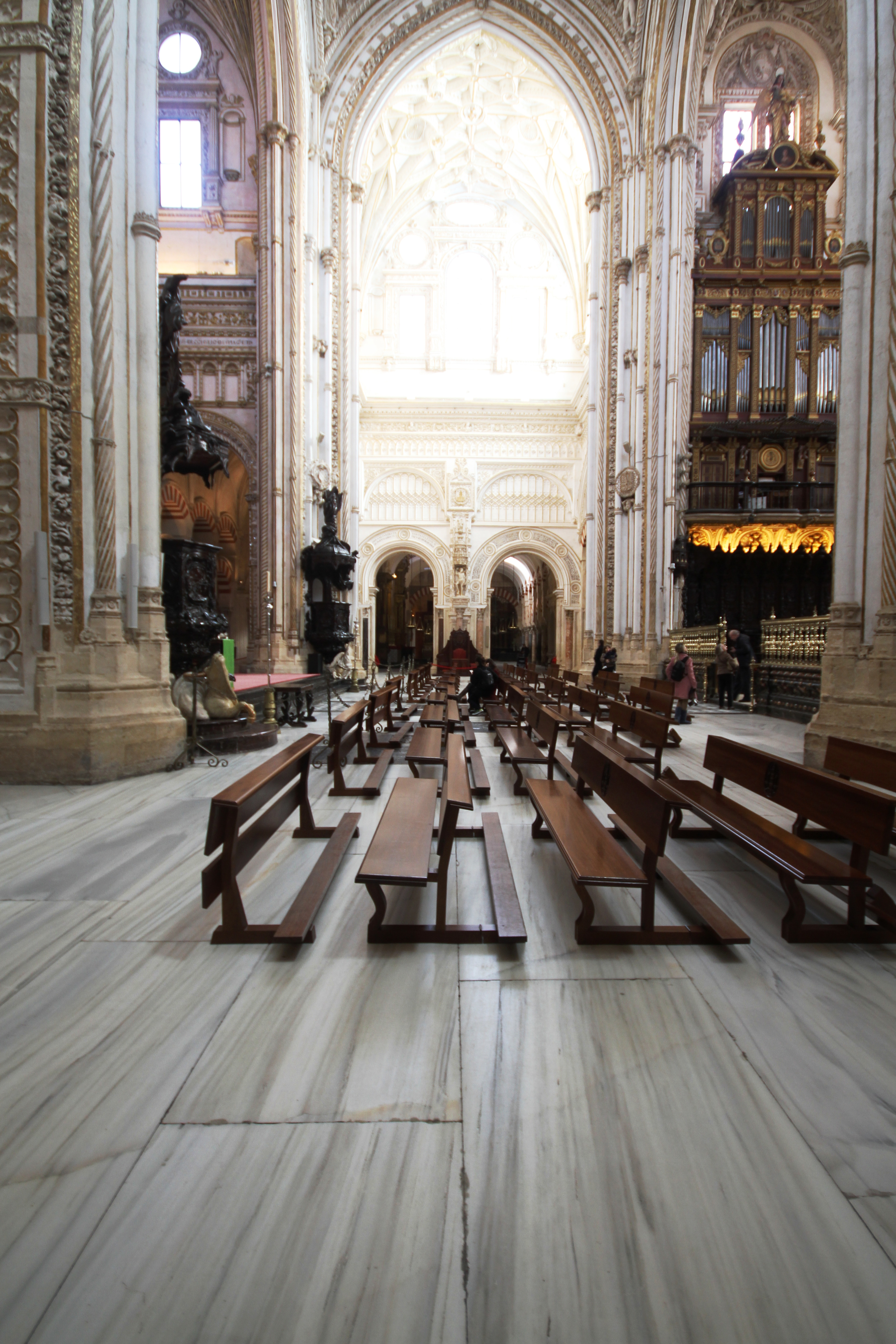
Кафедральный Собор 2
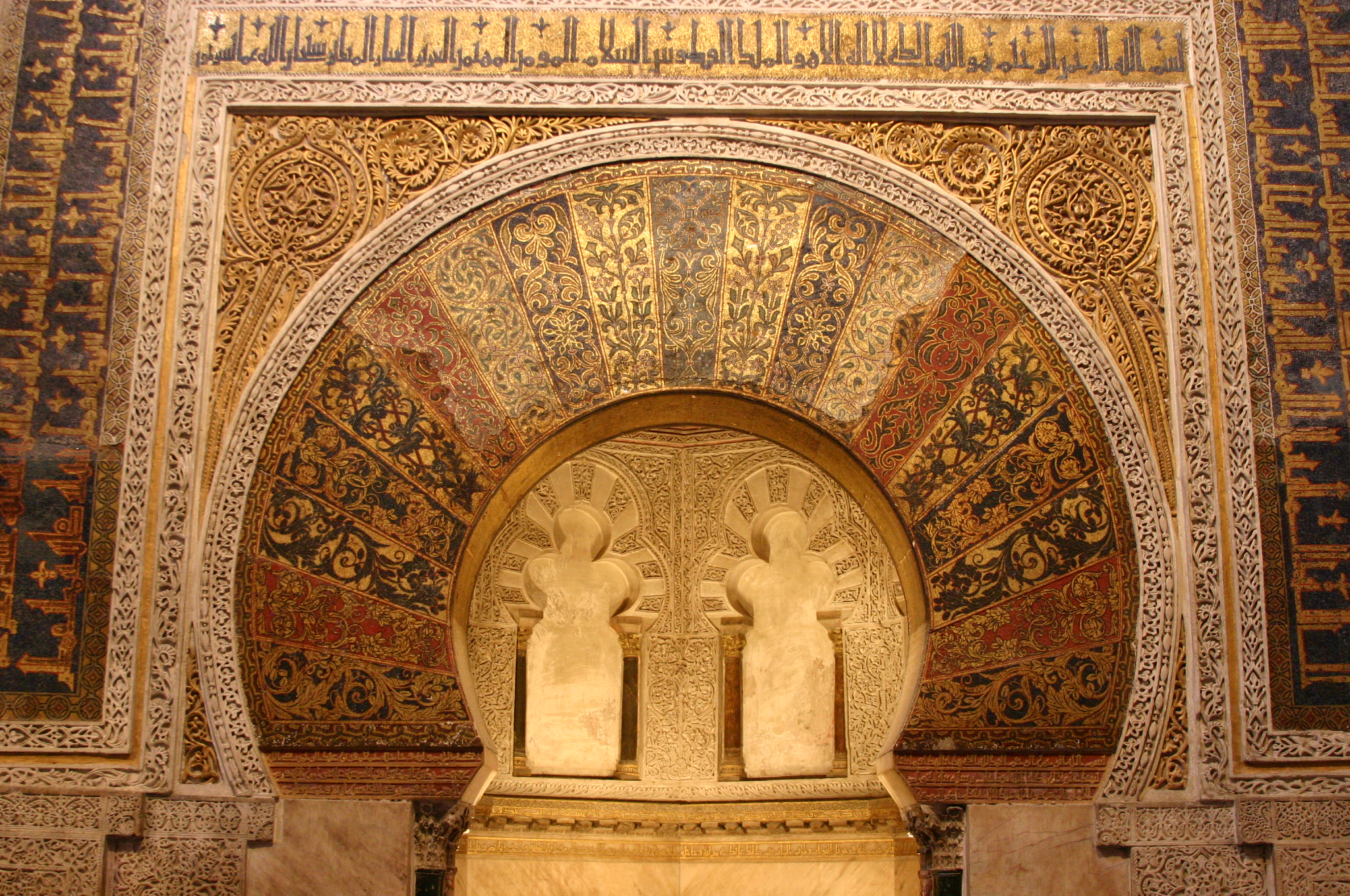
Михраб
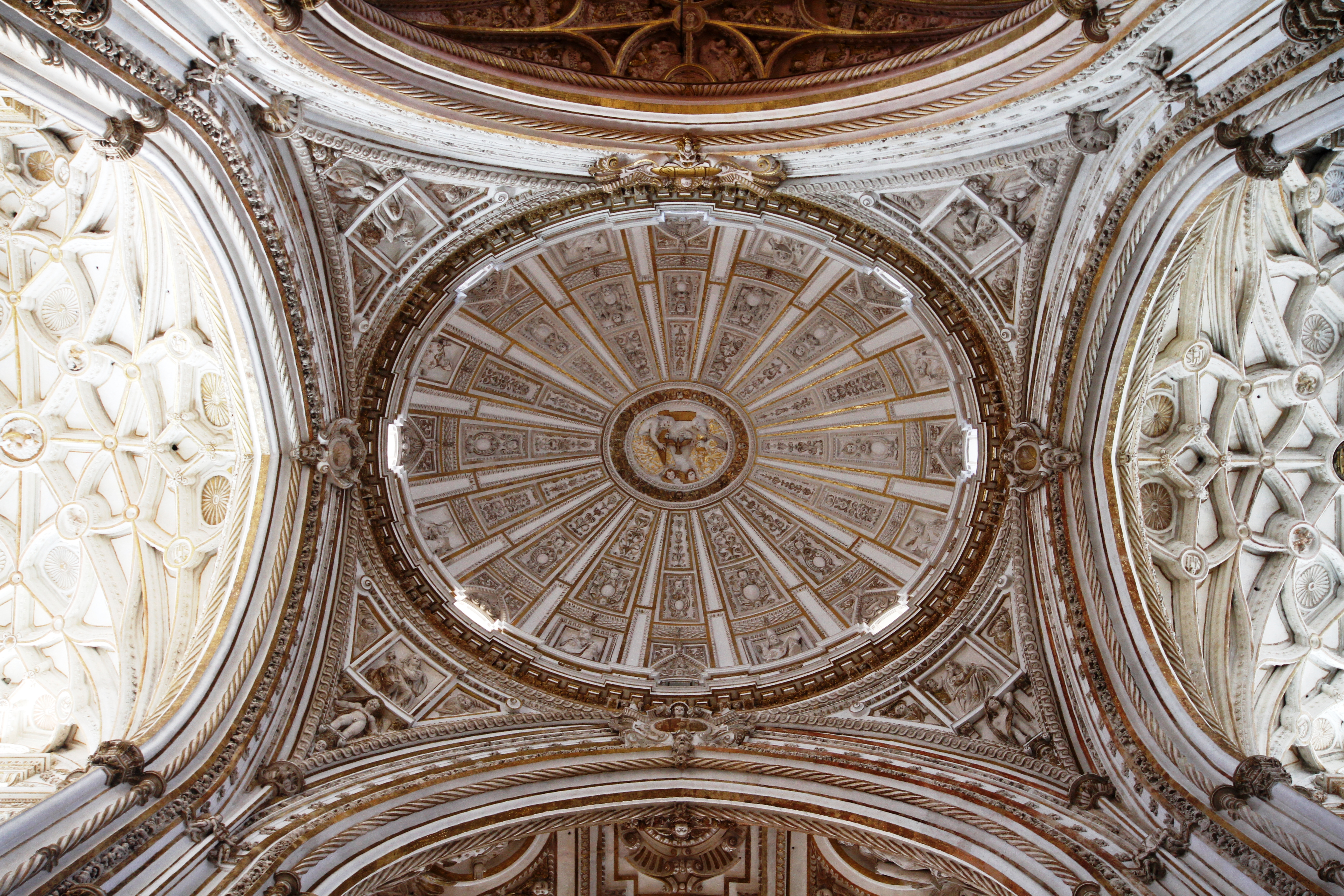
Потолок Собора
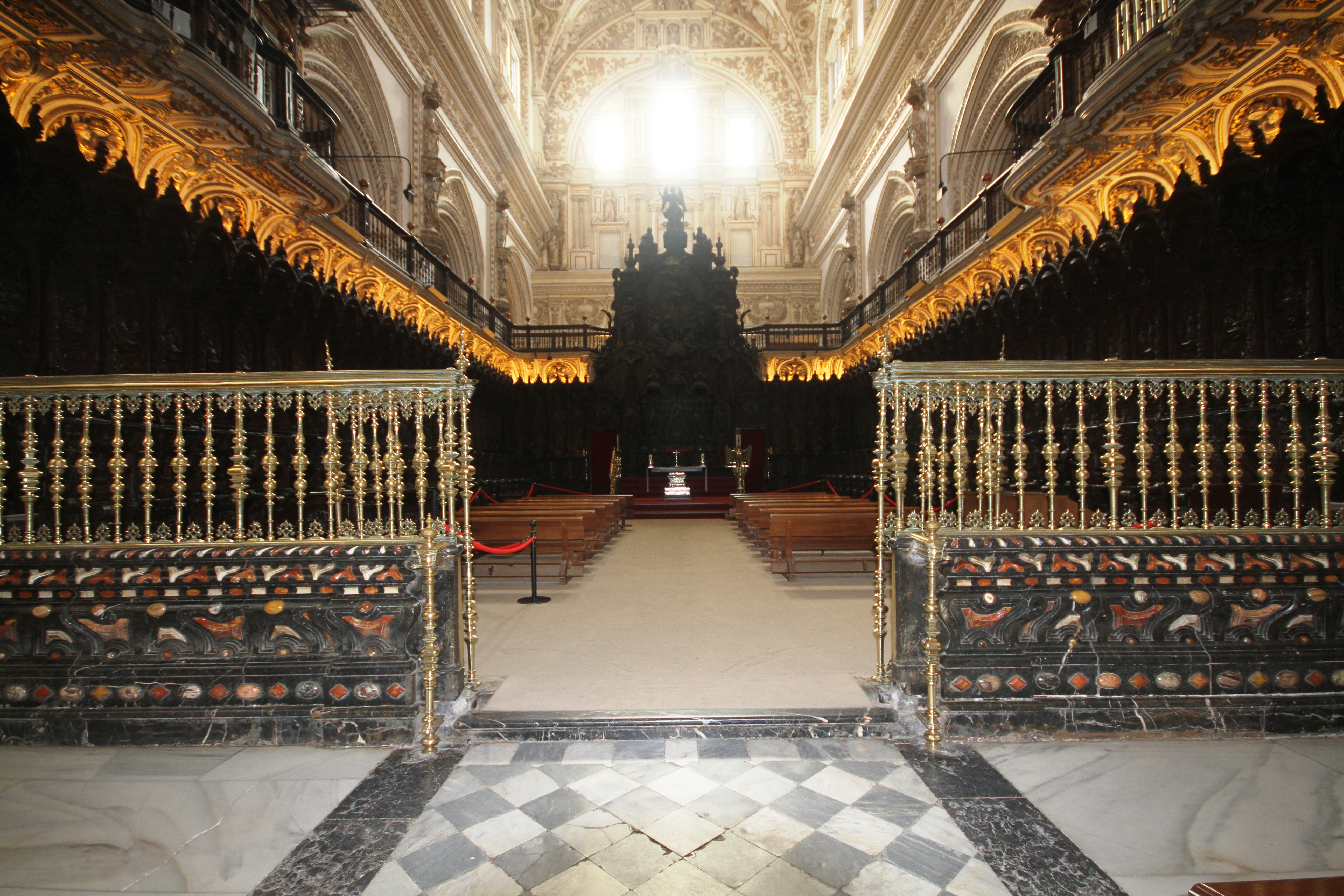
Капелла

## Римский мост
Это 16-арочный 250-метровый мост через реку Гвадалквивир был построен римлянами в 45 году н. э., после битвы при Мунде (во времена Цезаря). Мост стал частью дороги из Рима в Кадис и назывался Августовым. На тот момент это был единственный мост в городе. В VIII веке его перестроили мавры, позже христианские правители. По некоторым данным последние изменения были в 1876 году. В XIV веке в ансамбль моста была добавлена башня Калаорра с южной стороны, а в XVI веке появились въездные ворота Пуэрта-дель-Пуэнте из песчаника (в переводе с испанского «двери моста») с противоположной стороны (на некоторое время они стали входом в крепостную стену в исторический центр Кордовы). Ворота изготовлены в 1571 году в стиле эпохи Возрождения архитектором Германом Руисом. В XVII веке посередине моста скульптор Бернабе Гомесом дель Рио воздвигнул из мрамора статую архангела Рафаэля. Рафаэль изображён на верху колонны, у подножия которой его прославляют ангелы.
С 2004 года Римский мост полностью является пешеходным.

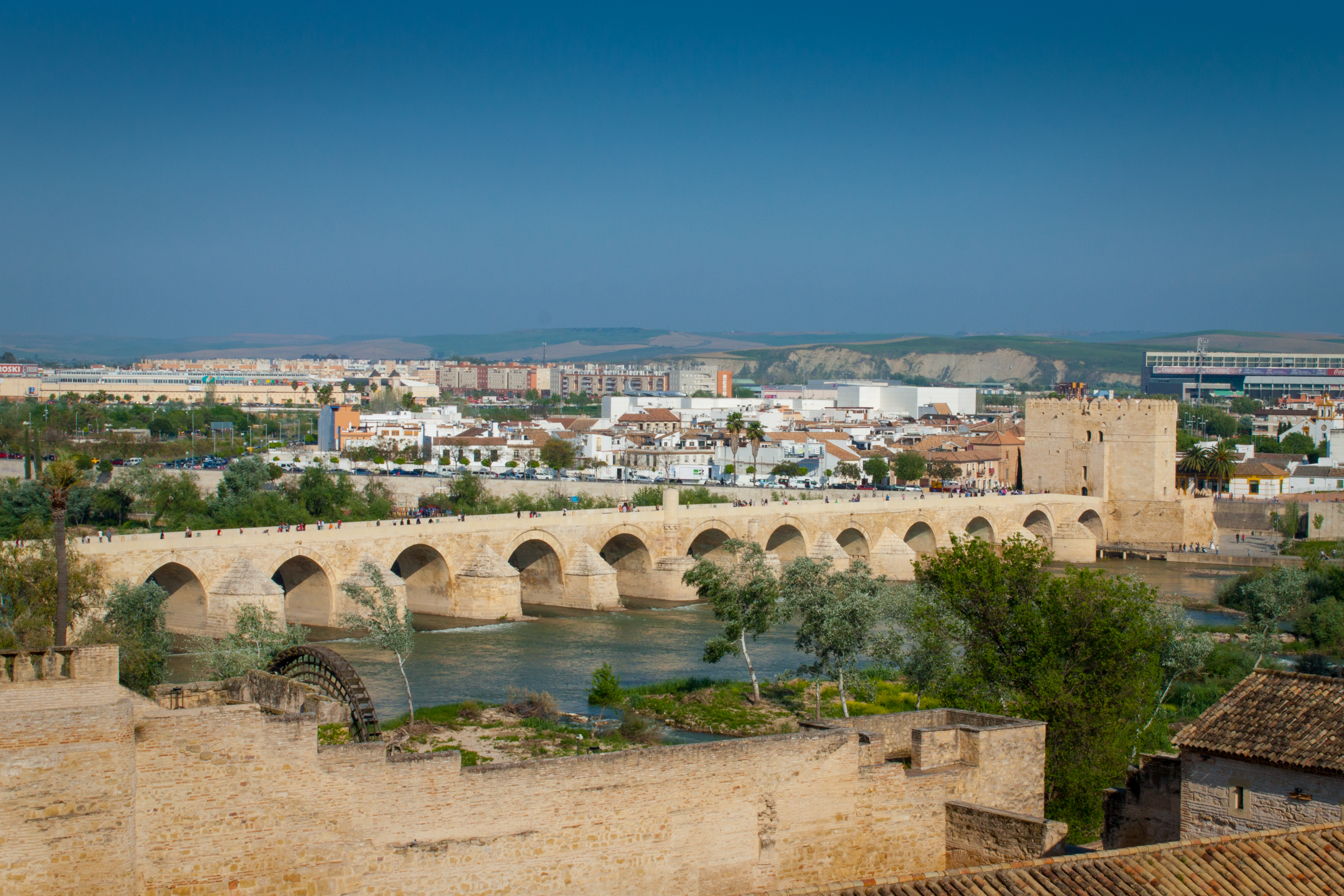
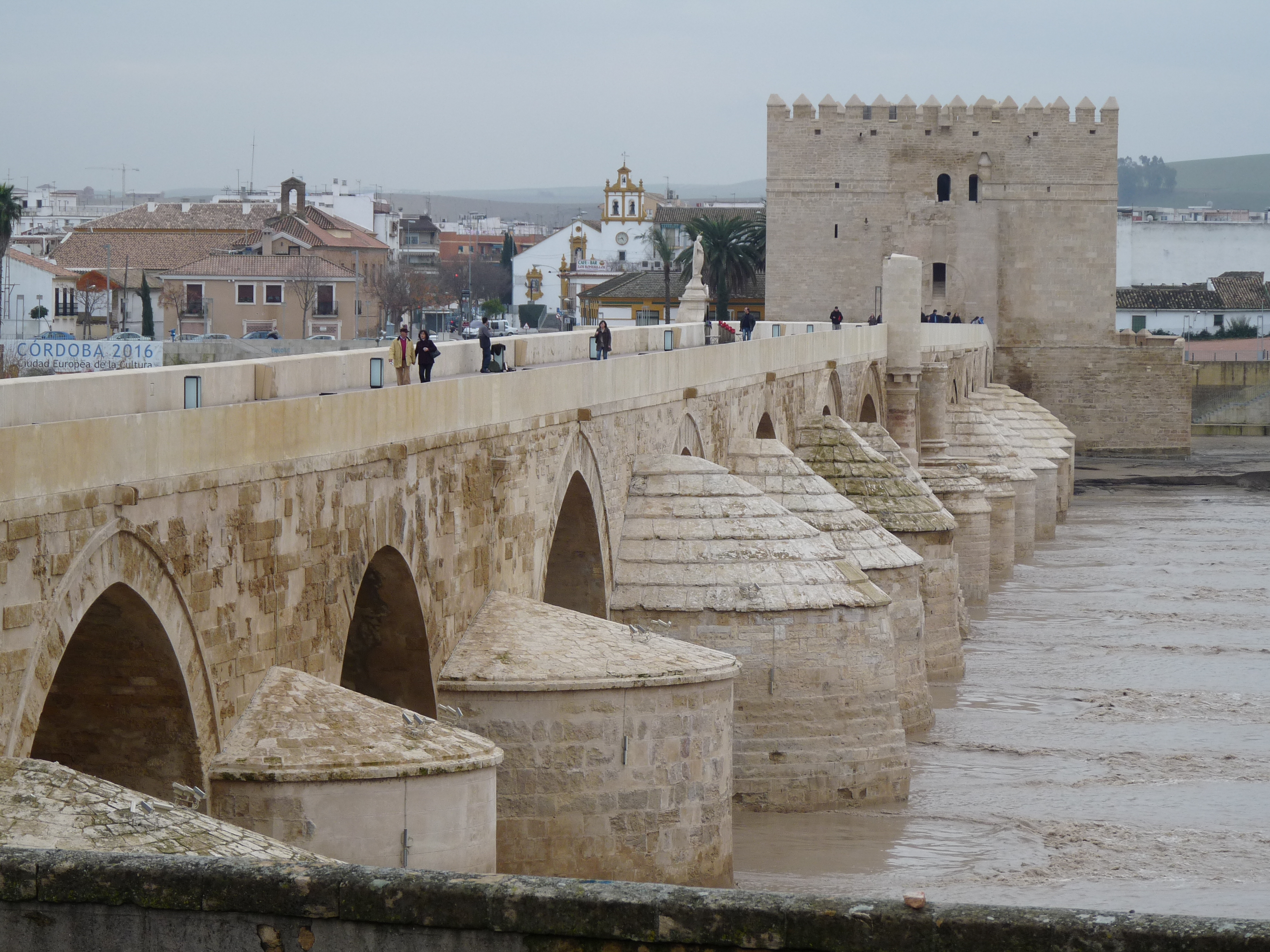
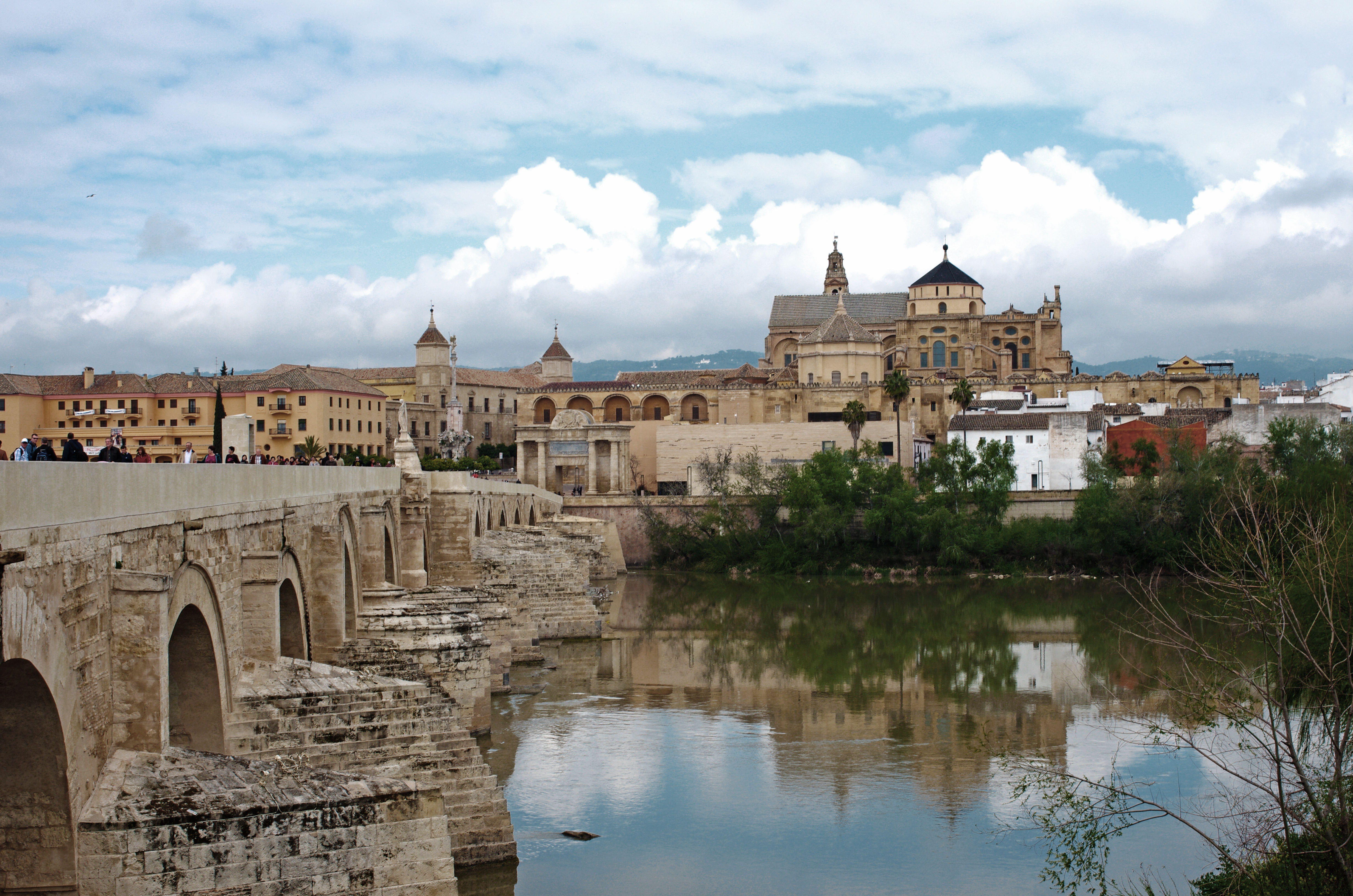
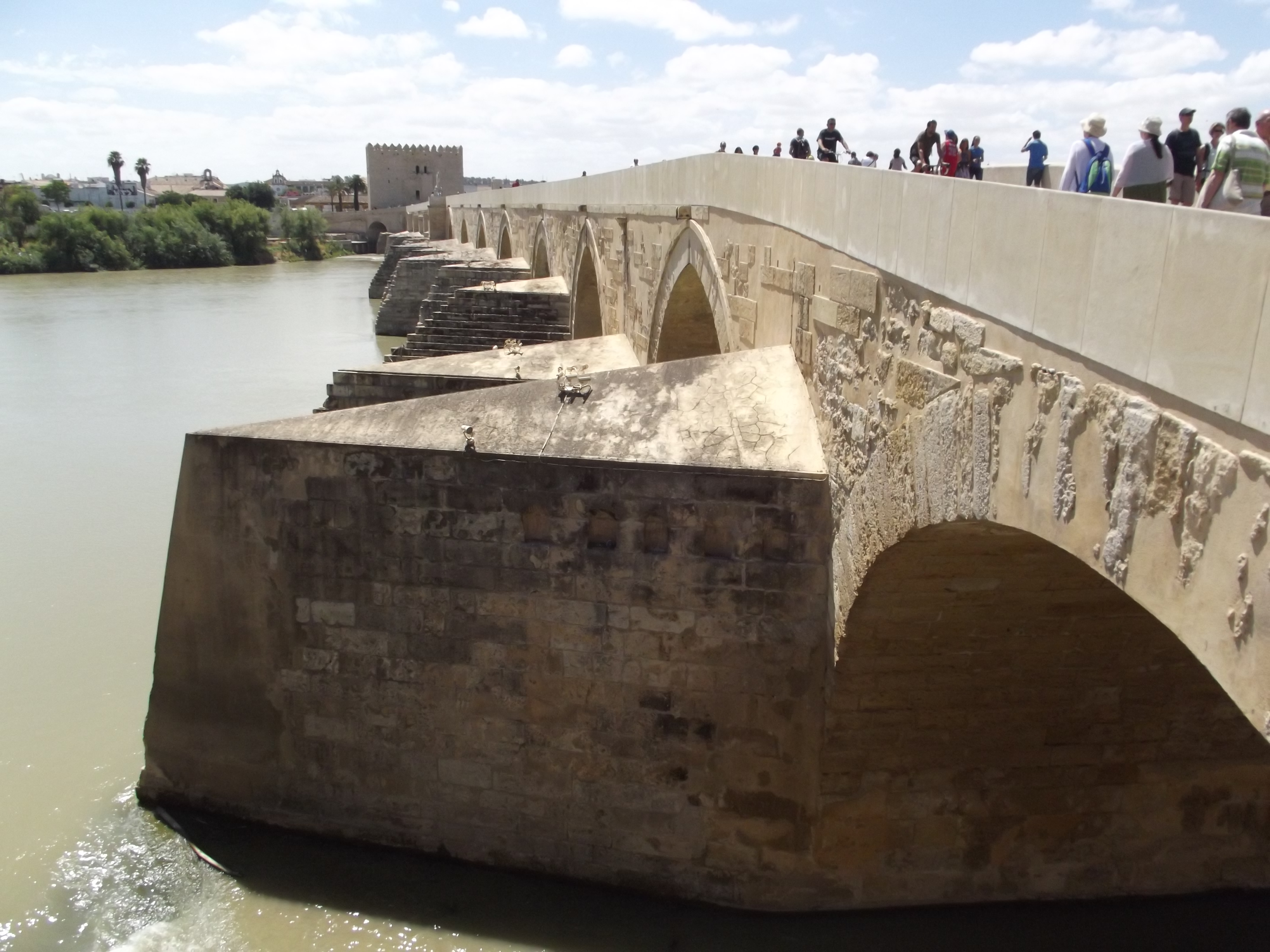

Галерея

## Епископский дворец
Епископский дворец в Кордове расположен в самом сердце исторического центра города, прямо напротив западного фасада Мескиты. Дворец был построен в XVI веке, в то время он служил алькасаром для халифов и резиденцией для вестготских правителей, но после завоевания города дворец заново перестроили, добавили ещё несколько зданий и обосновали в нём епископскую резиденцию. В 1745 году во дворце случился большой пожар, после чего он был реставрирован. В XVIII веке был построен внутренний дворик дворца.
Сегодня в этом здании размещен Епархиальный музей, открытие которого состоялось в 1989 году. В одном из залов музея развешаны портреты всех епископов Кордовы, начиная с 1238 года.
Галерея

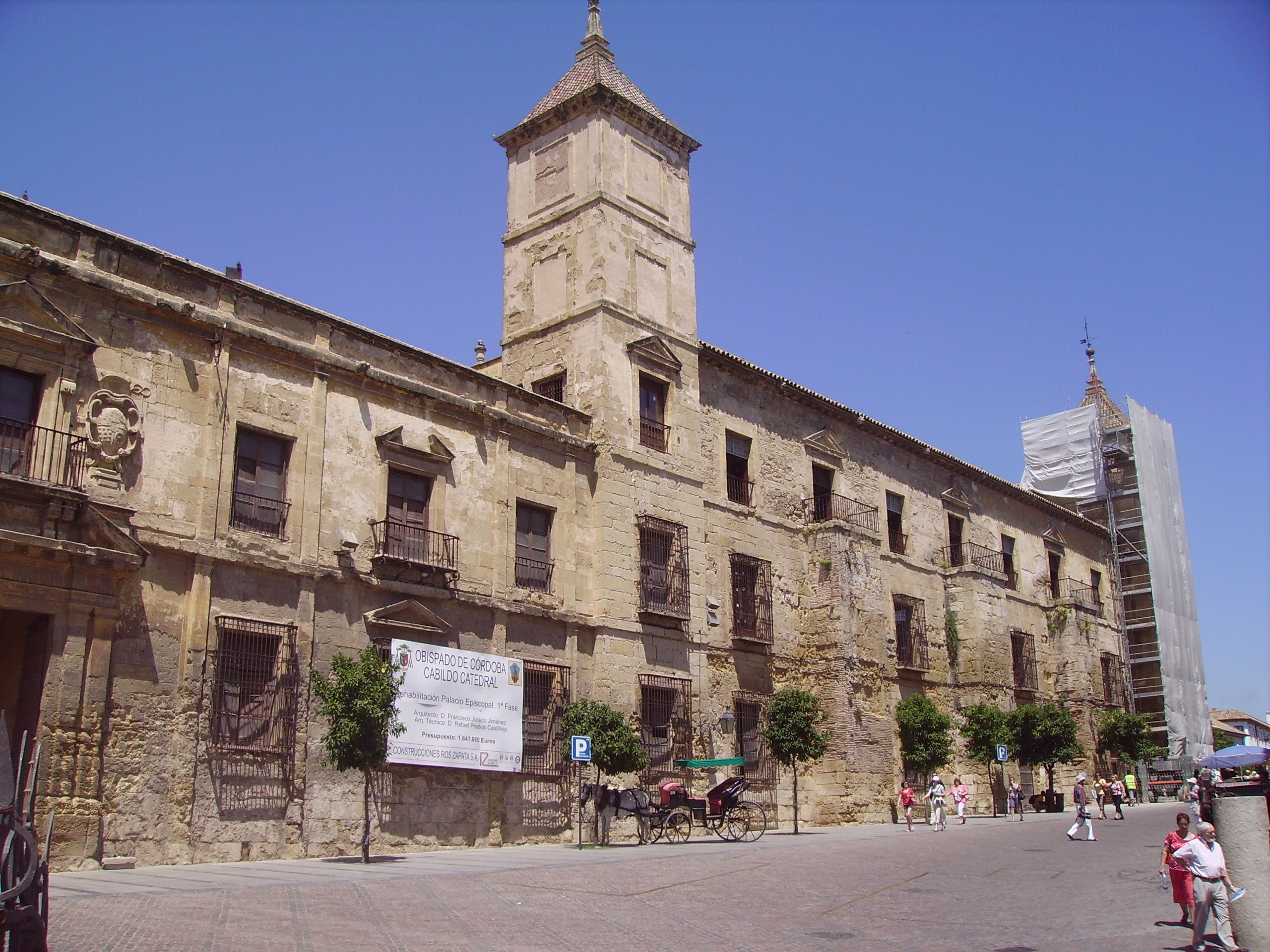
Епископский дворец
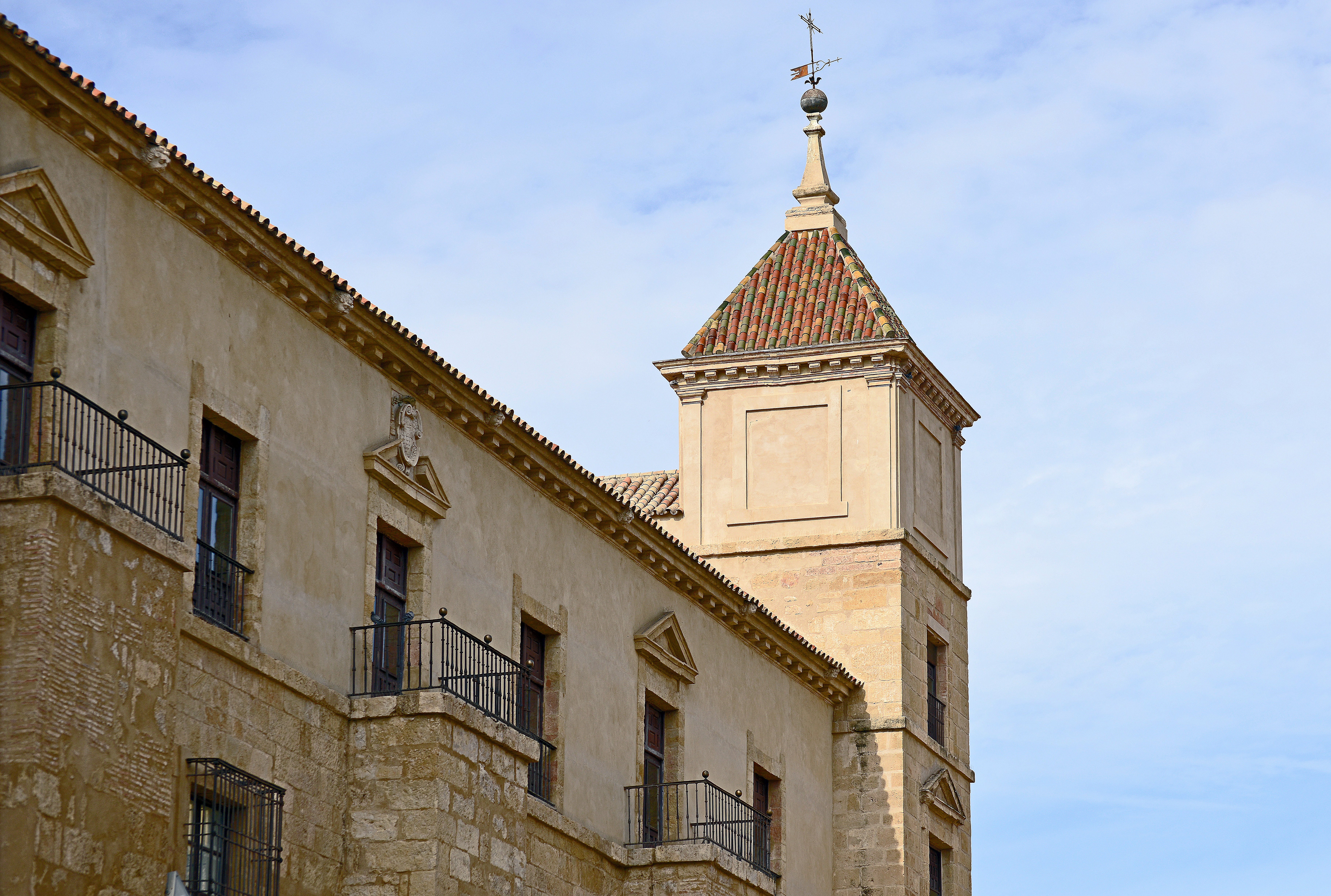
Фасад здания
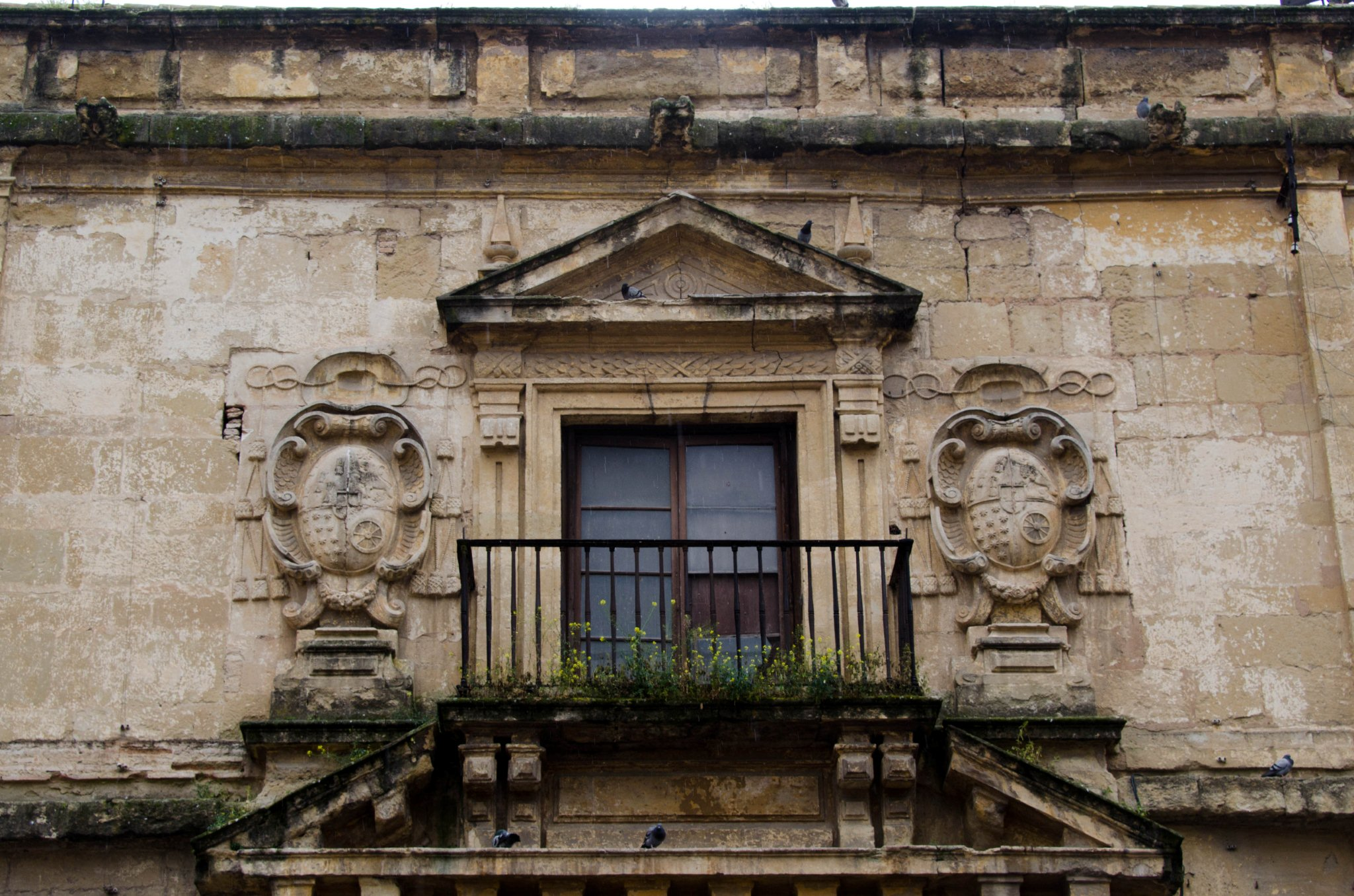
Балкон
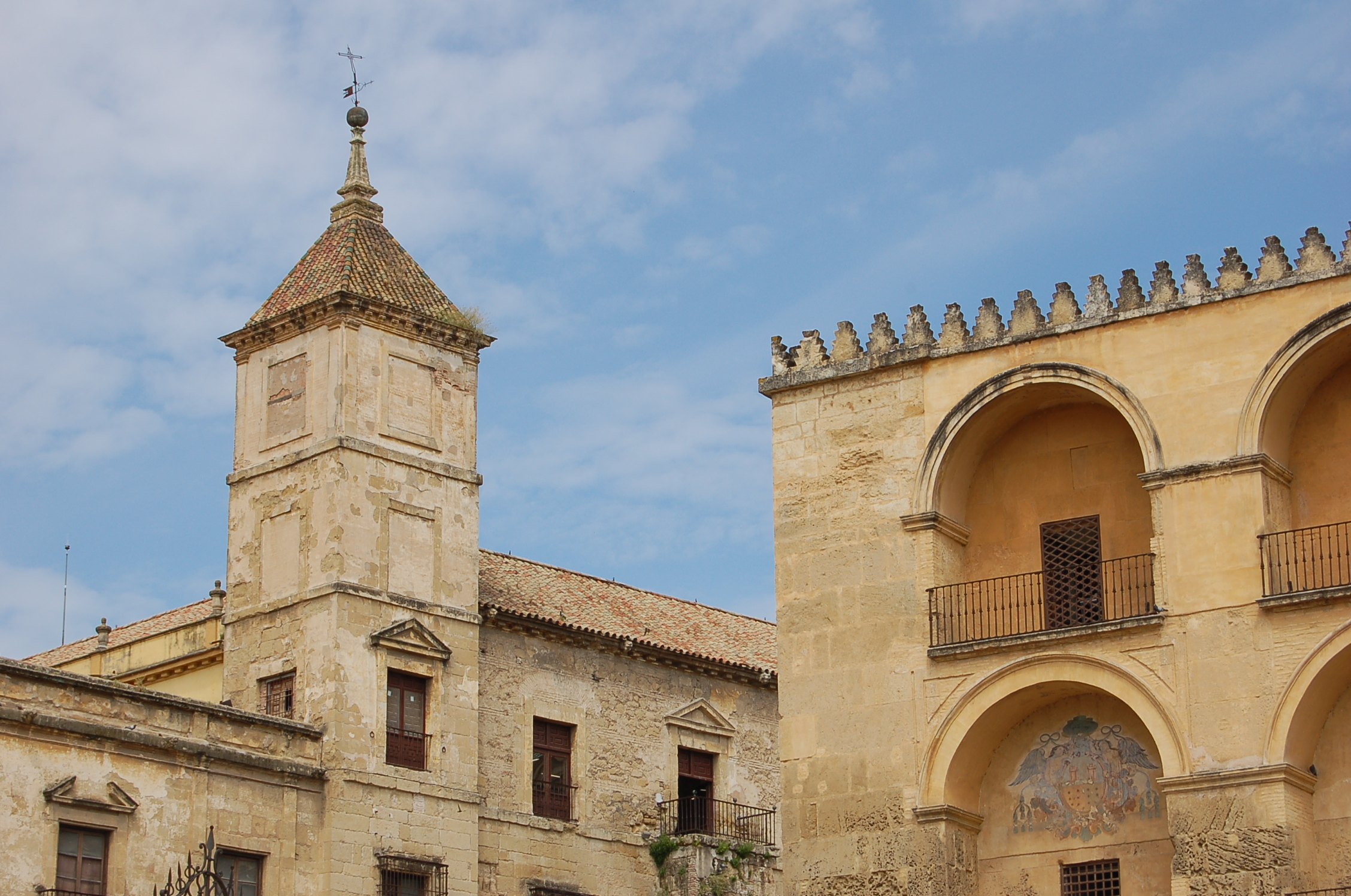
Фасад здания
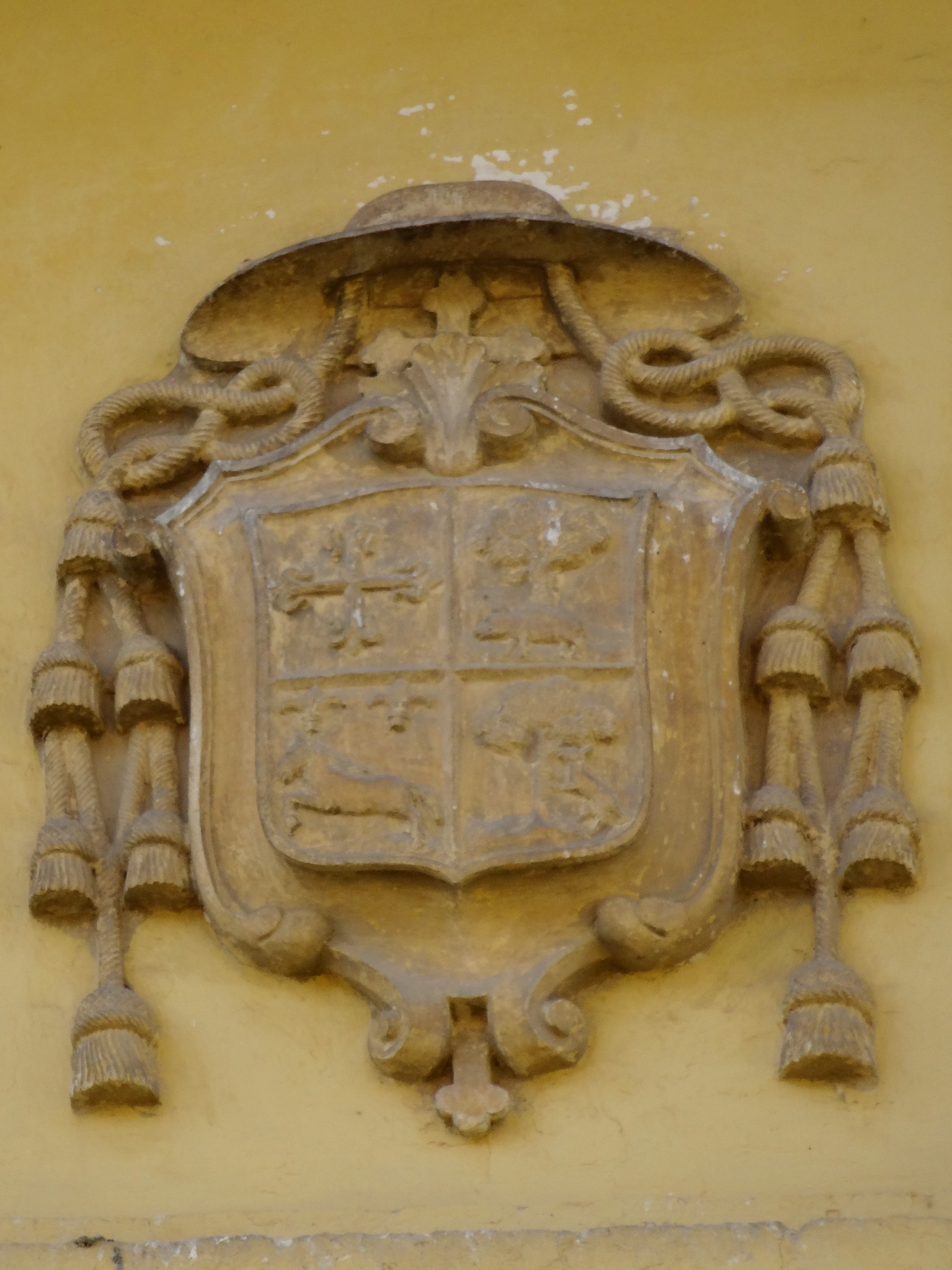
Детали фасада
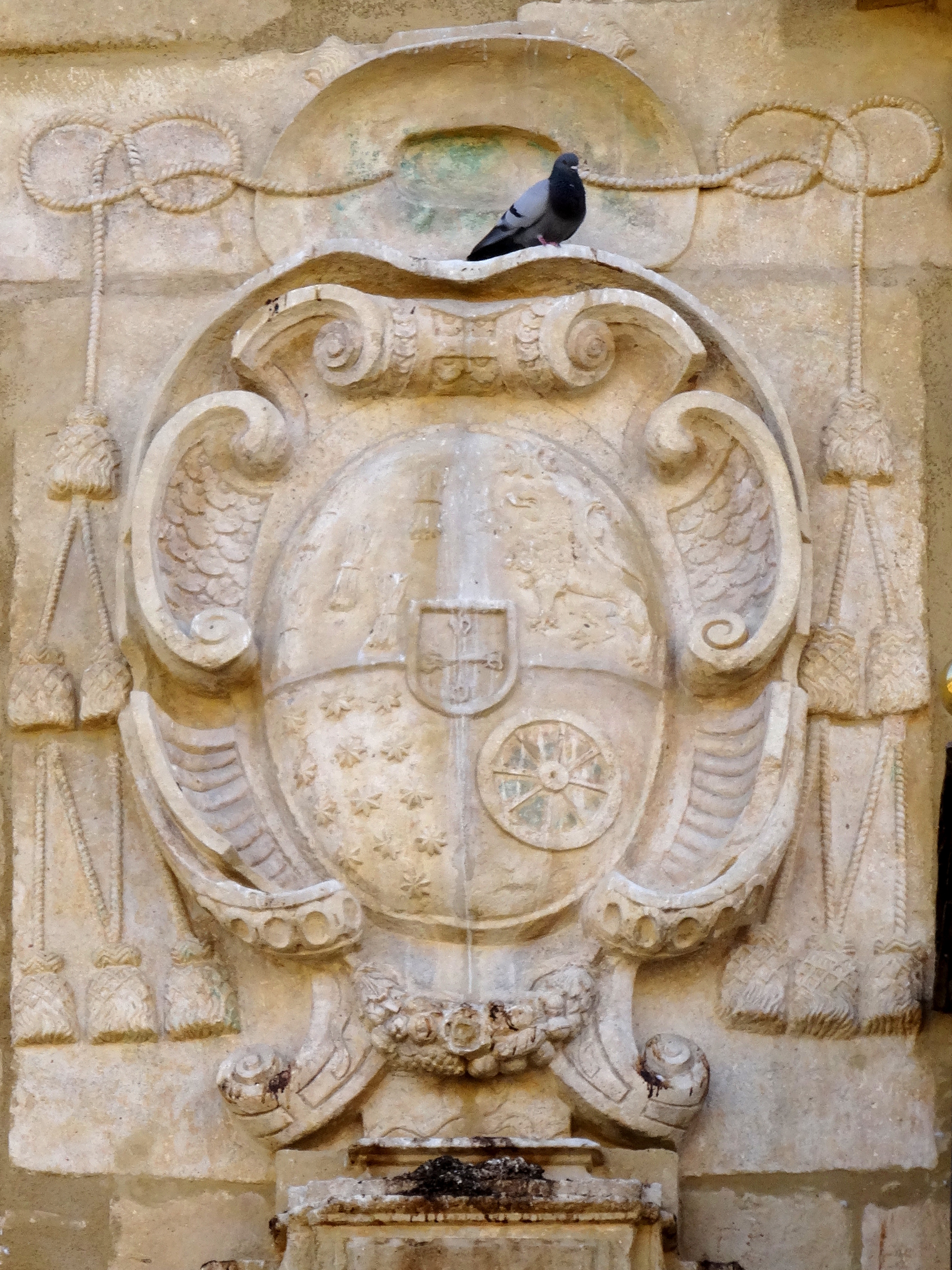
Детали фасада 2
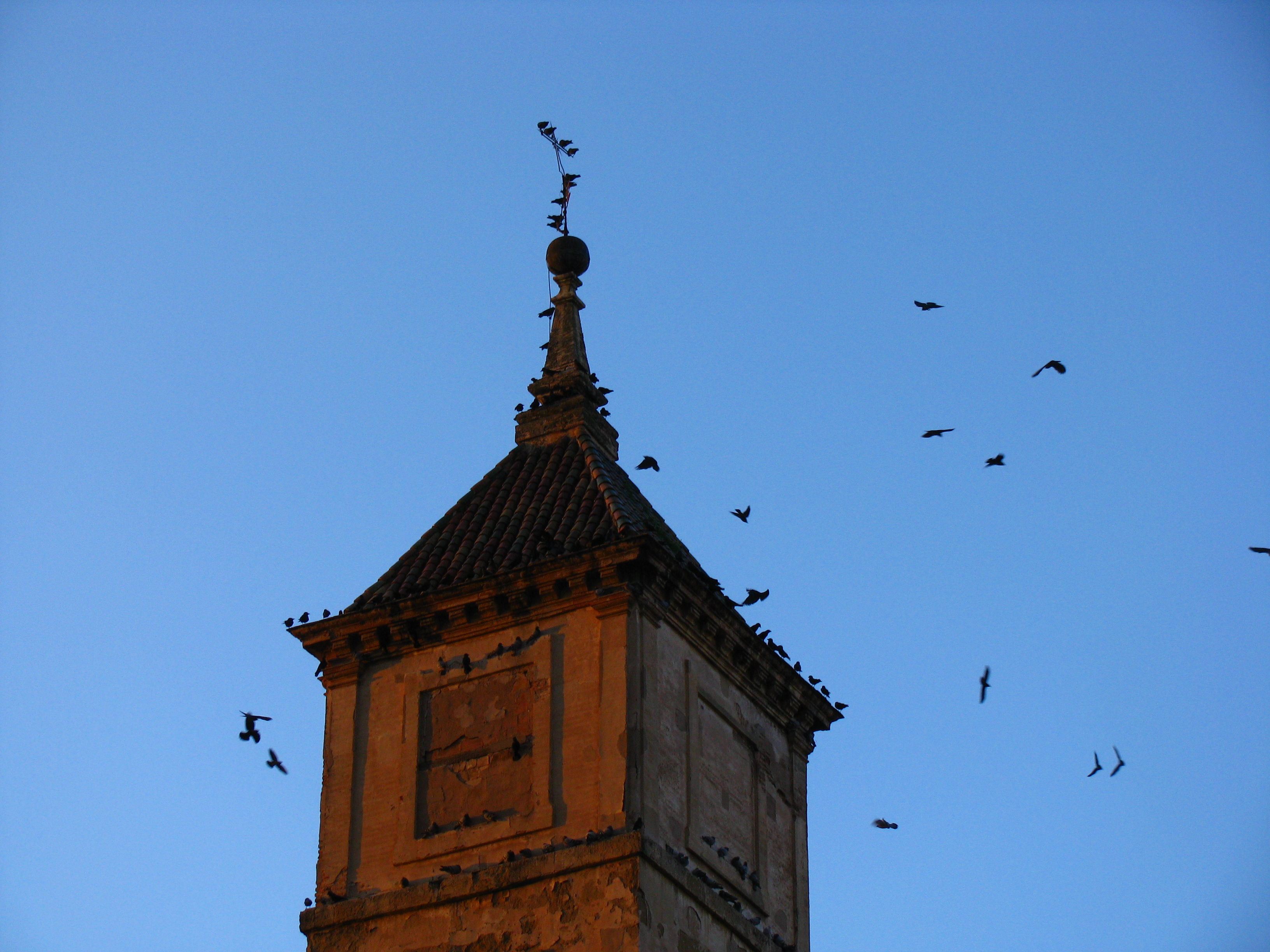
Башня дворца

## Больница Сан Себастьяна
Находится прямо напротив западного фронта Собора мечети Кордовы. Здание построено в XVI веке. В XVI — XIX вв. в здании находилась больница, в XIX — XX вв. — дом для матерей и младенцев, с 1981 года по настоящее время это Дворец Конгрессов, а также Офис Туризма.
Основная часть здания — монастырь, построенный в мавританском стиле, тогда как часовня — в готическом. Архитектором здания является Эрнан Руиз I, который в 1514 год закончил работу над фасадом здания.
Галерея

Фасад здания
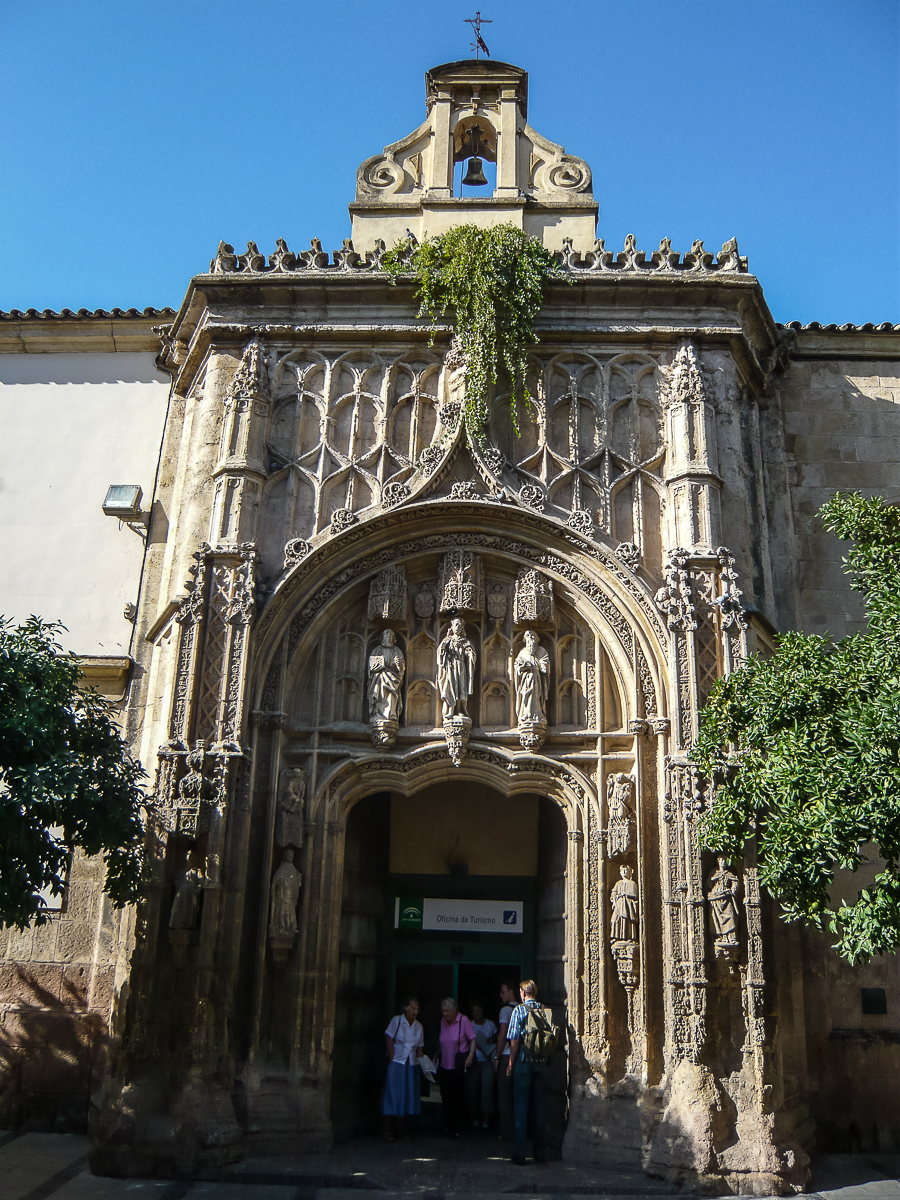
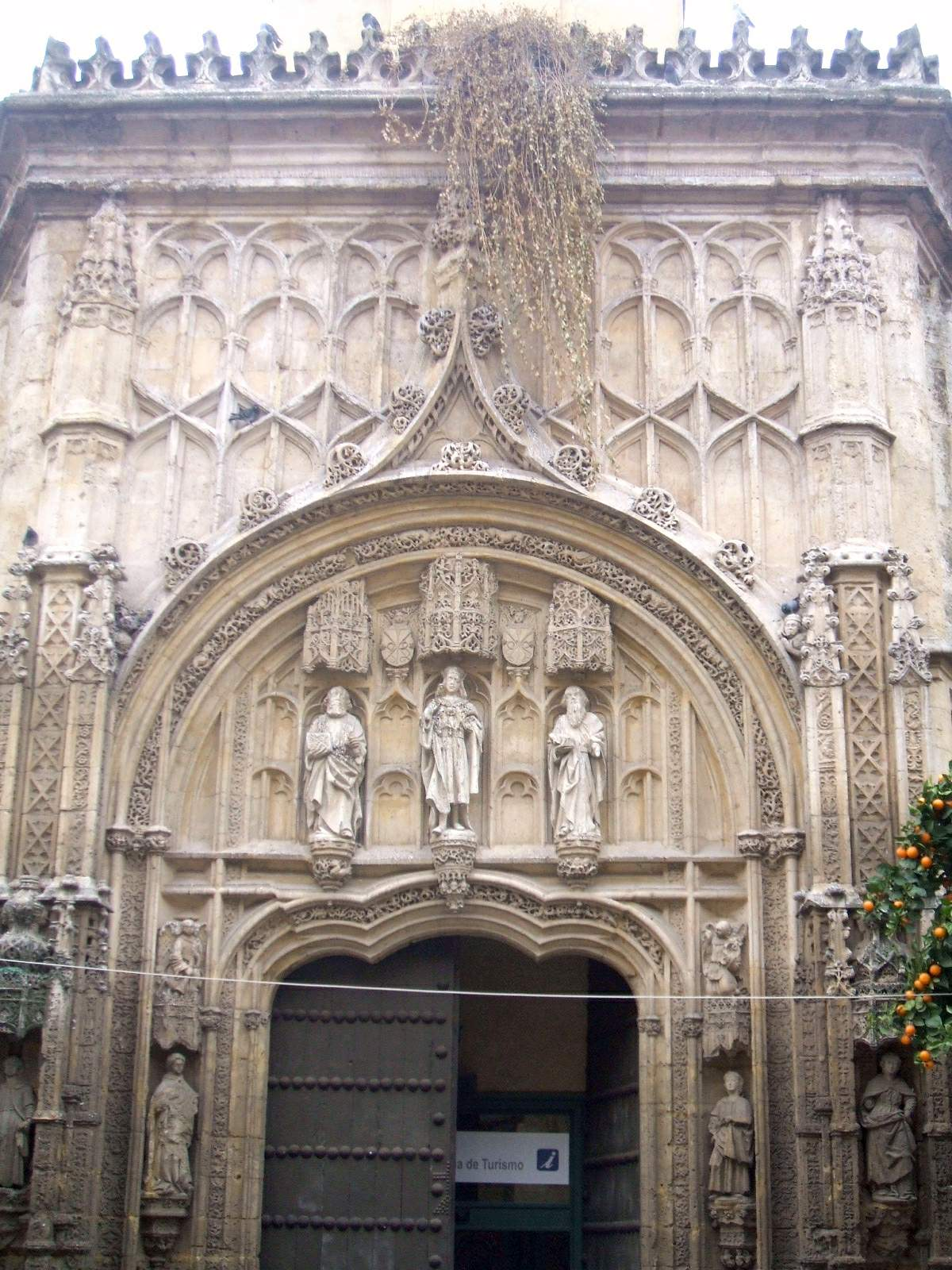
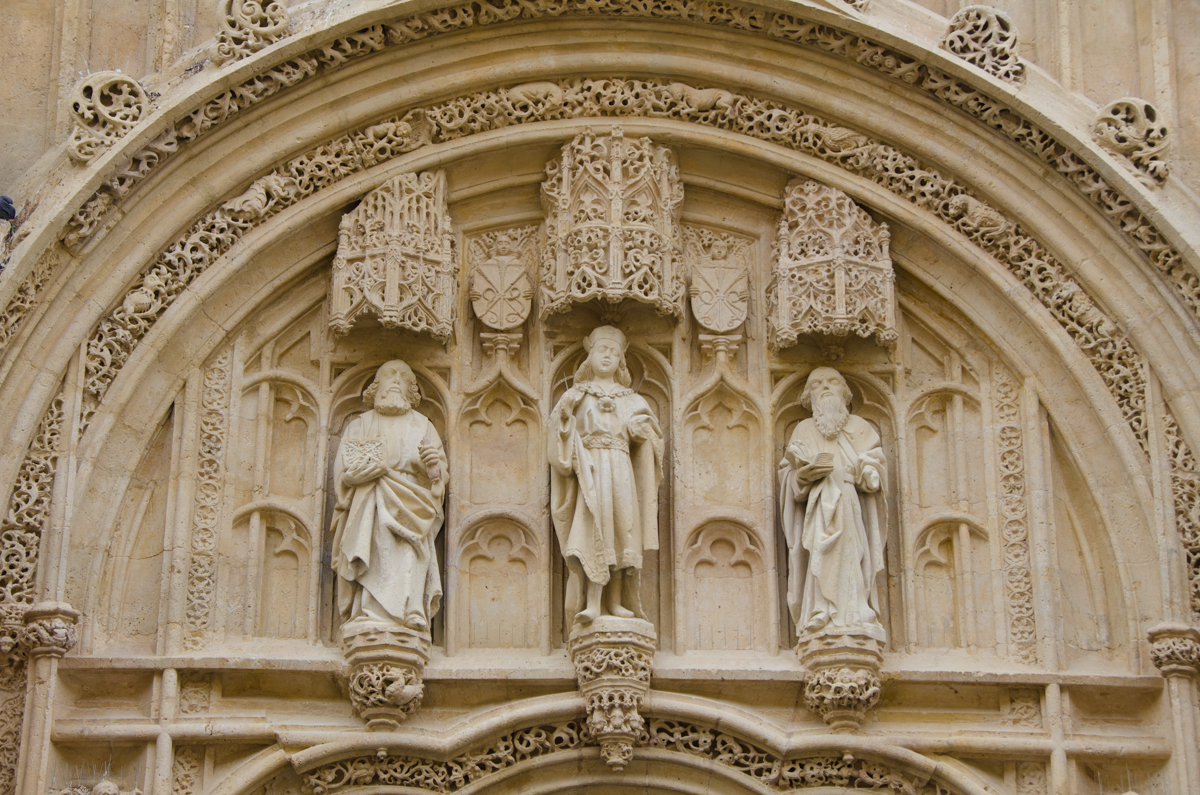
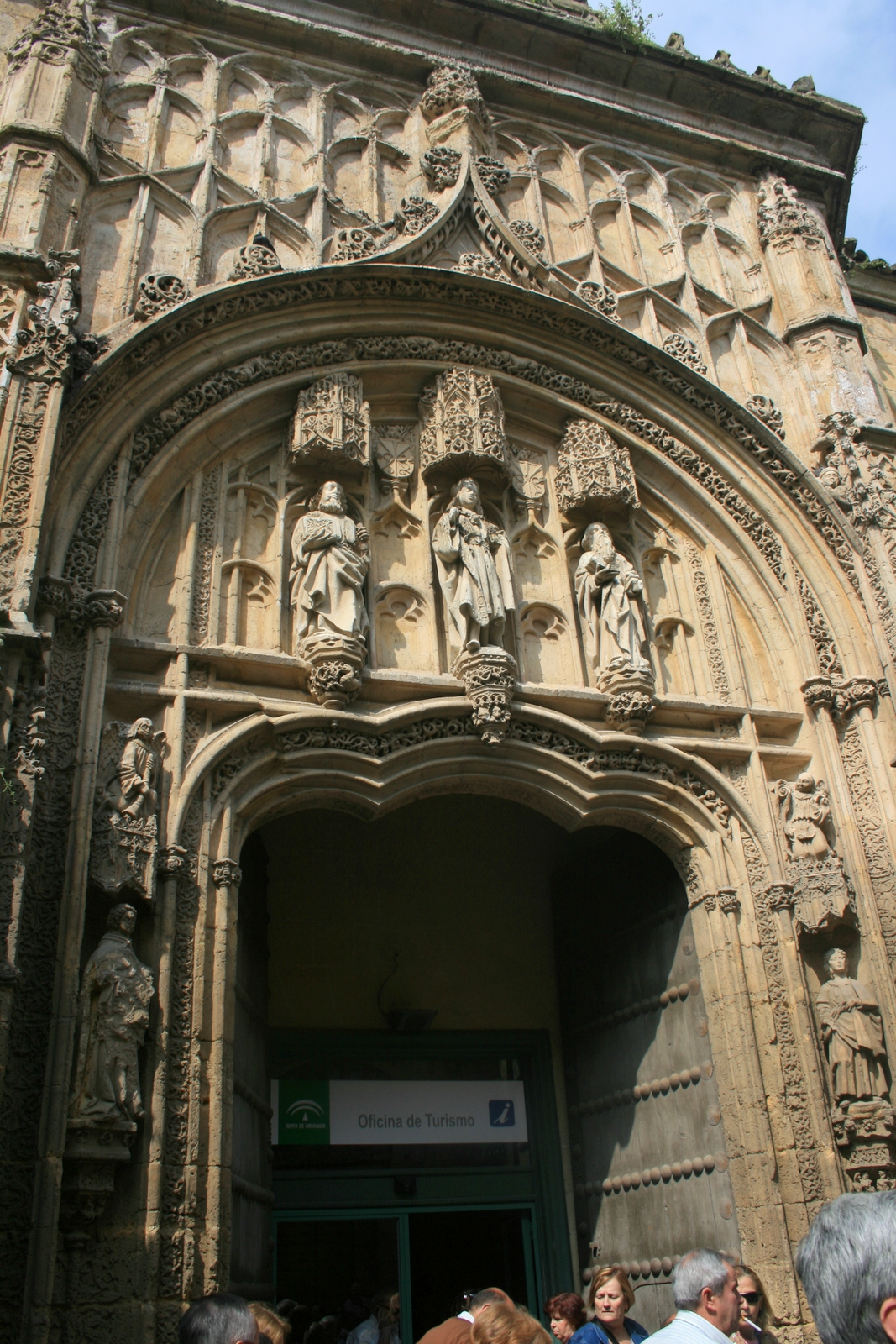
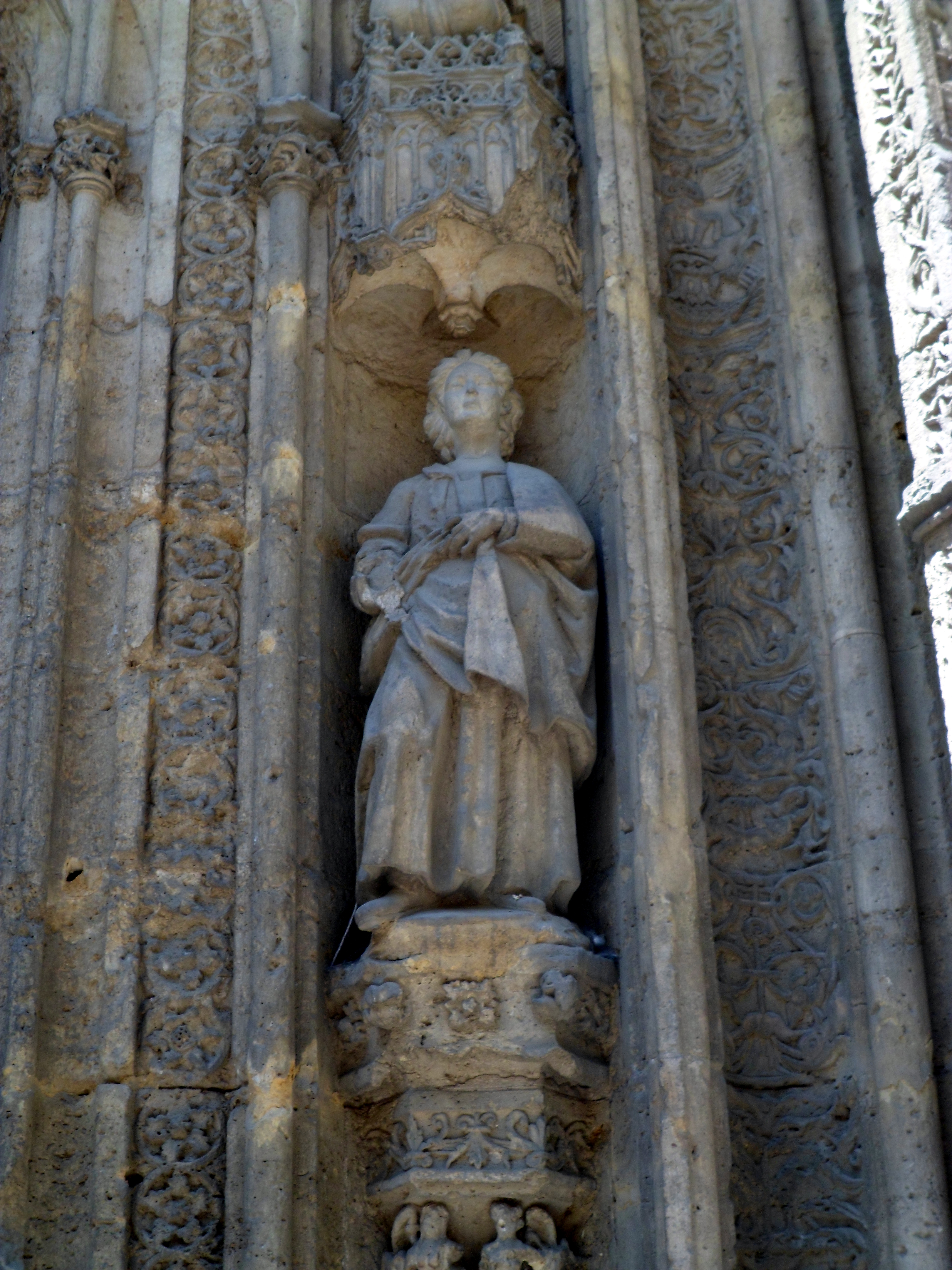
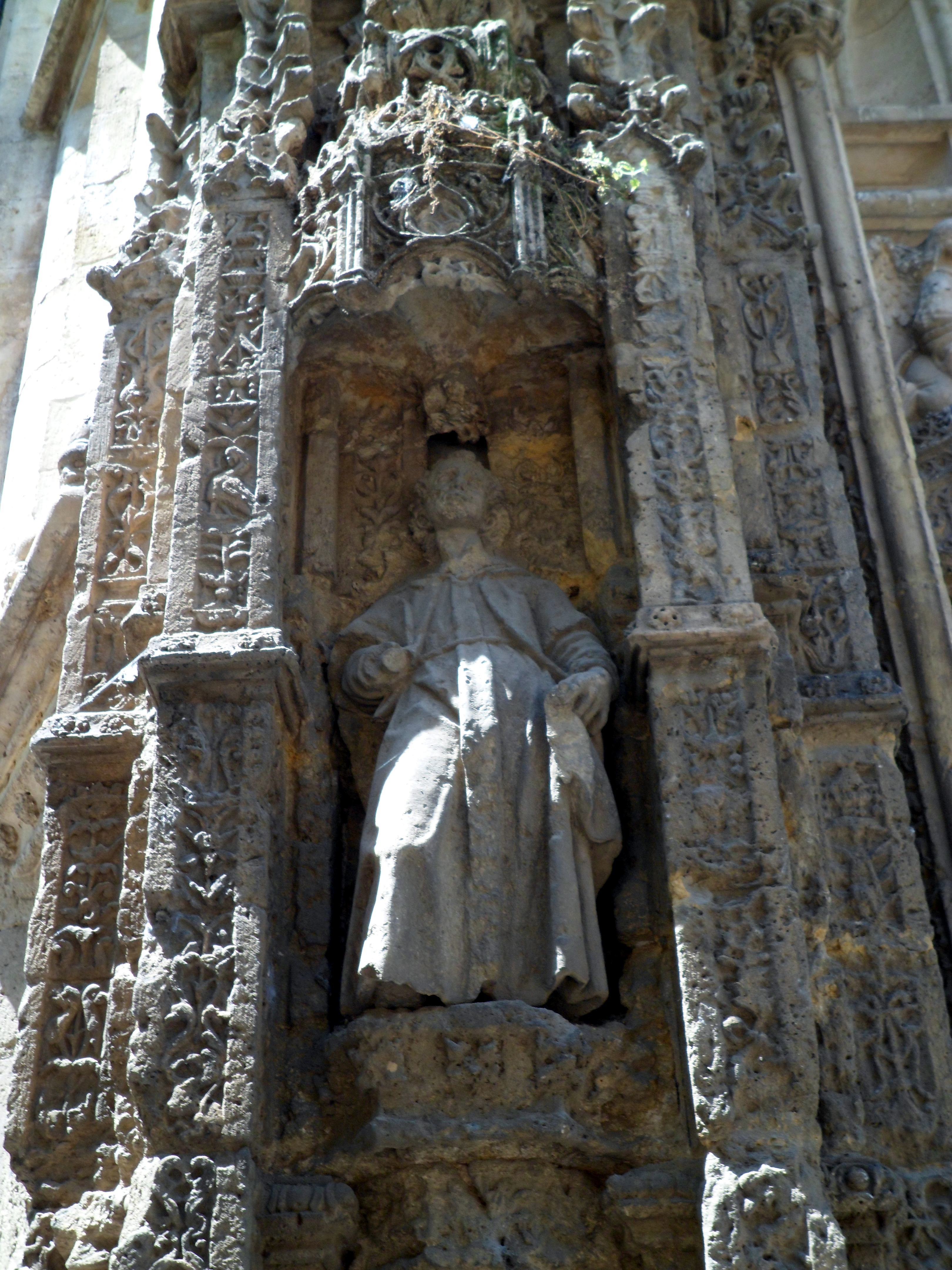
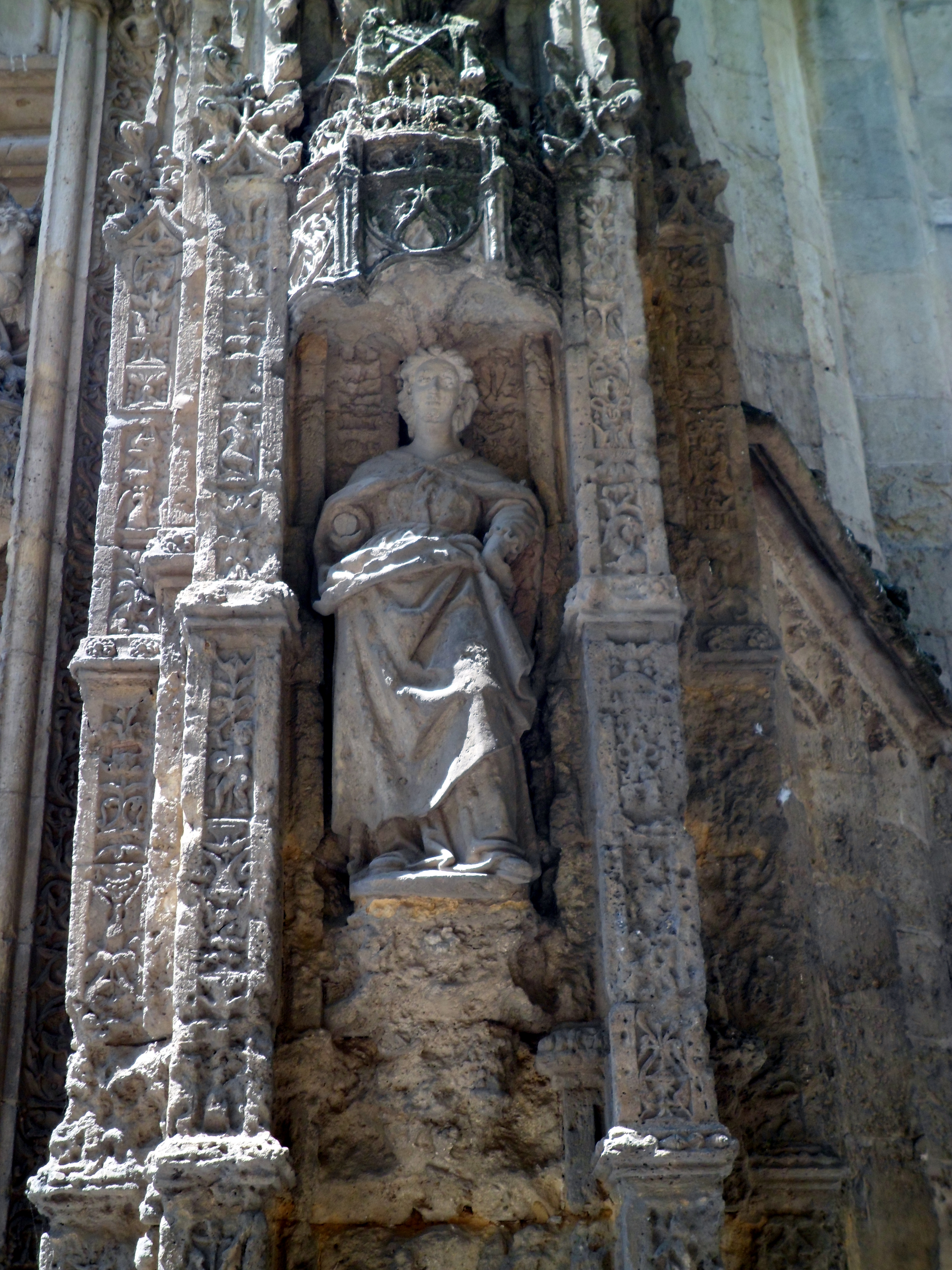

Внутренний двор Дворца
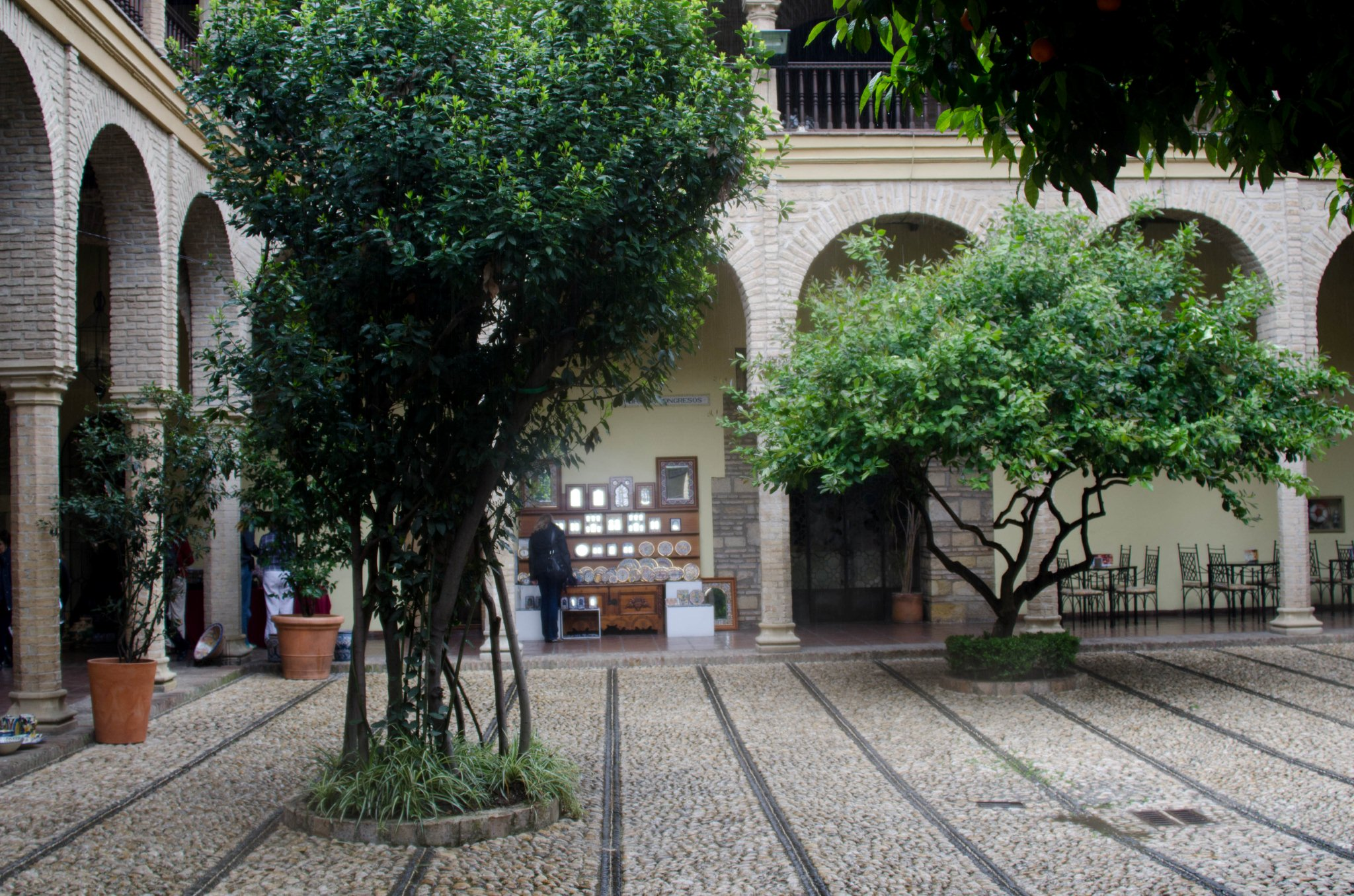
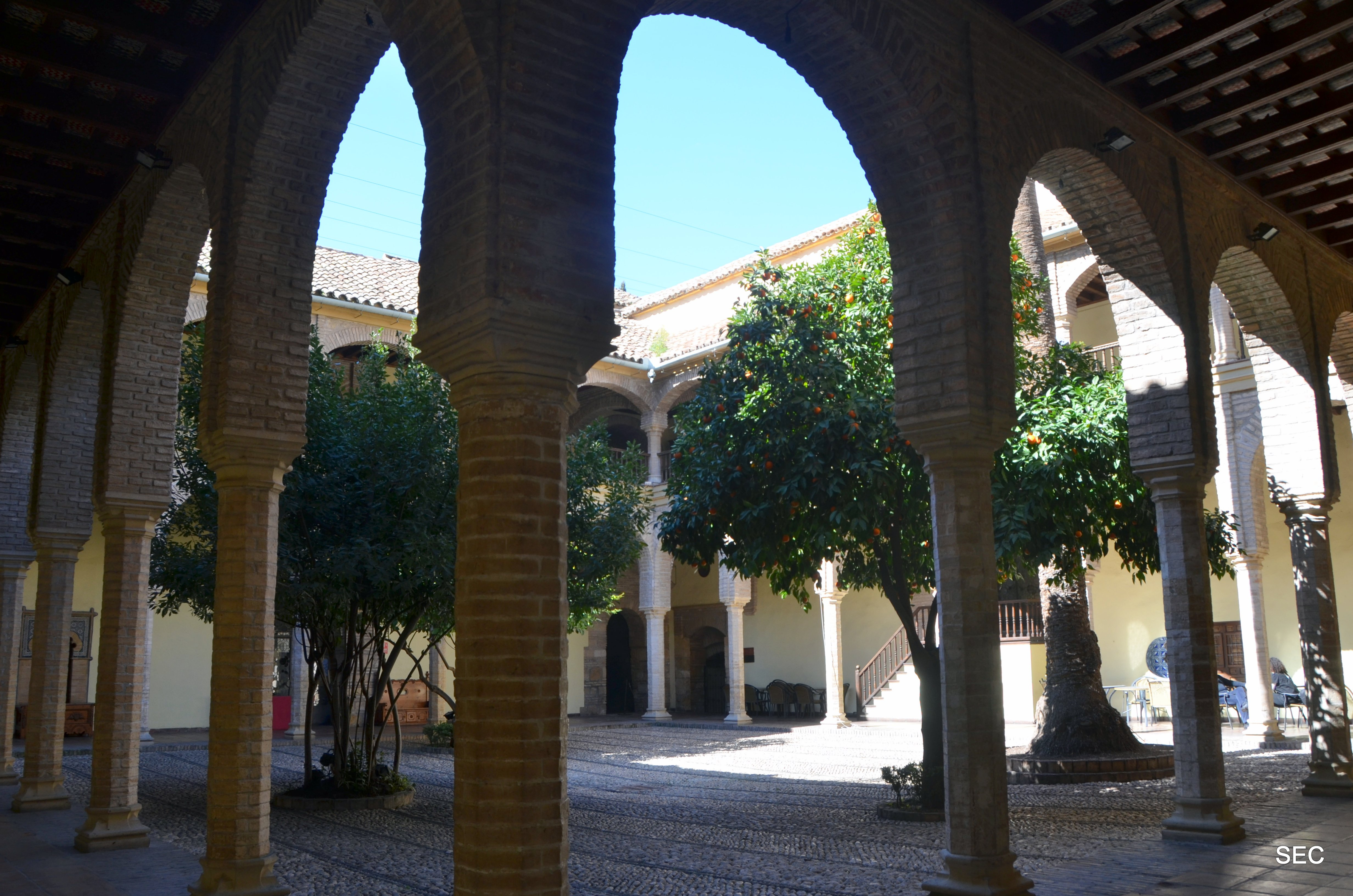
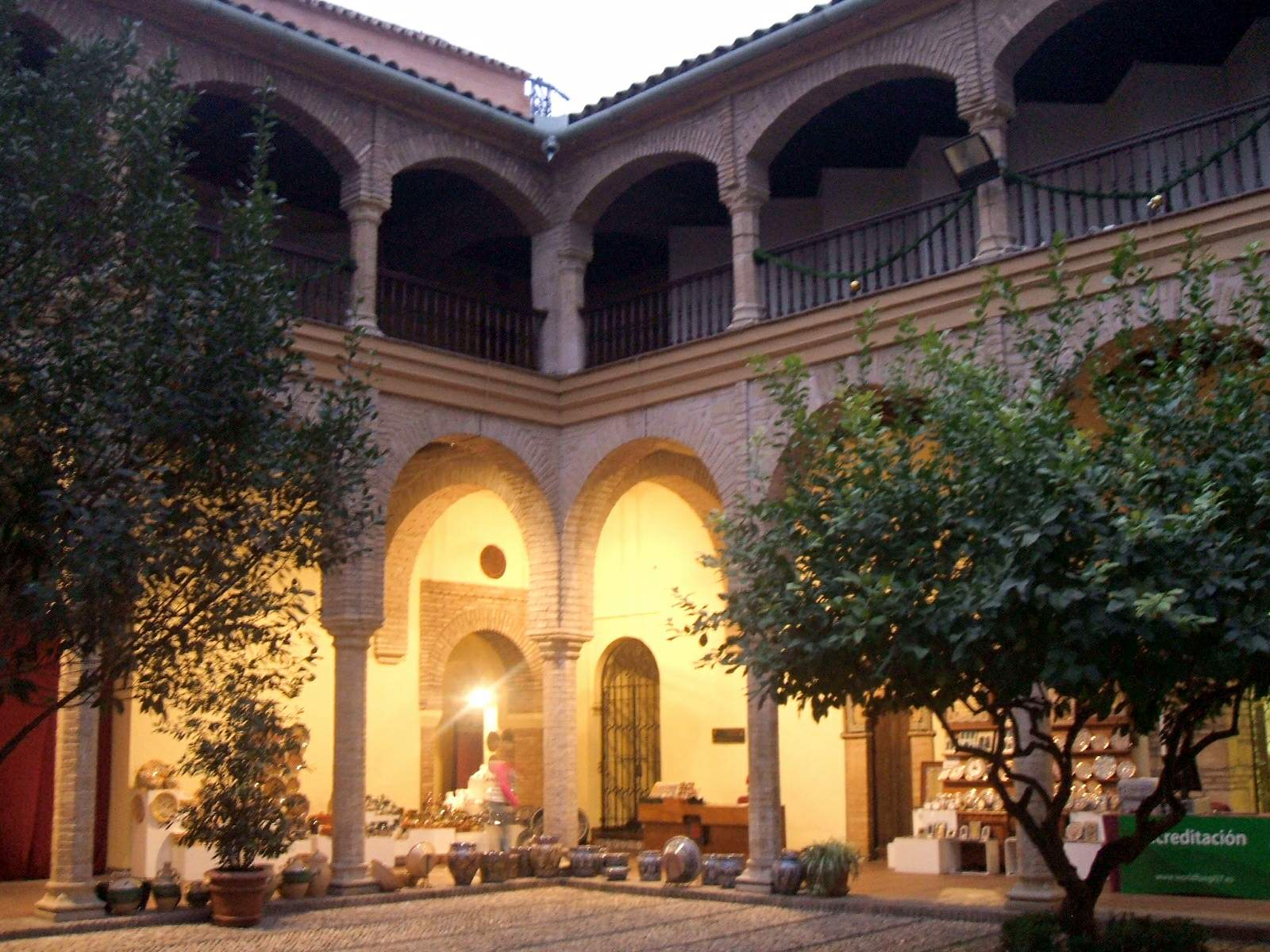
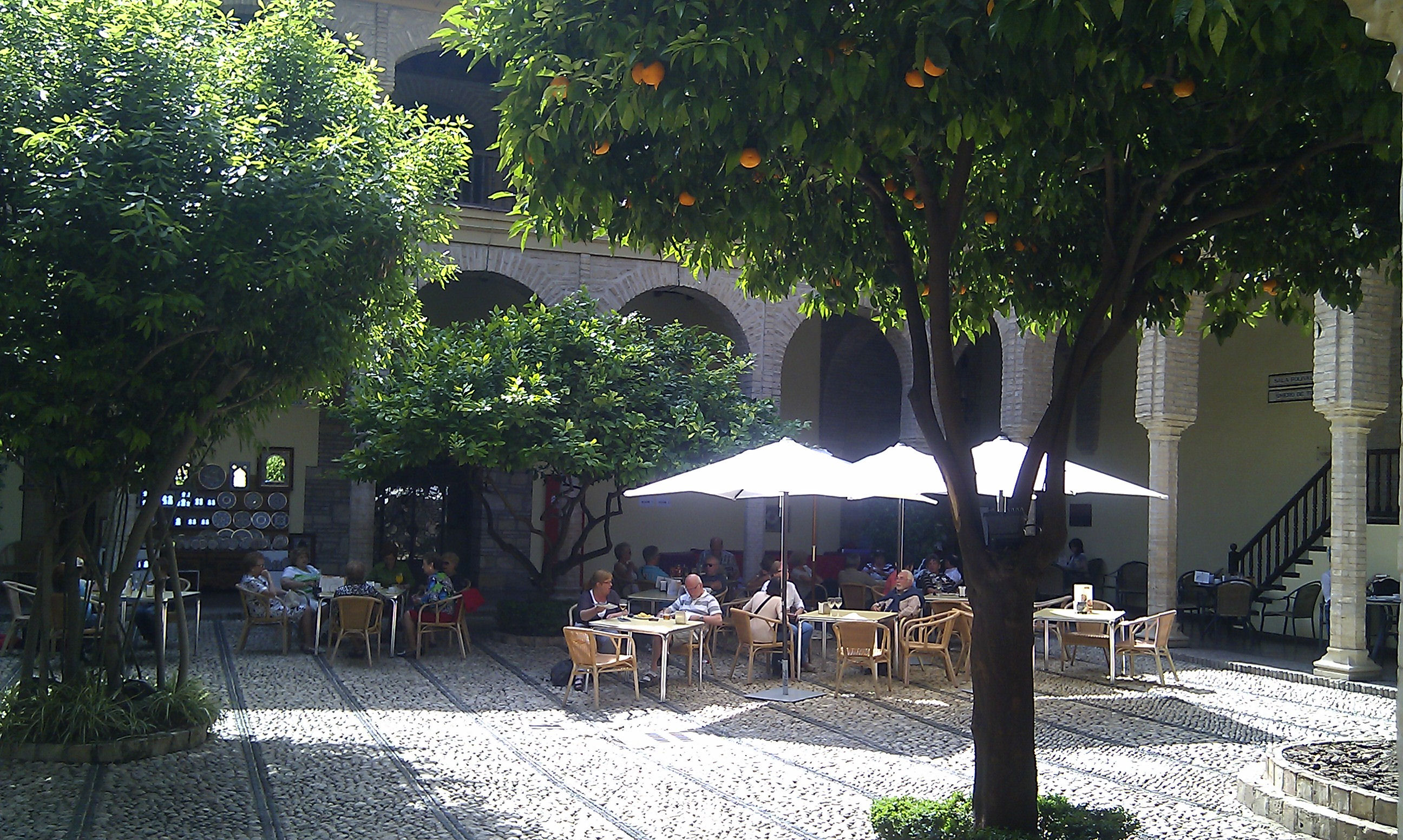
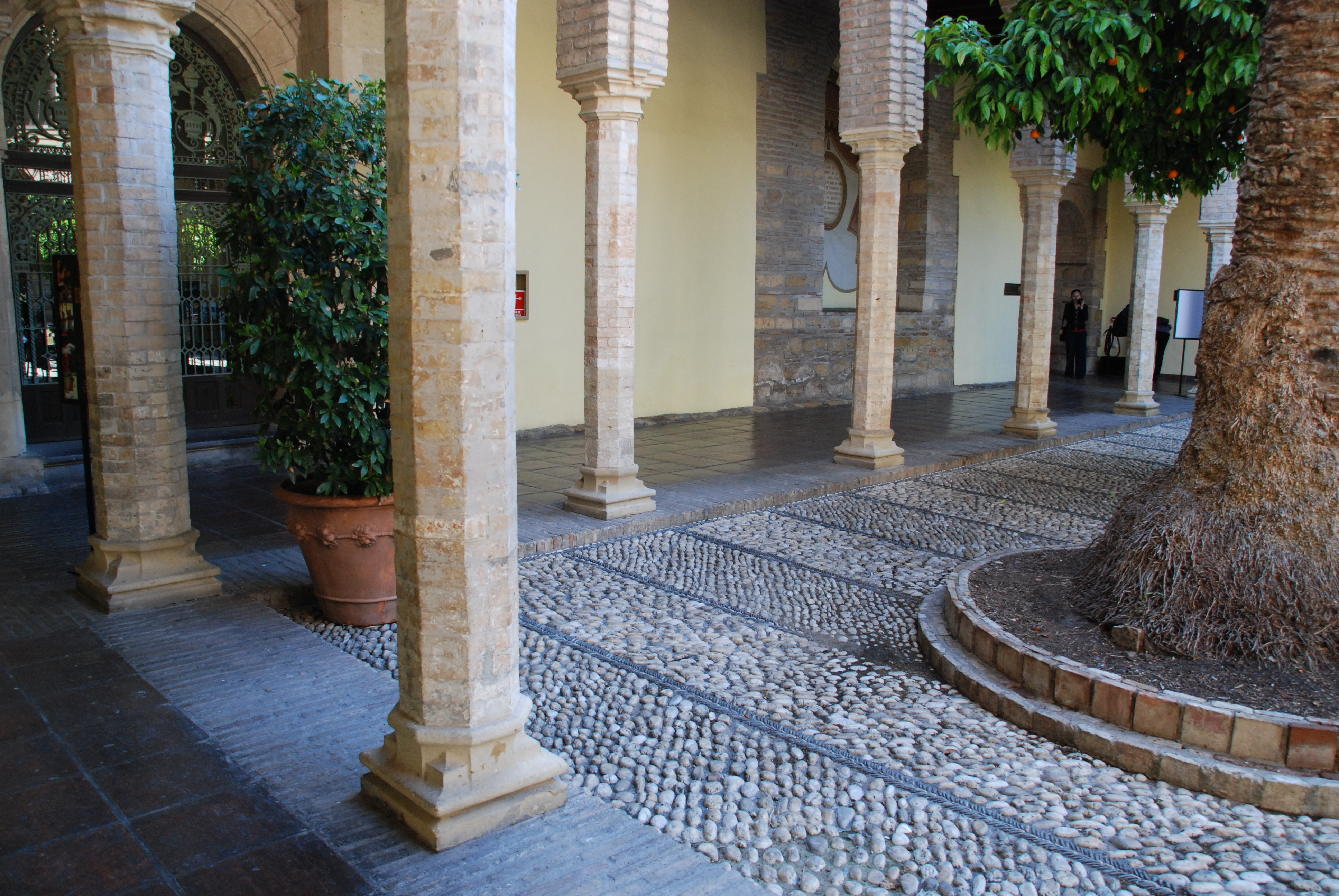

## Синагога
Кордовская синагога находится на одной из улиц еврейского квартала города. Здание построено в мудехарском стиле. Это единственная синагога во всей Андалусии и одна из трёх в Испании. Строительство синагоги началось в 1315 году, а в 1391 году, после погромов, кордовская еврейская община оказалась почти полностью истреблена. После изгнания евреев в 1492 году синагогу в разные времена использовали как больницу, церковь, детский сад.
В 1884 году Синагога в Кордове была объявлена Национальным памятником Испании. В 2016 годом Синагога стала второй по количеству посещений достопримечательностью в Кордове.

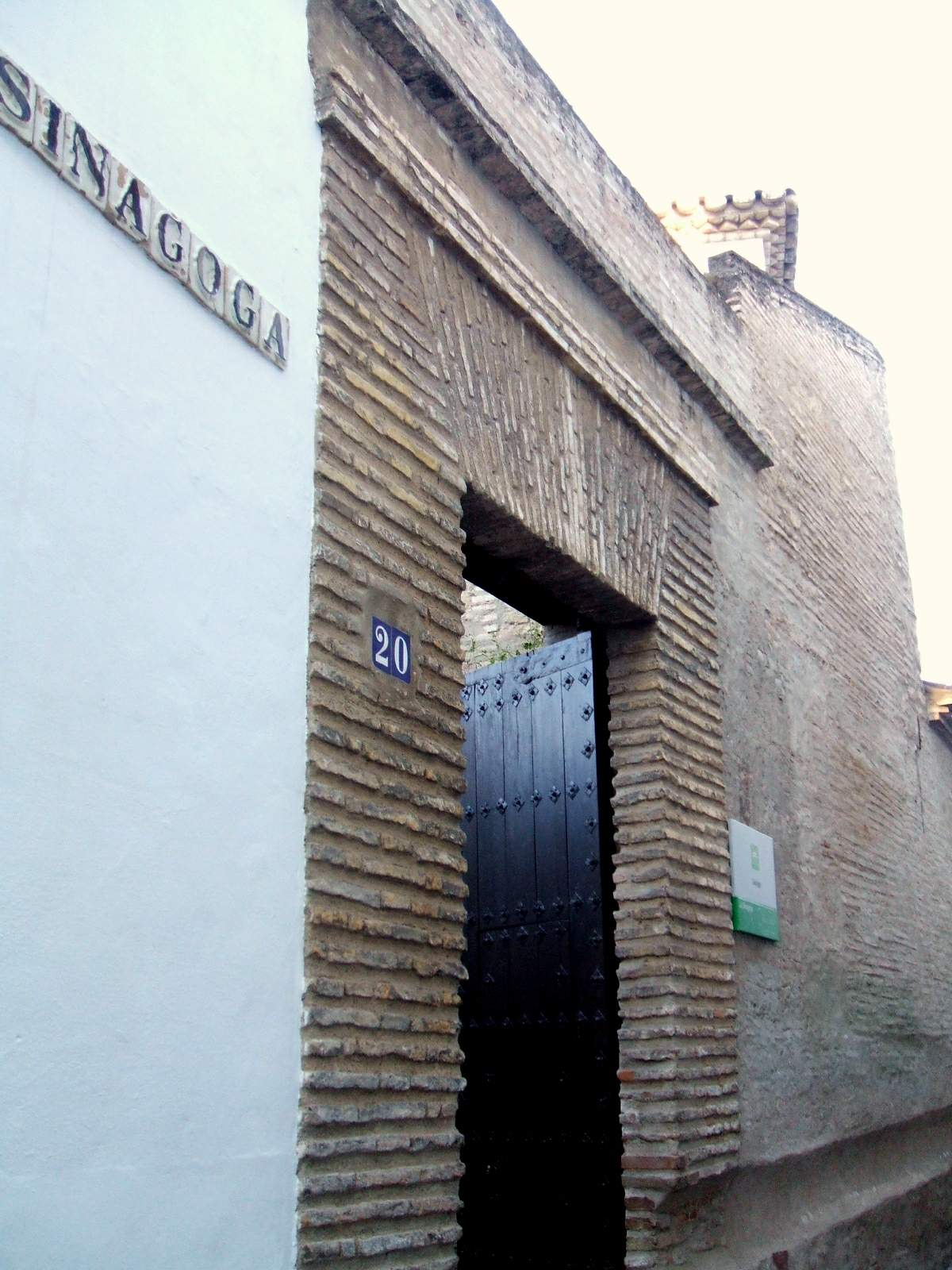
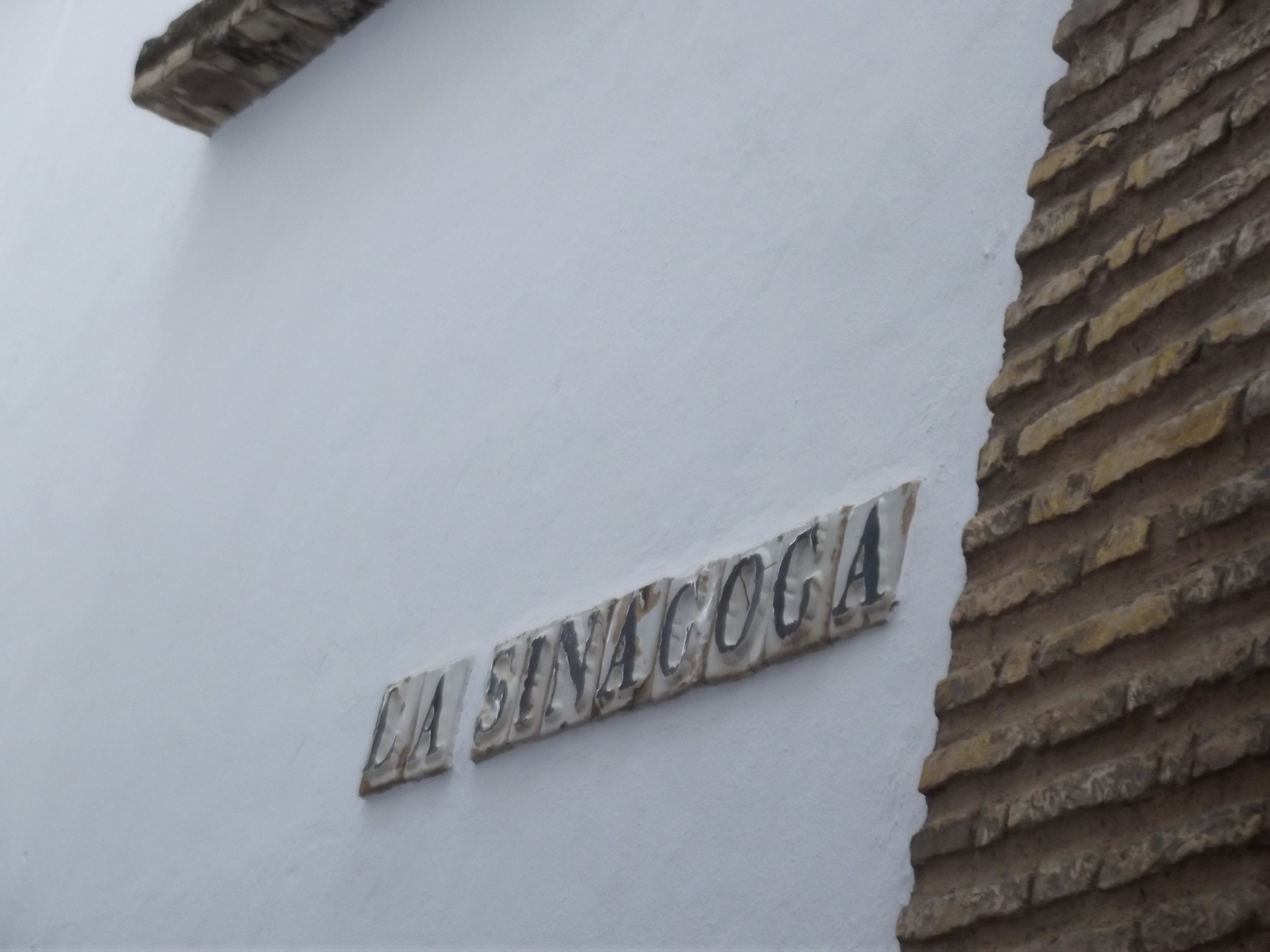
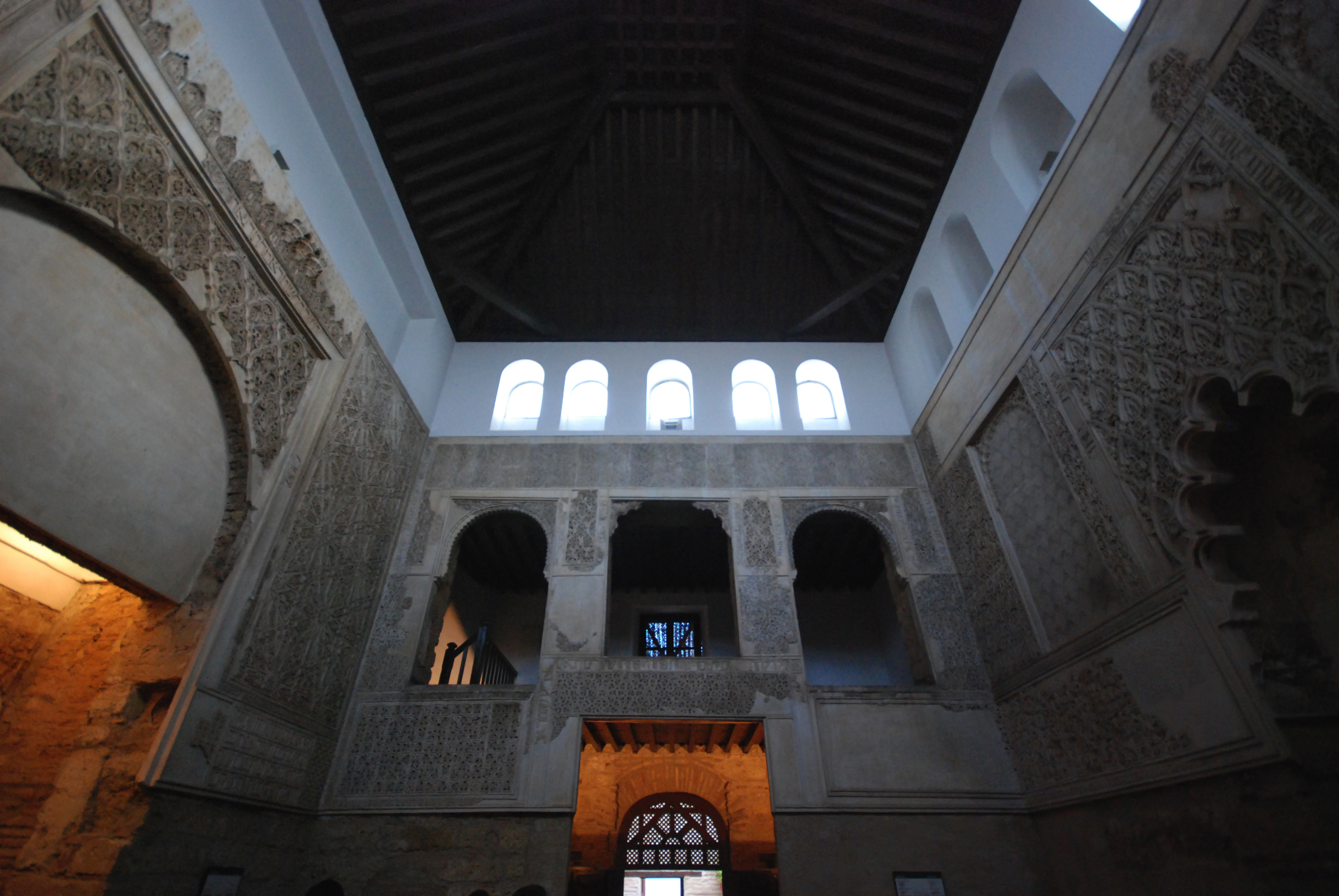
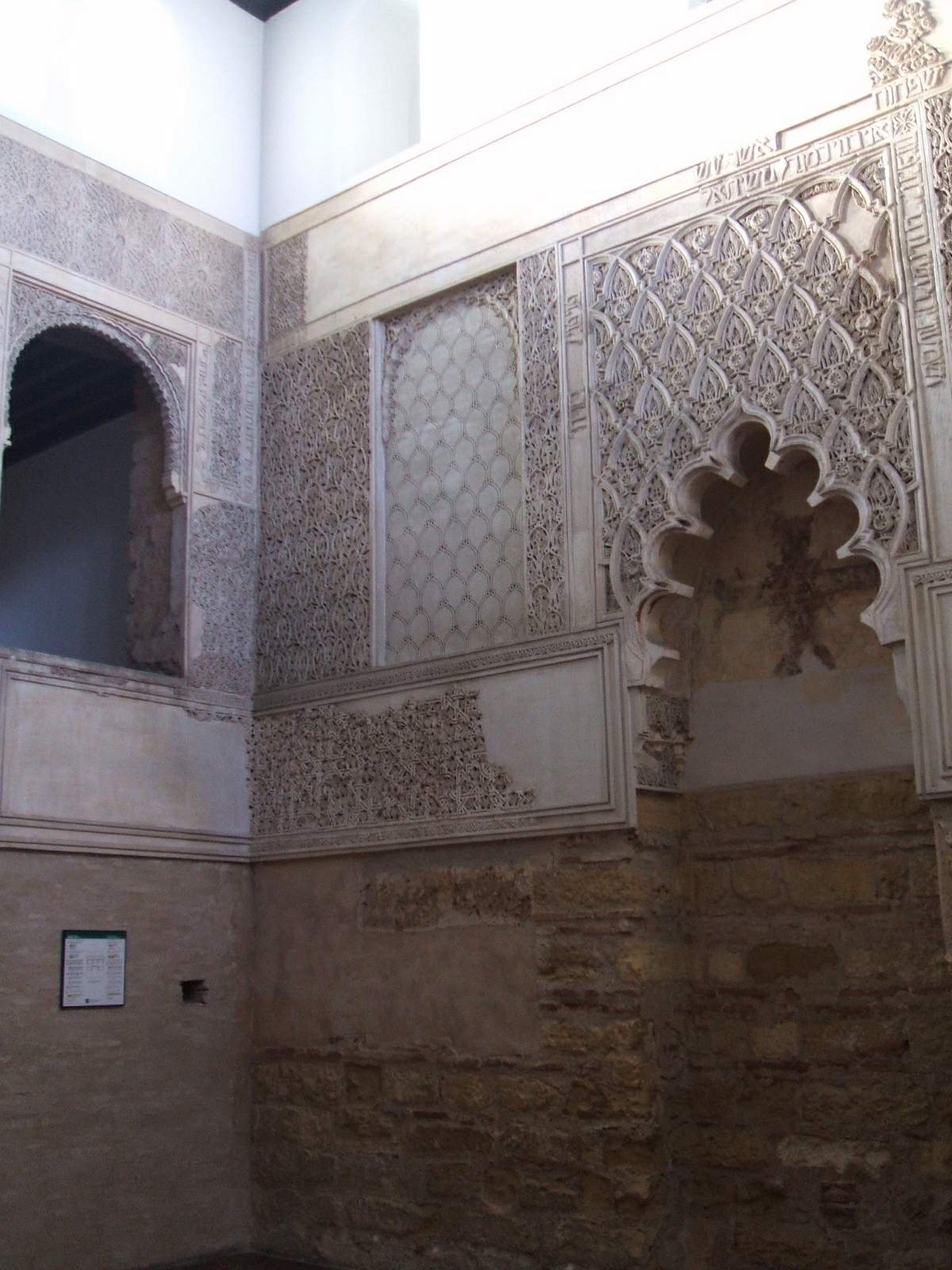
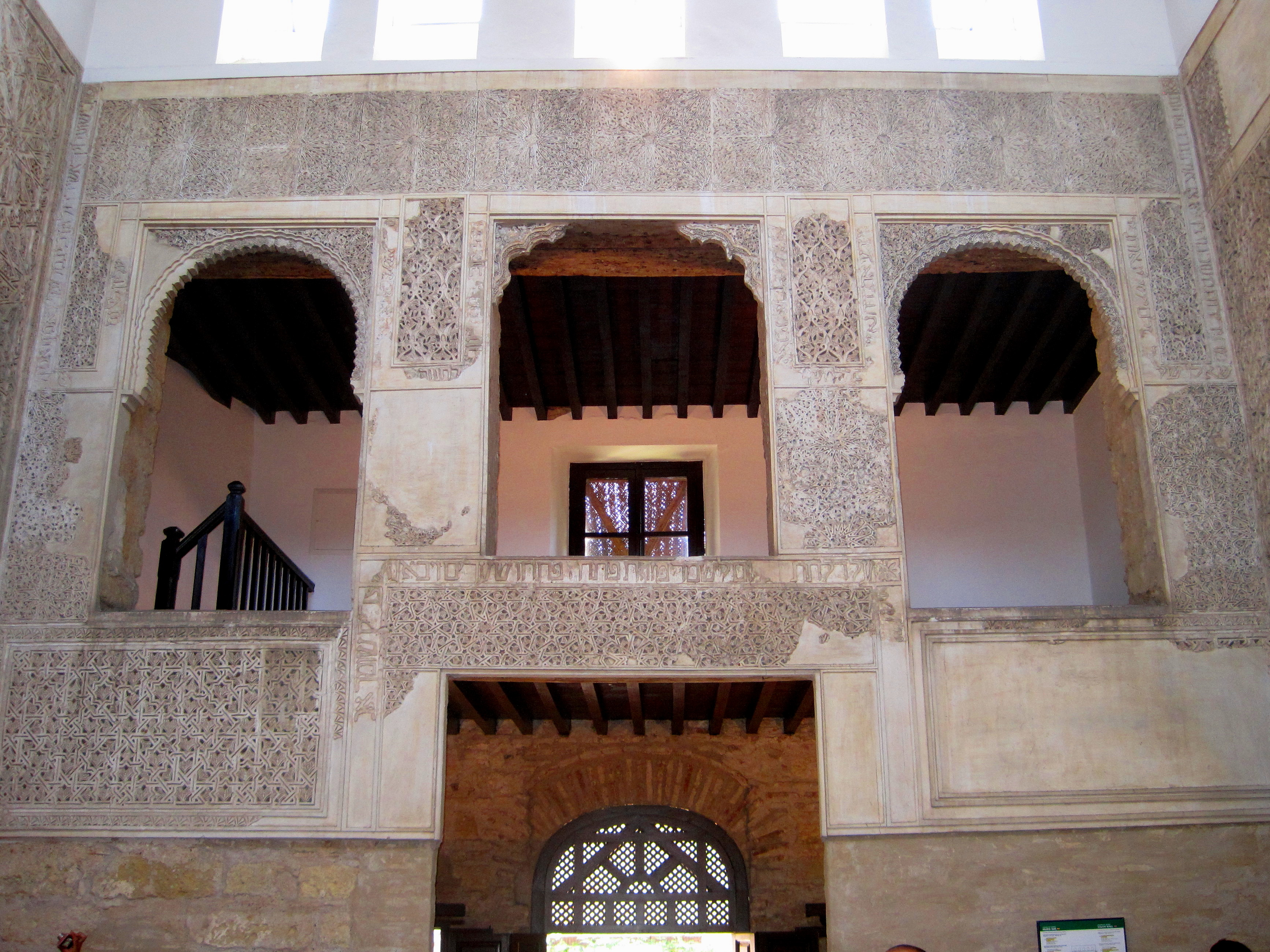
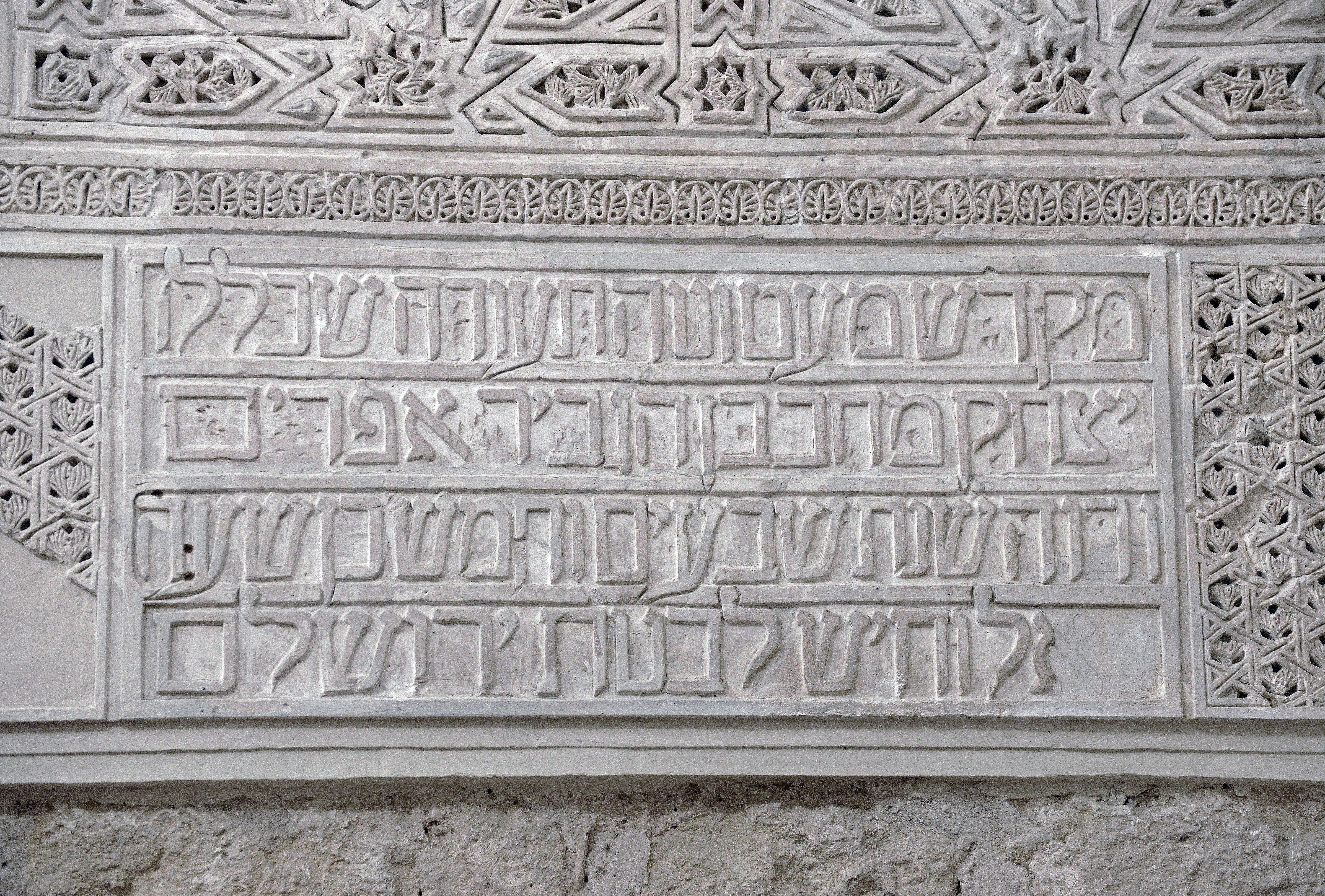
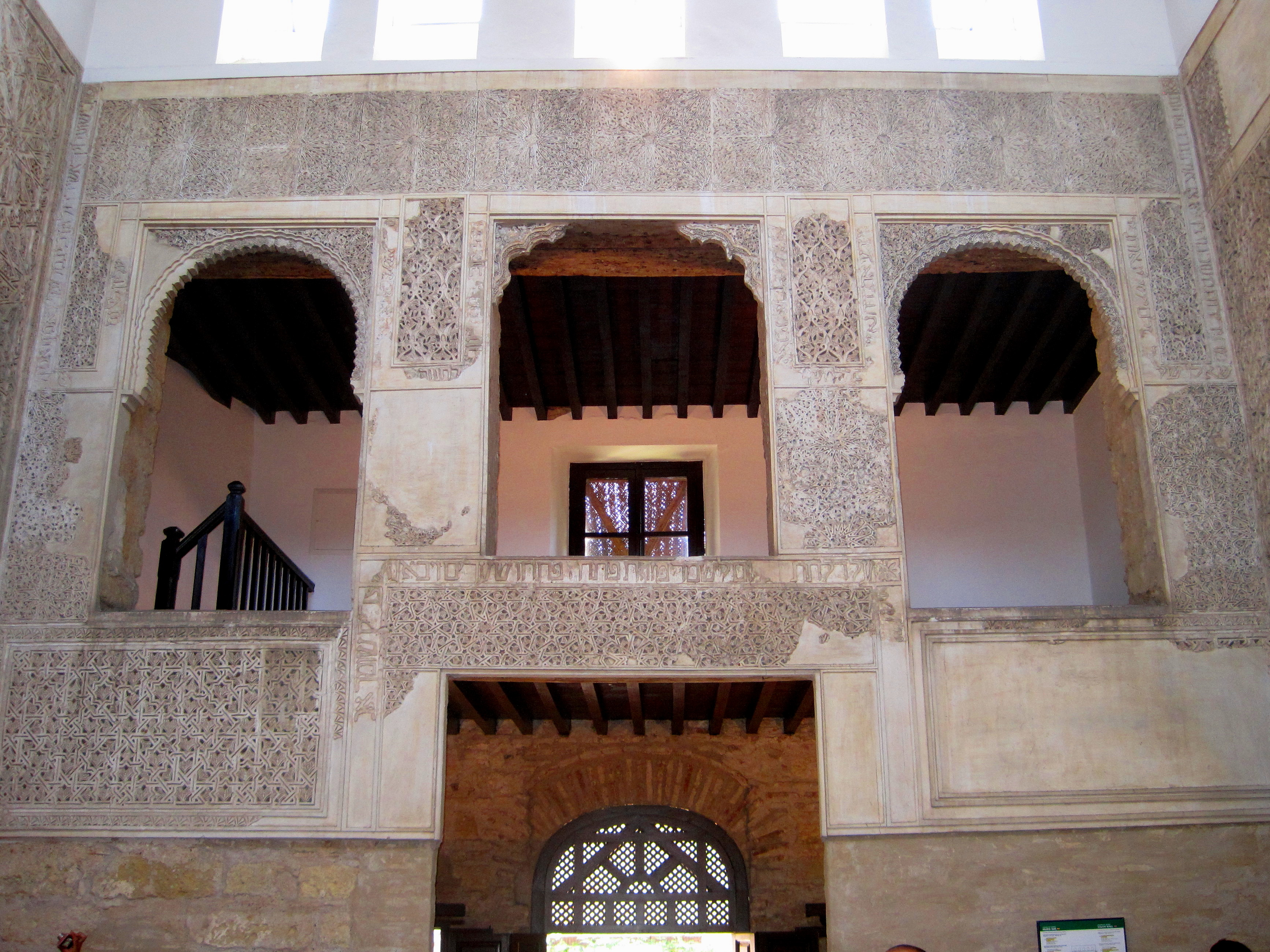
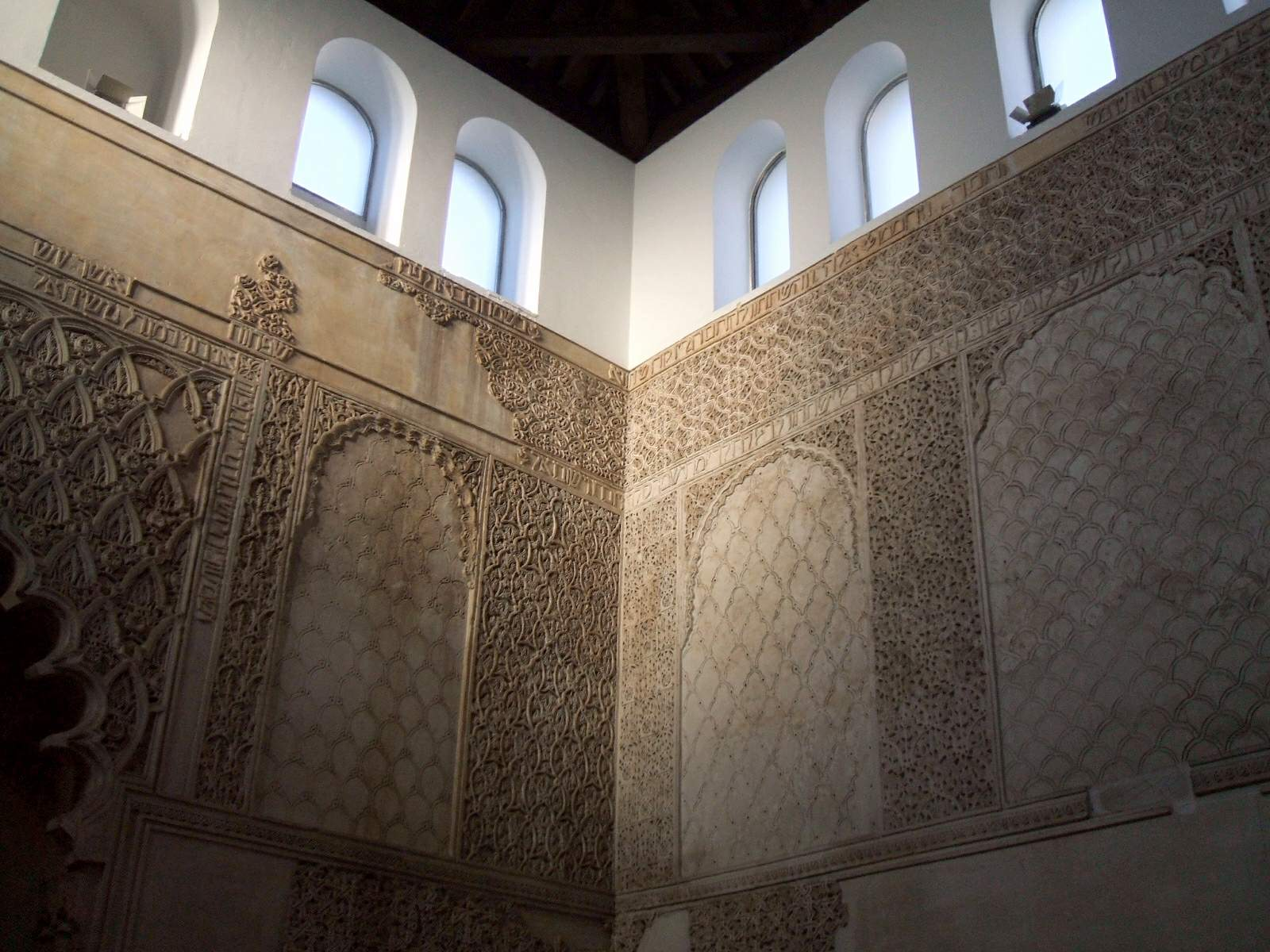
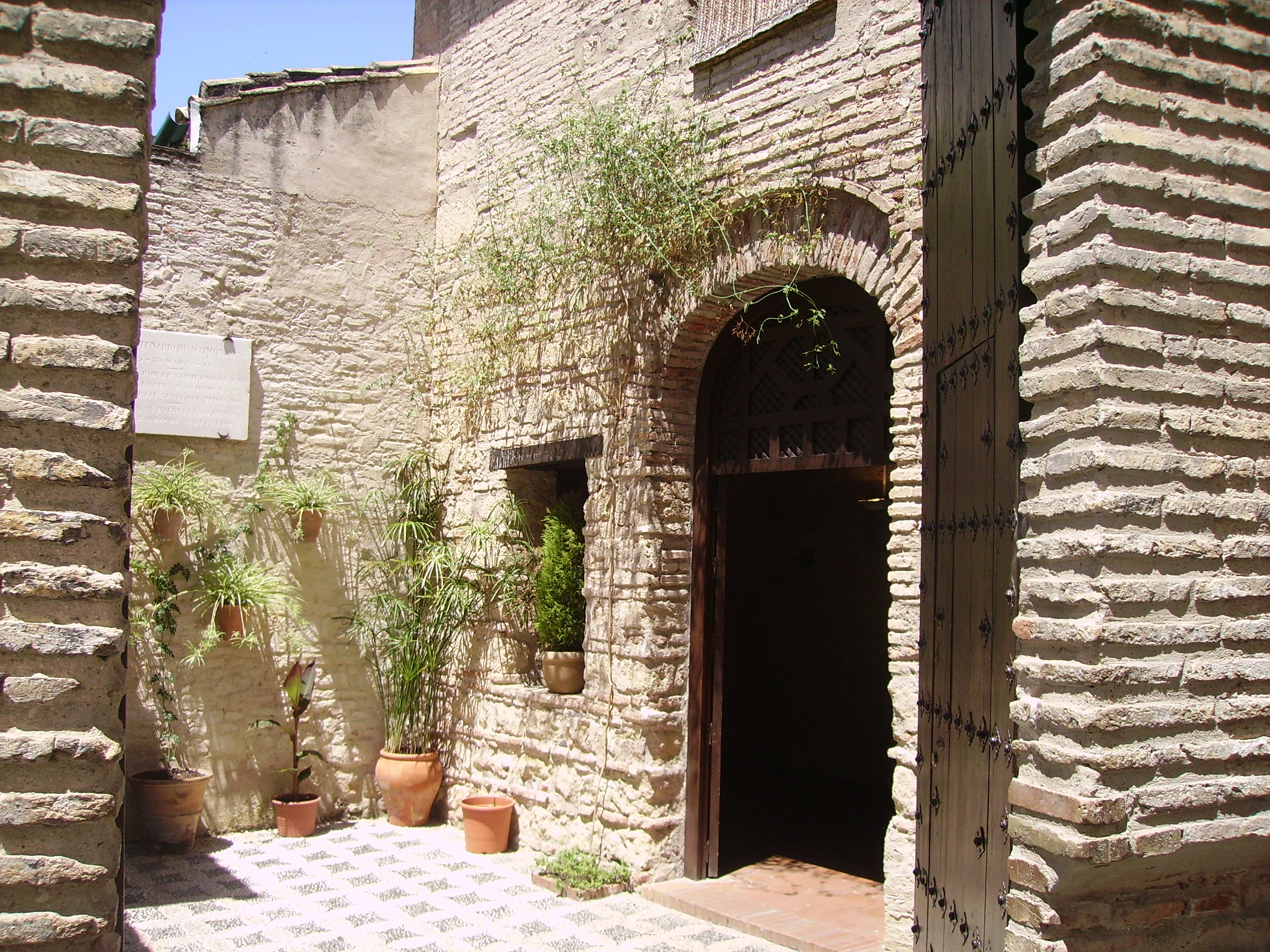

Галерея

## Алькасар христианских королей
Дворец был построен королём Альфонсо XI в 1328 г. Алькасар был резиденций Изабеллы I Кастильской и Фердинанда II Арагонского, а также стал местом гражданской войны между Энрике IV и Альфонсо, в ходе которой были обновлены защитные сооружения. В это же время была воздвигнута и башня Алькасара, которая сейчас известна как Башня инквизиции. Алькасар имеет квадратную форму; площадь здания 4 100 м², площадь его садов — 55000 м². Здание имеет 4 башни:
- Башня Уважения (исп. Torre del Homenaje) — северо-восточная; главная башня Дворца. Архитектура этой башни отличается орнаментами в готическом стиле. Раннее на этой башне стояли часы.
- Башня Инквизиции (исп. Torre de la Inquisición) — юго-западная; самая высокая башня Дворца. Имеет открытый балкон. Раннее служила архивным помещением для инквизиции.
- Башня Львов (исп. Torre de los Leones) — северо-западная; самая старая башня. Здесь находилась часовня святого Евстафия.
- Башня Голубя или Башня Ночного Караула (исп. Torre de la Paloma o Torre de la Vela) — юго-восточная; была разрушена в середине XIX века, но во второй половине XX века ее восстановили.

В 1931 г. Алькасар объявили историческим памятником, после чего начались работы по его реставрации.
Галерея

Башни Дворца
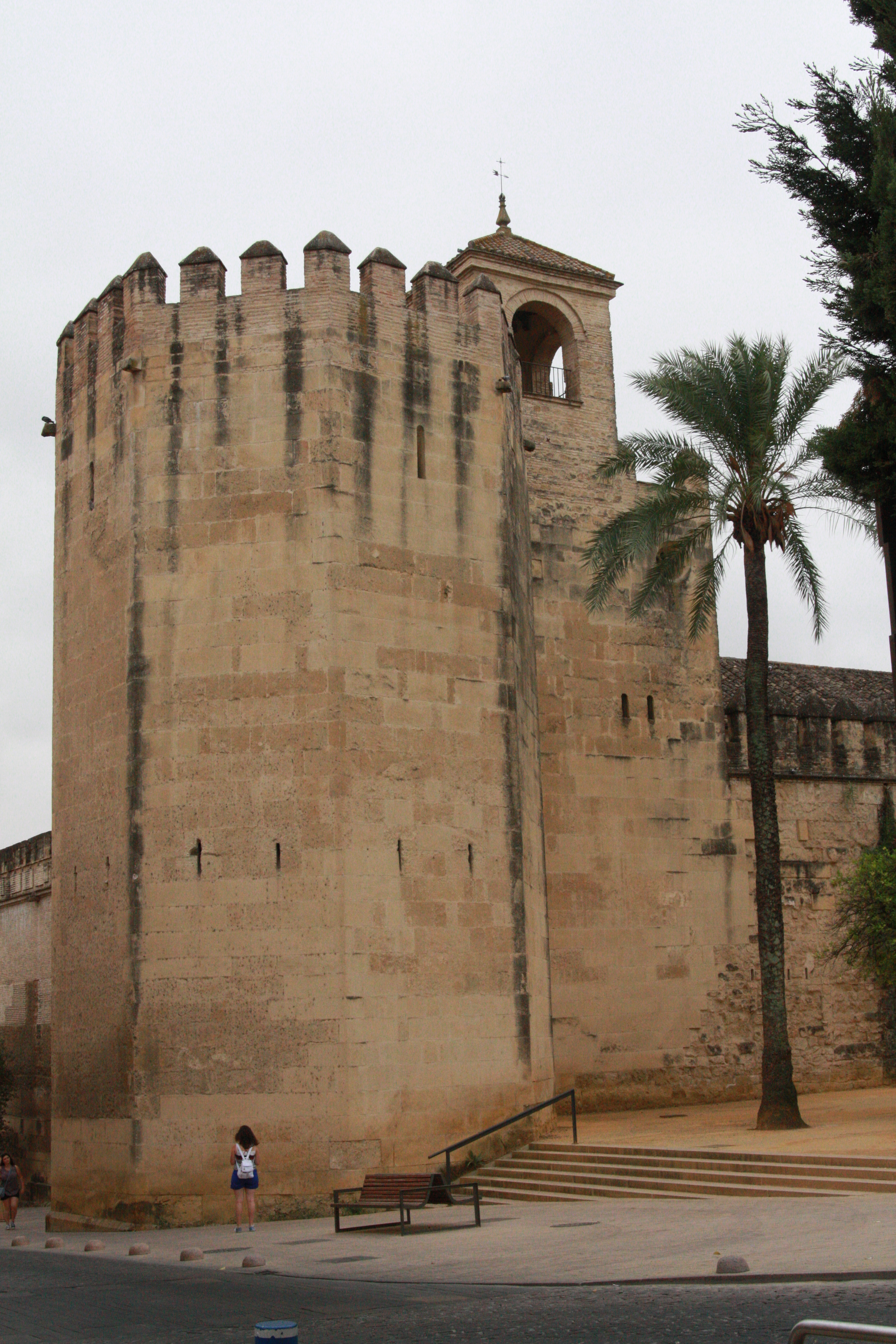
Башня Уважения
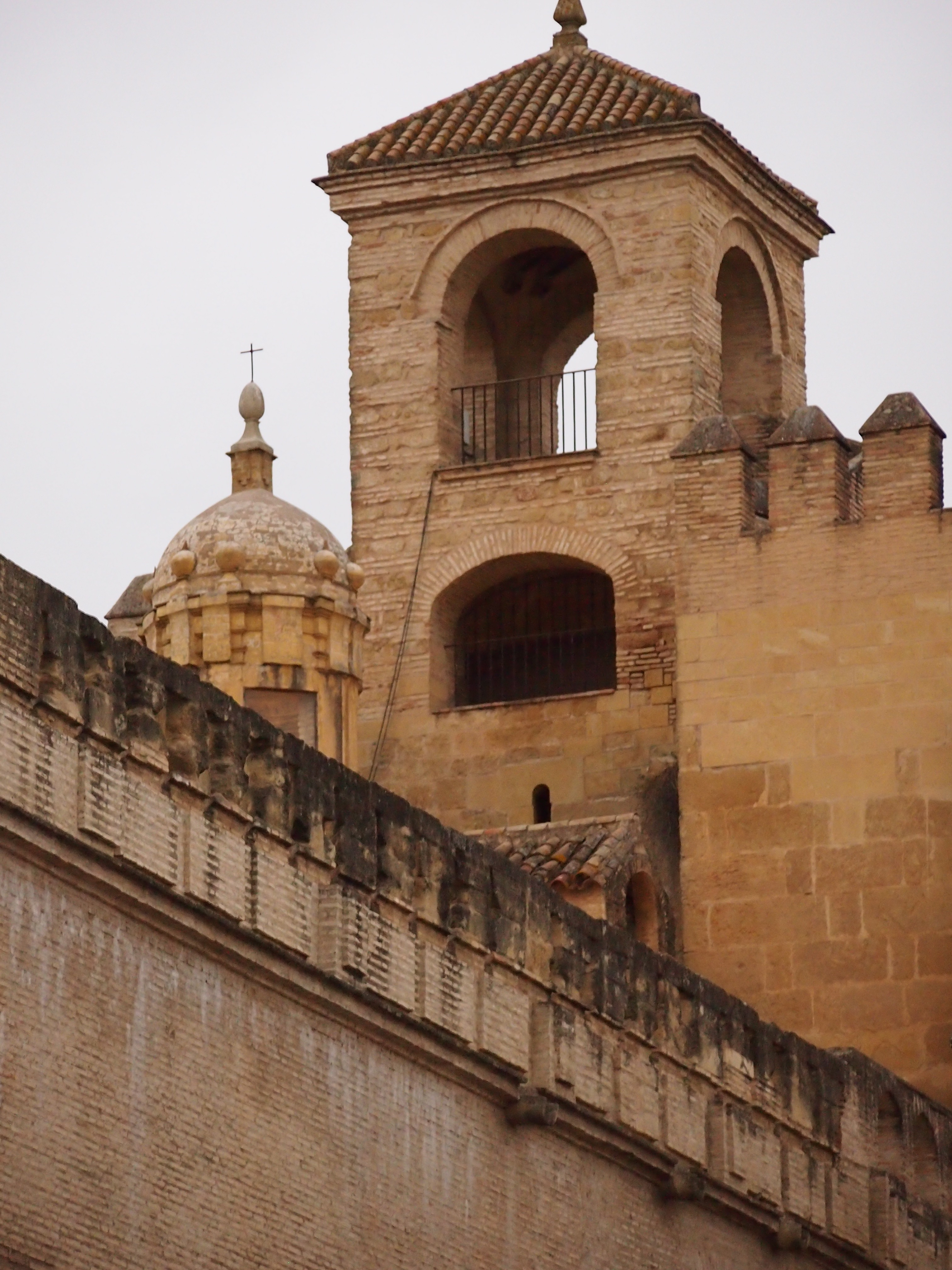
Башня Уважения (2)
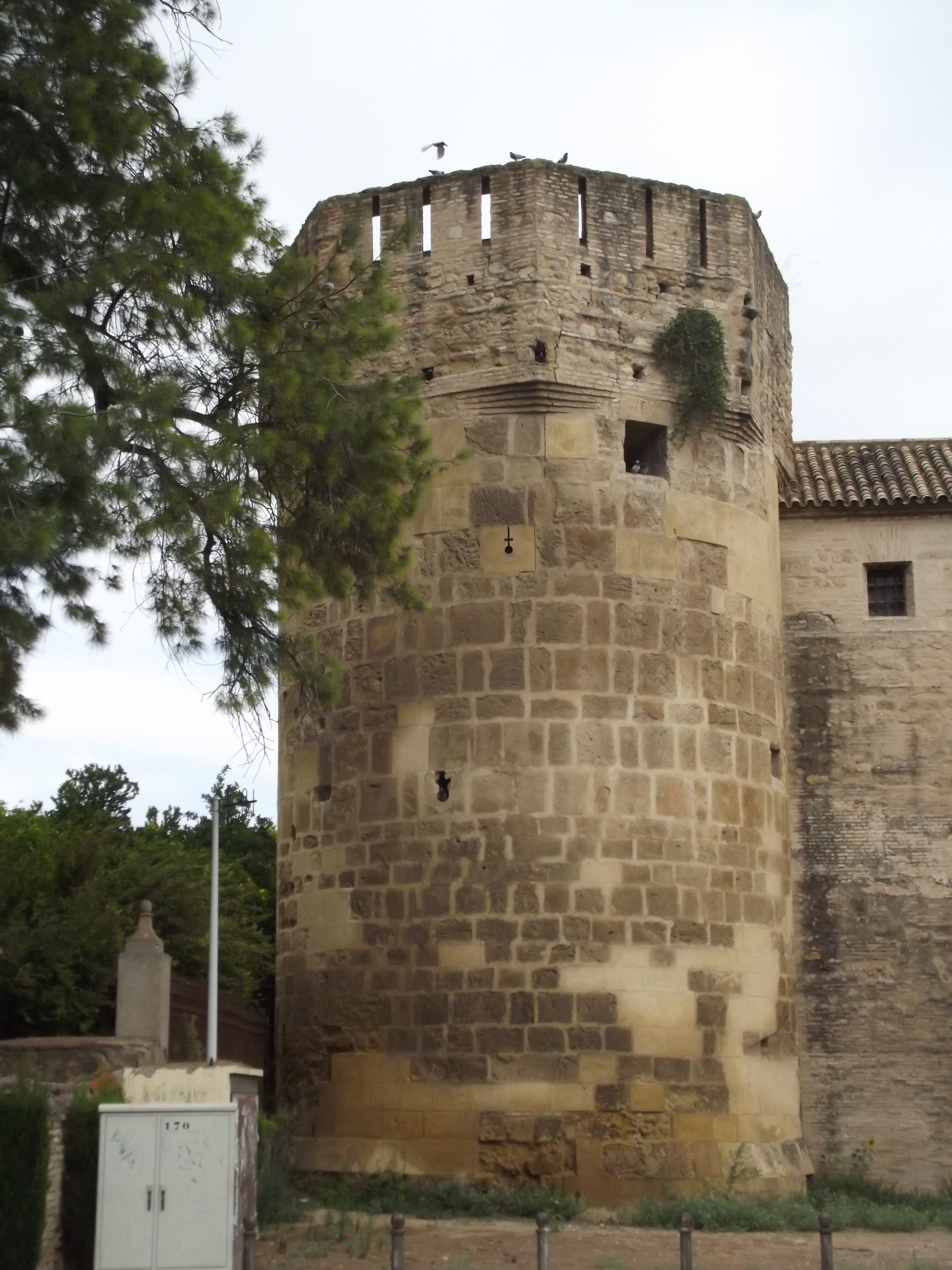
Башня Инквизиции
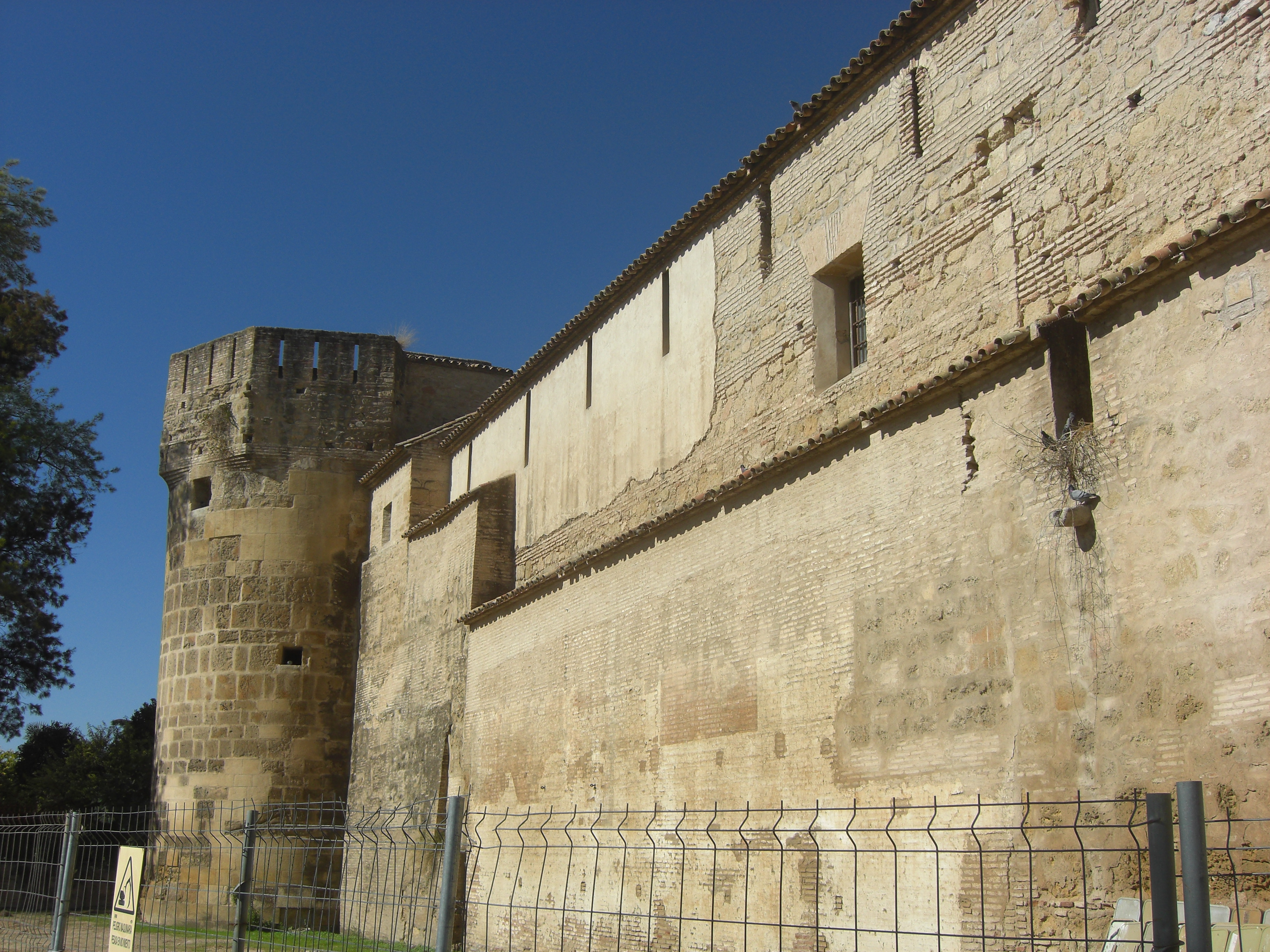
Башня  Инквизиции (2)
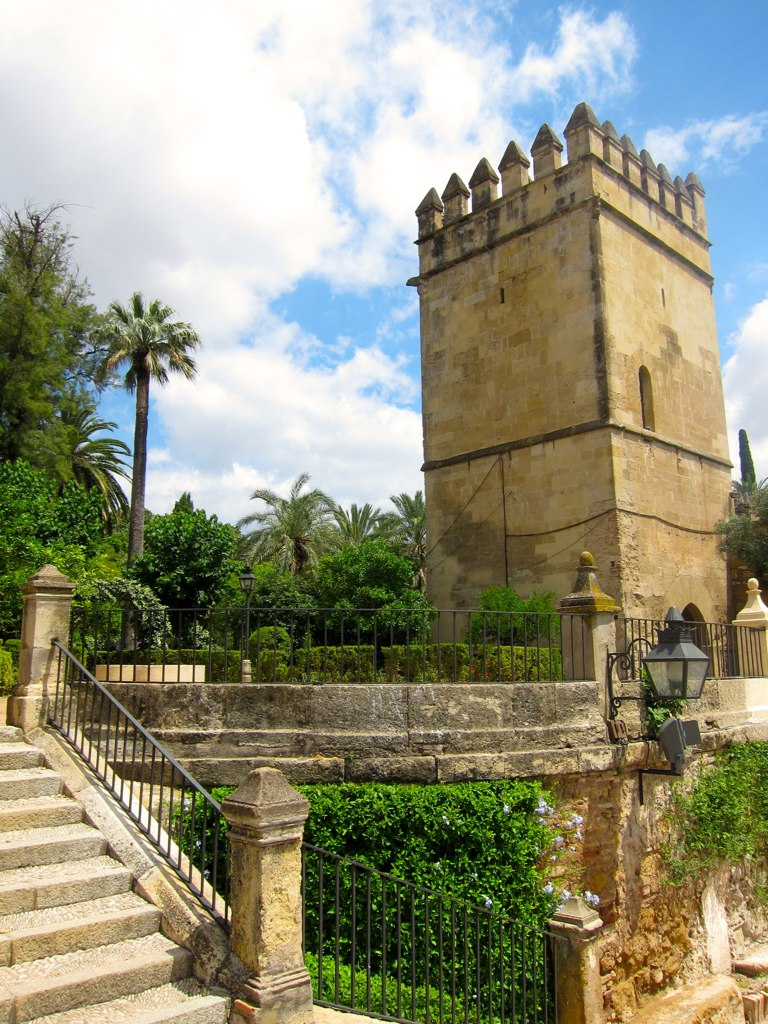
Башня  Львов
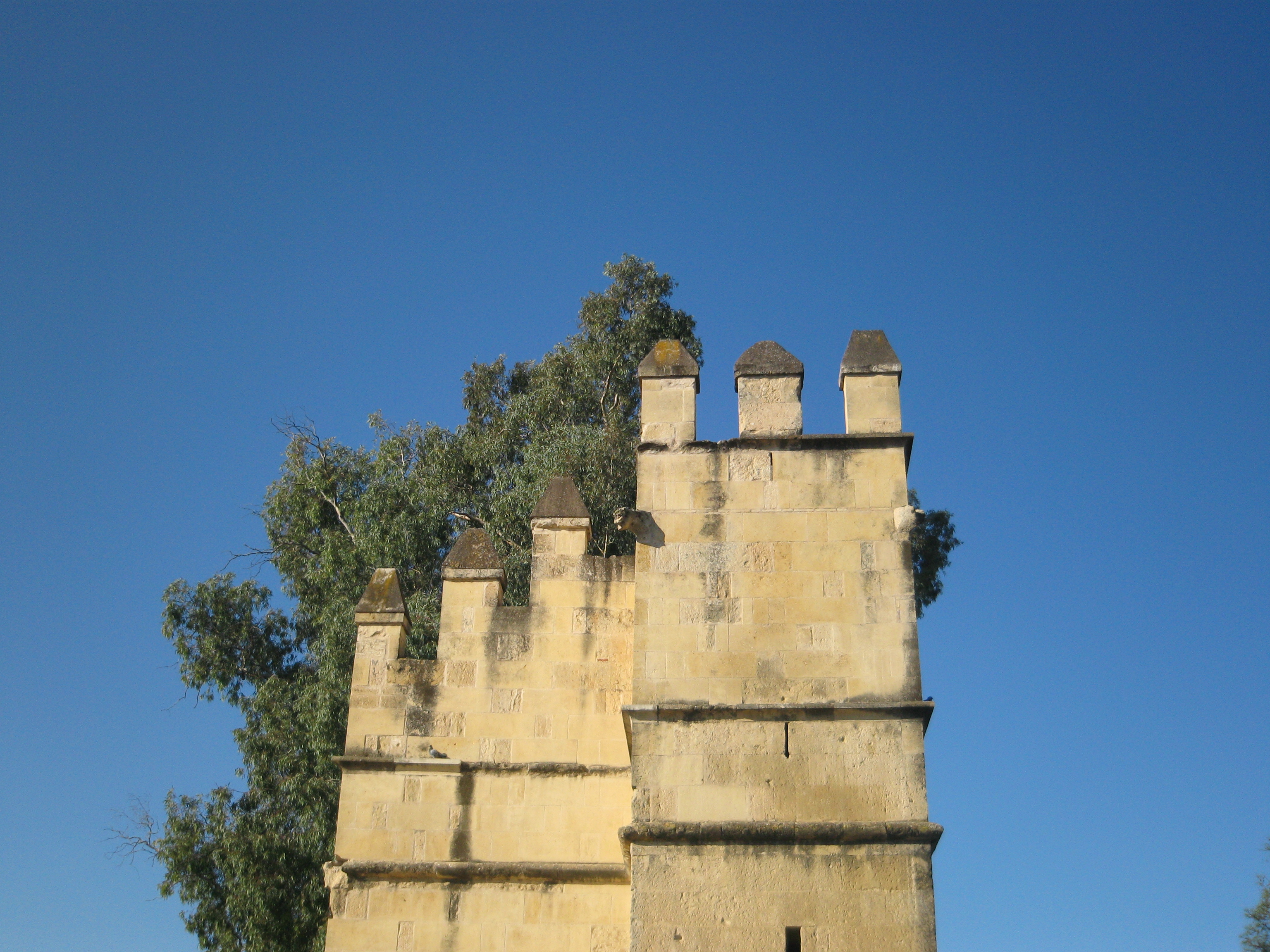
Башня  Львов (2)
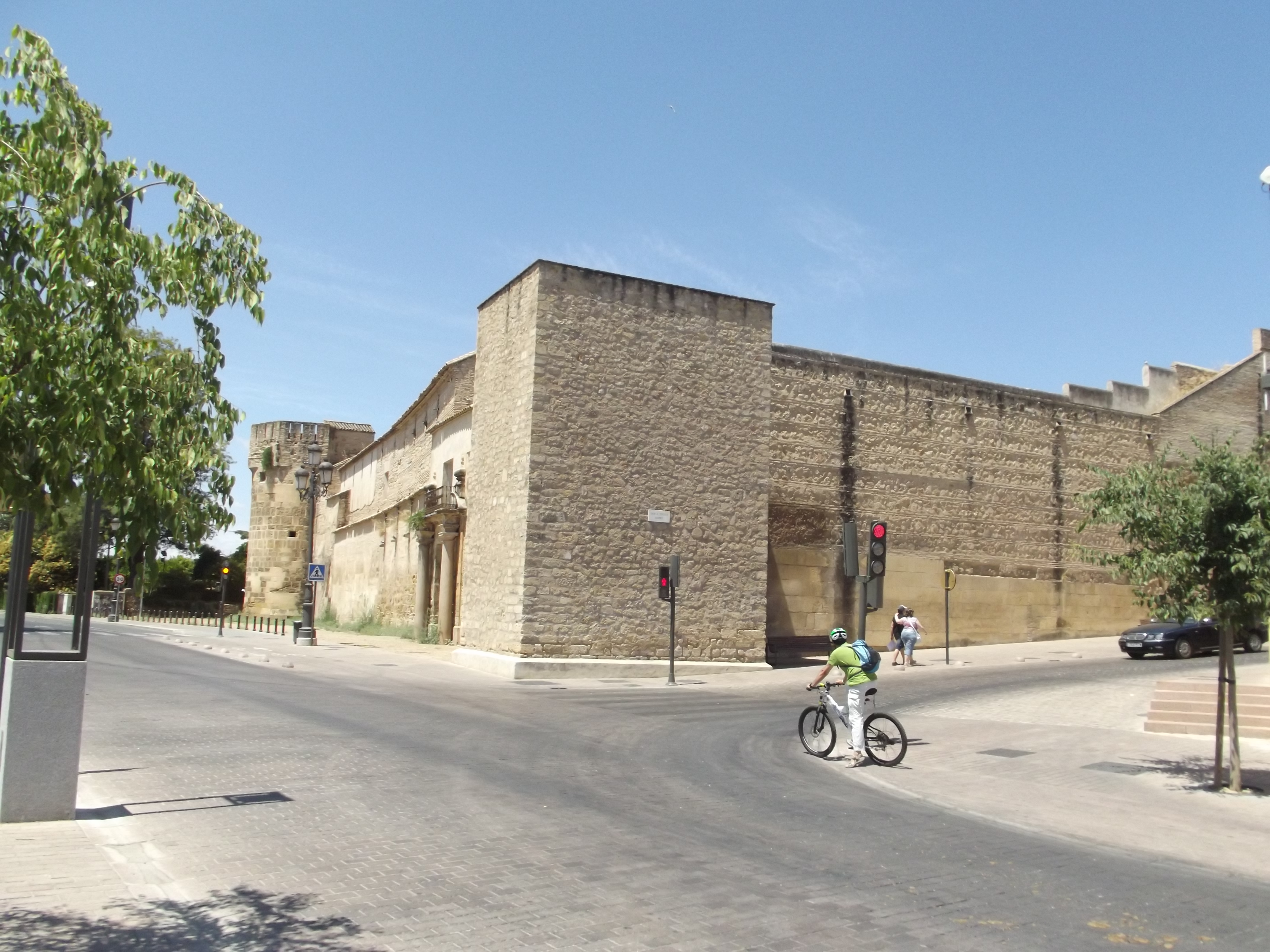
Башня  Ночного Караула
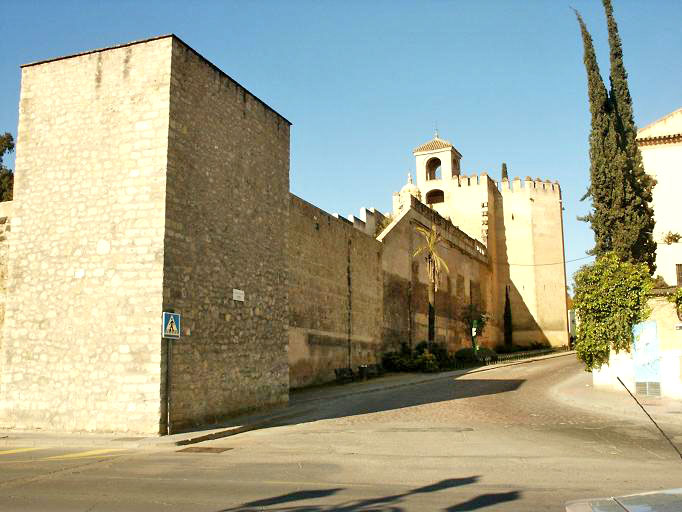
Башня  Ночного Караула (2)

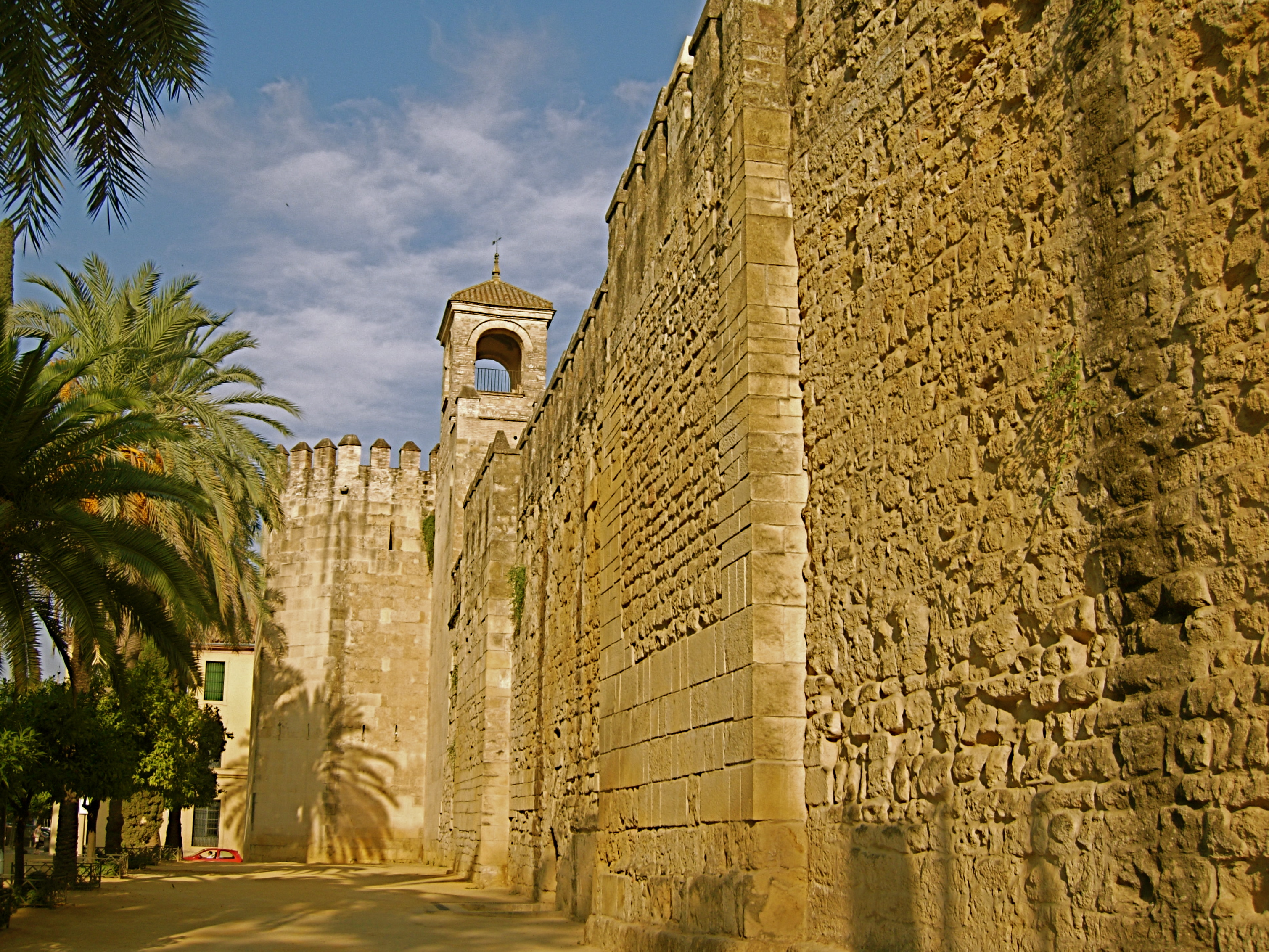
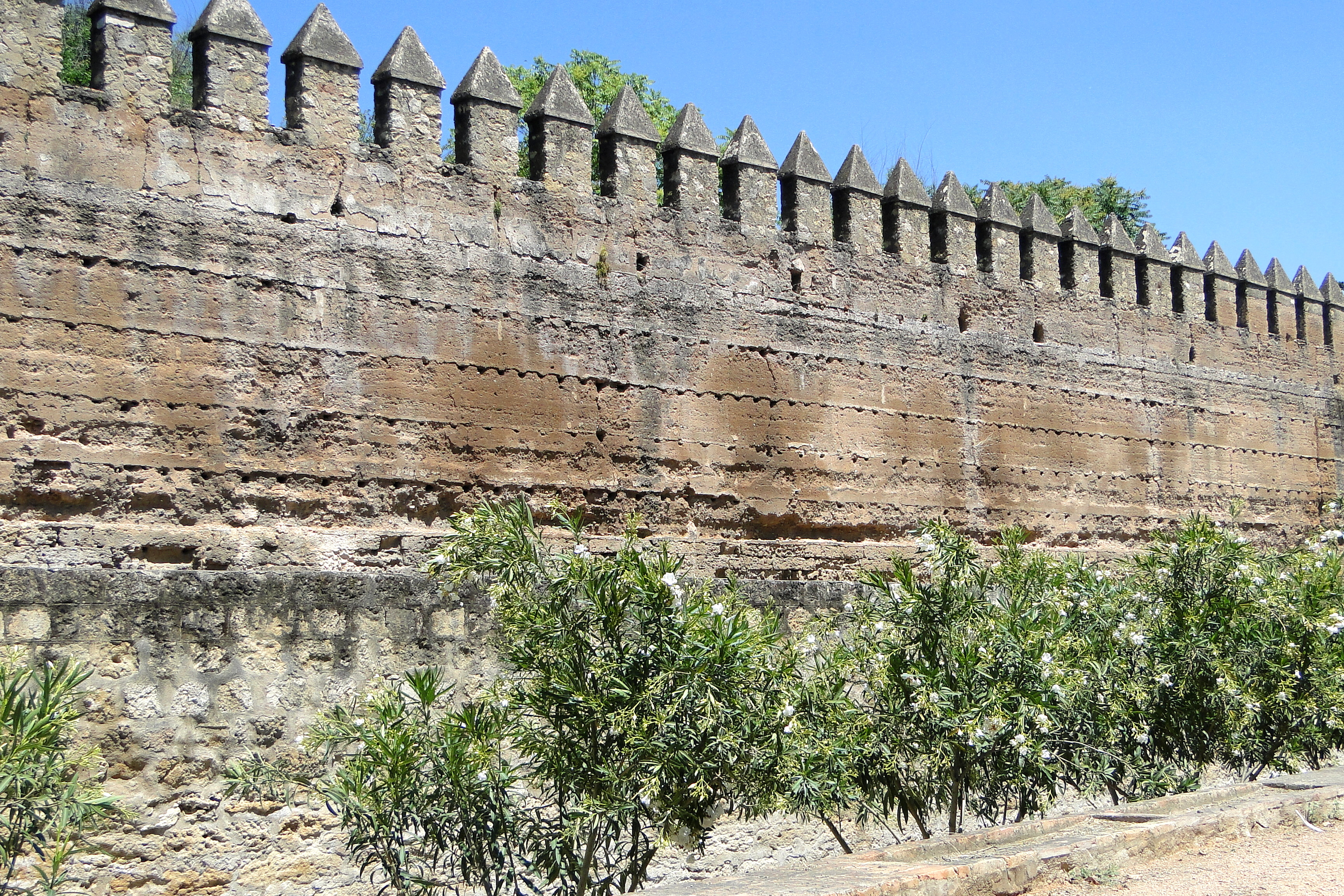
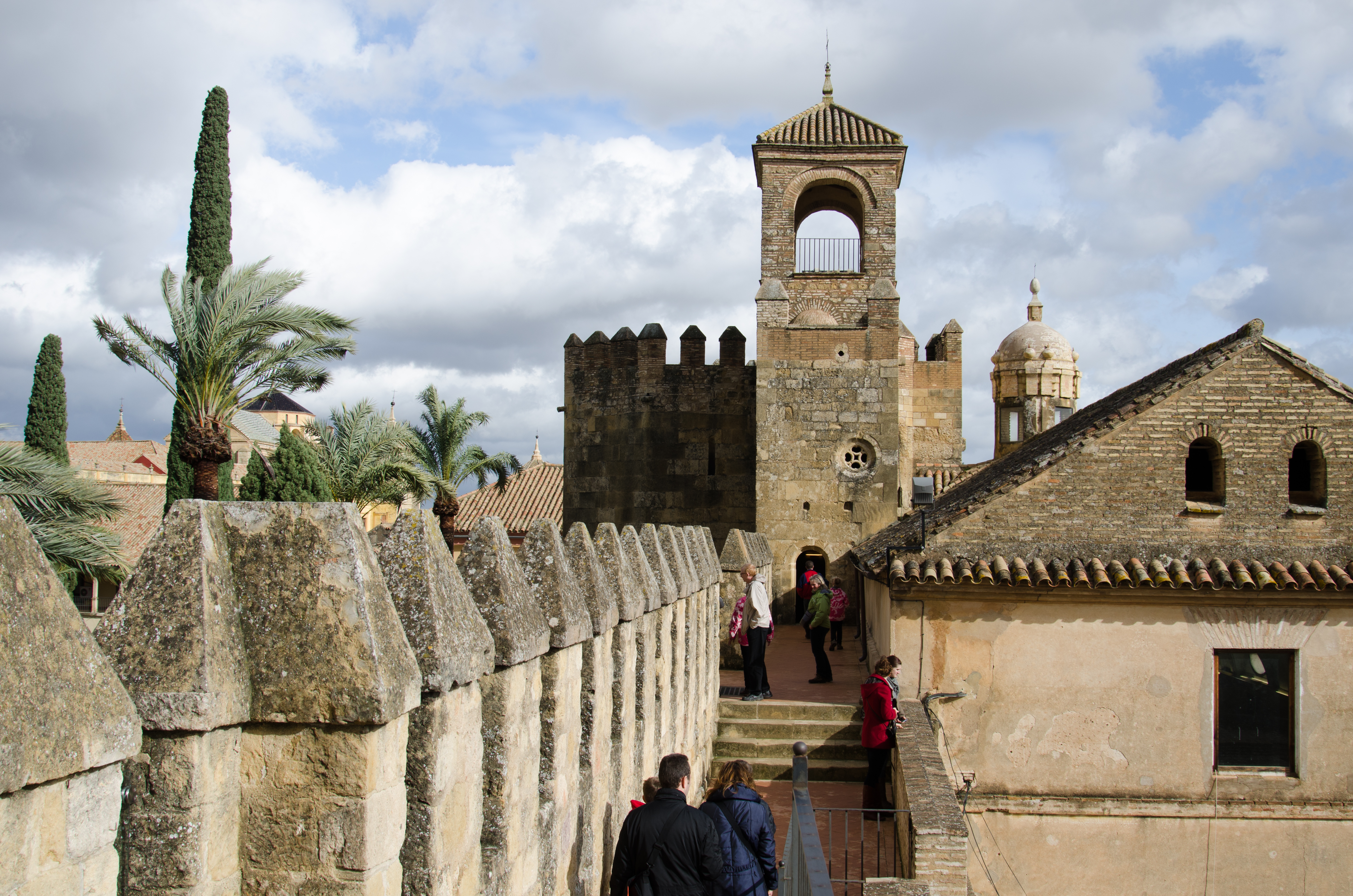
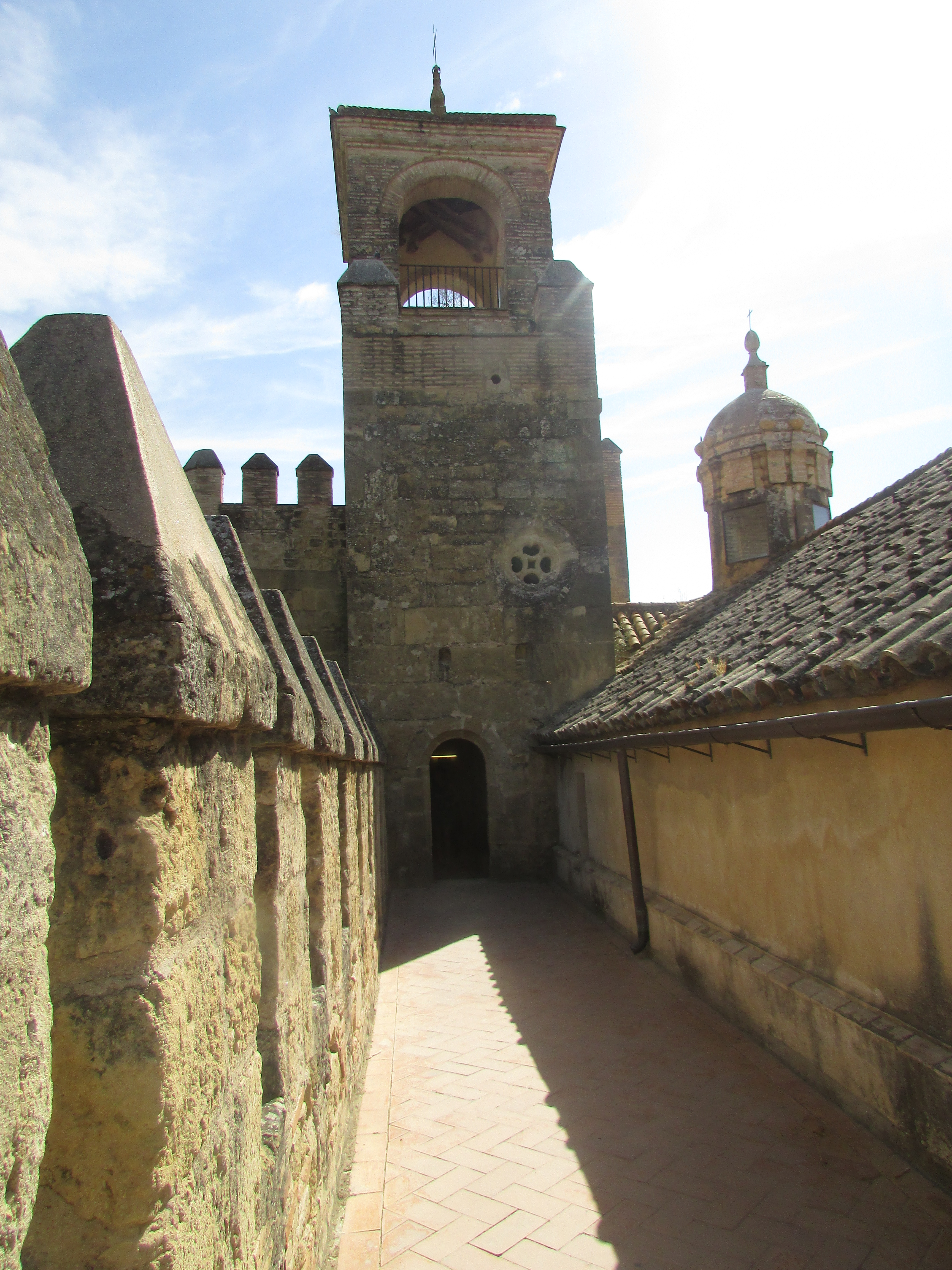
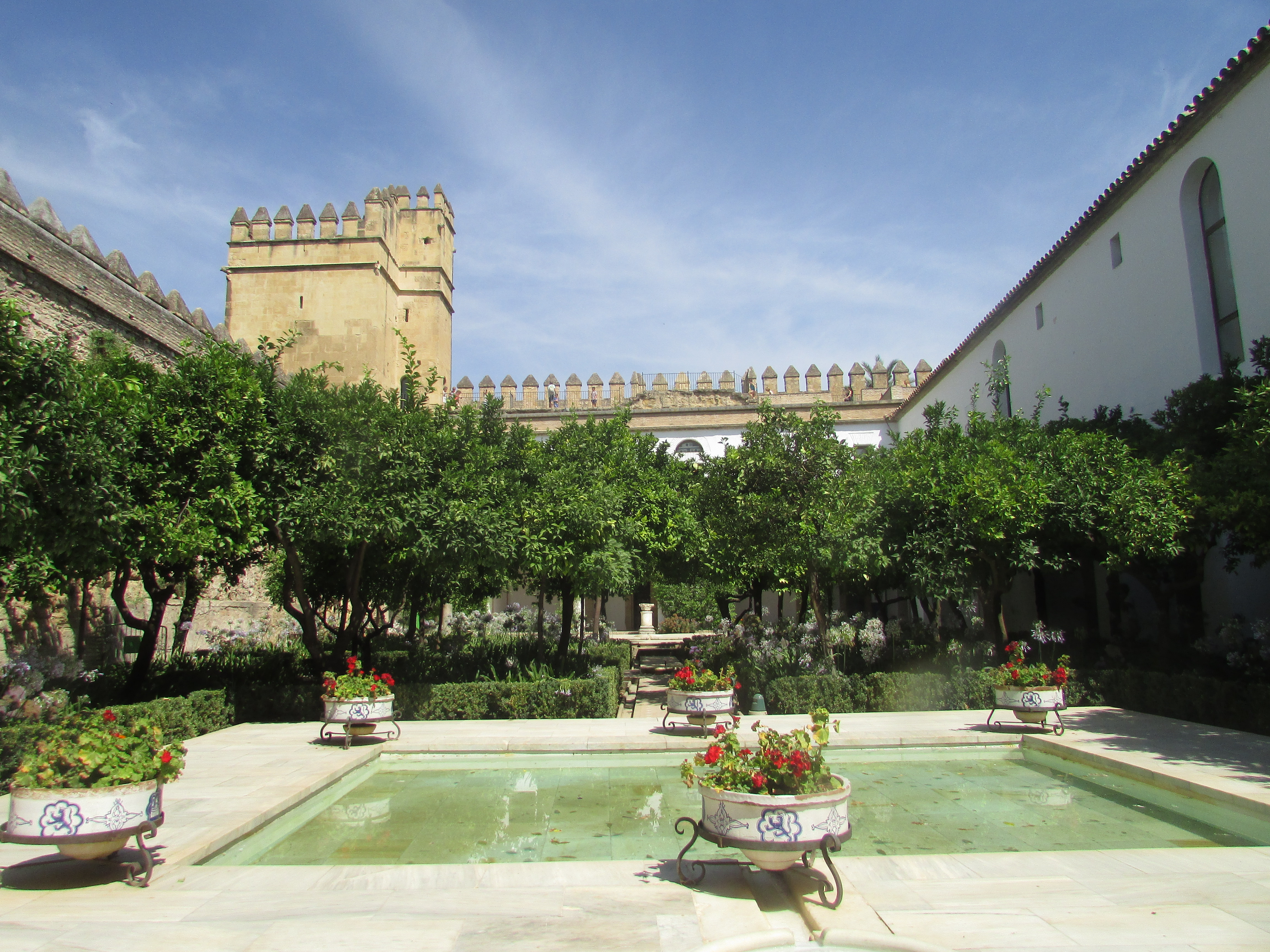
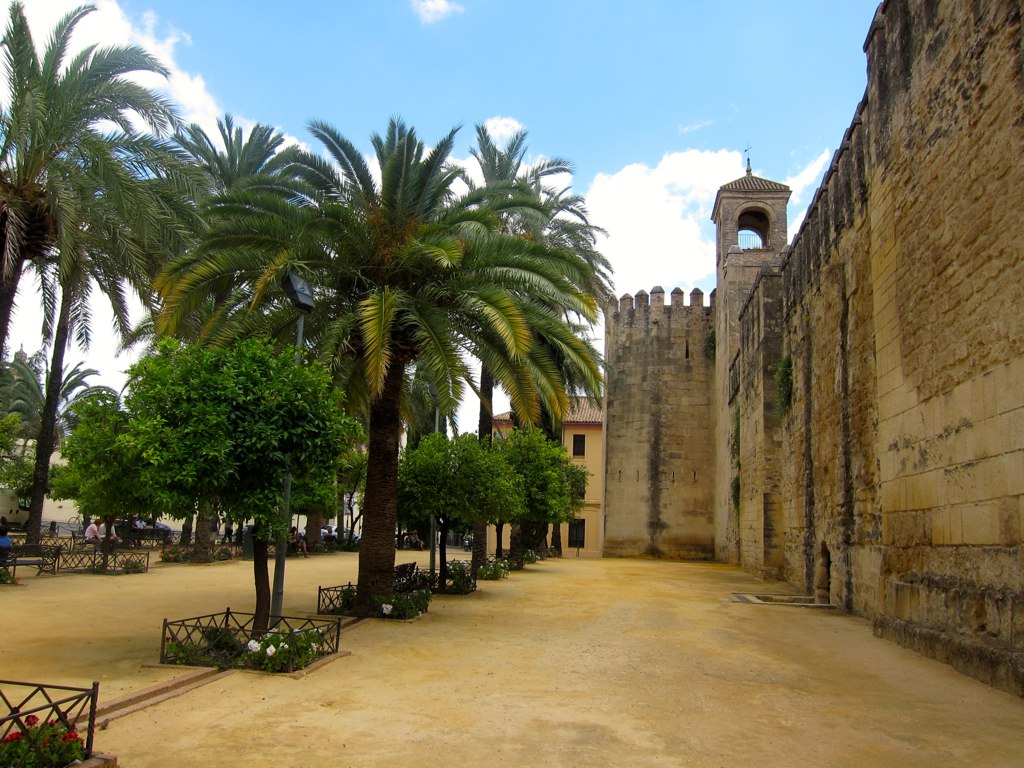

## Башня Калаорра
Эта башня построена в конце XII веке, в период мусульманского владычества в Испании, как защитное сооружение на левом берегу Гвадалкивира. В XIV веке, когда Кордову захватили христиане, здание было повреждено и позже его реконструировали. В 1931 году сооружение стало охраняемым культурным объектом. Ныне в Башне находится музей истории и культуры Андалусии разных периодов. Этот музей также называют Музеем трёх (мусульманской, христианской и еврейской) культур. В здании 14 залов и каждый из них посвящен определённому периоду истории Кордовы.

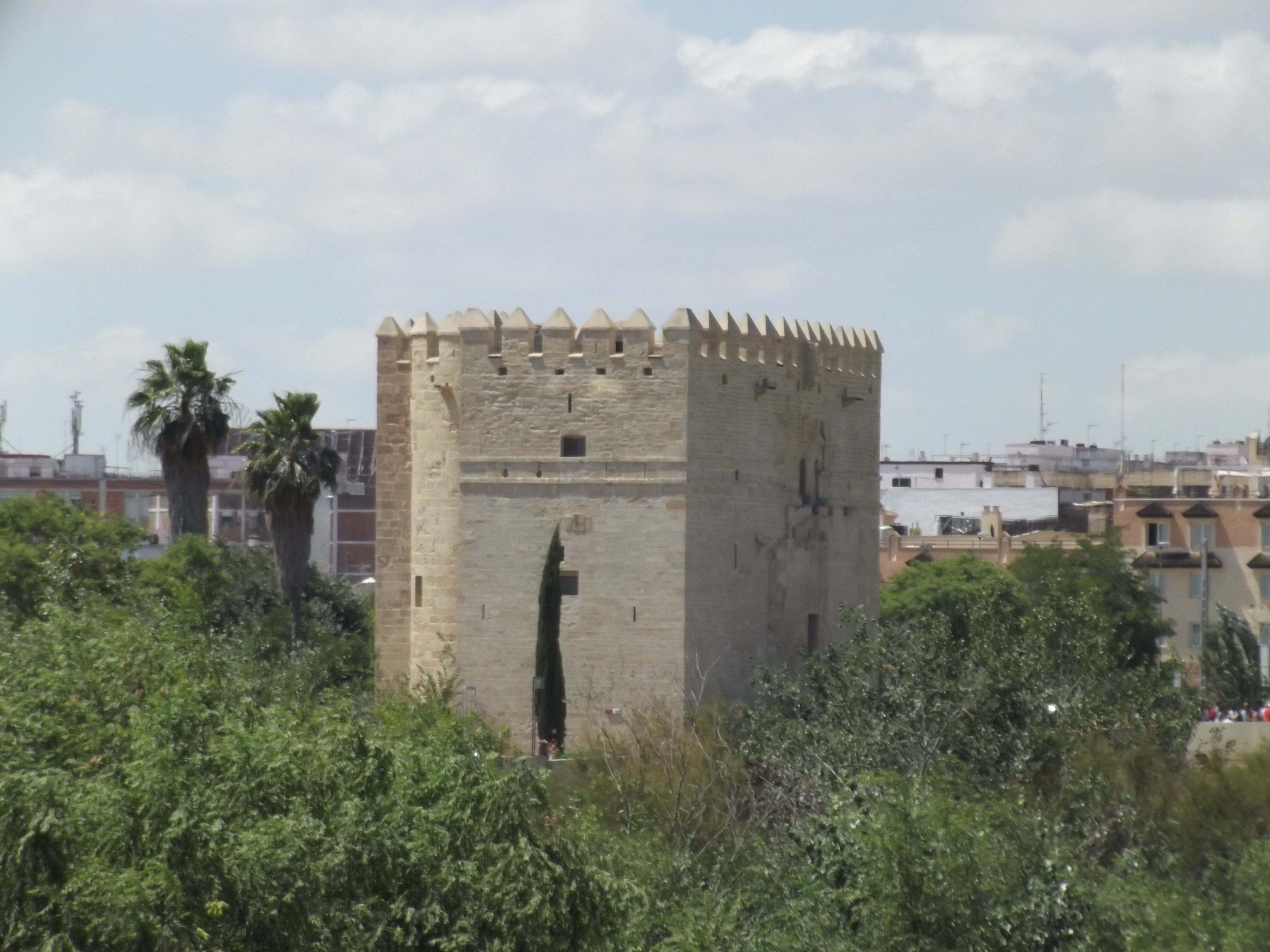
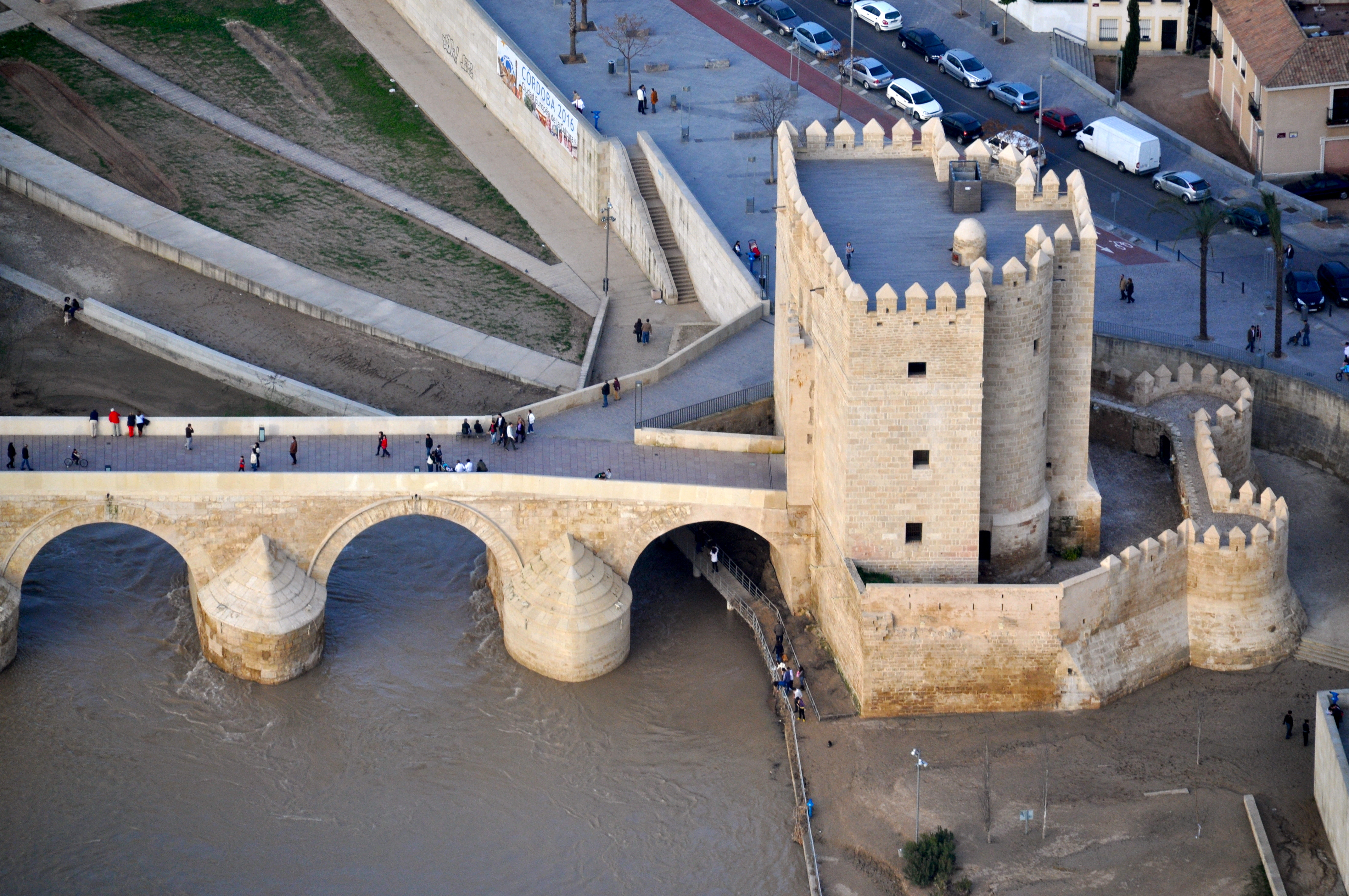
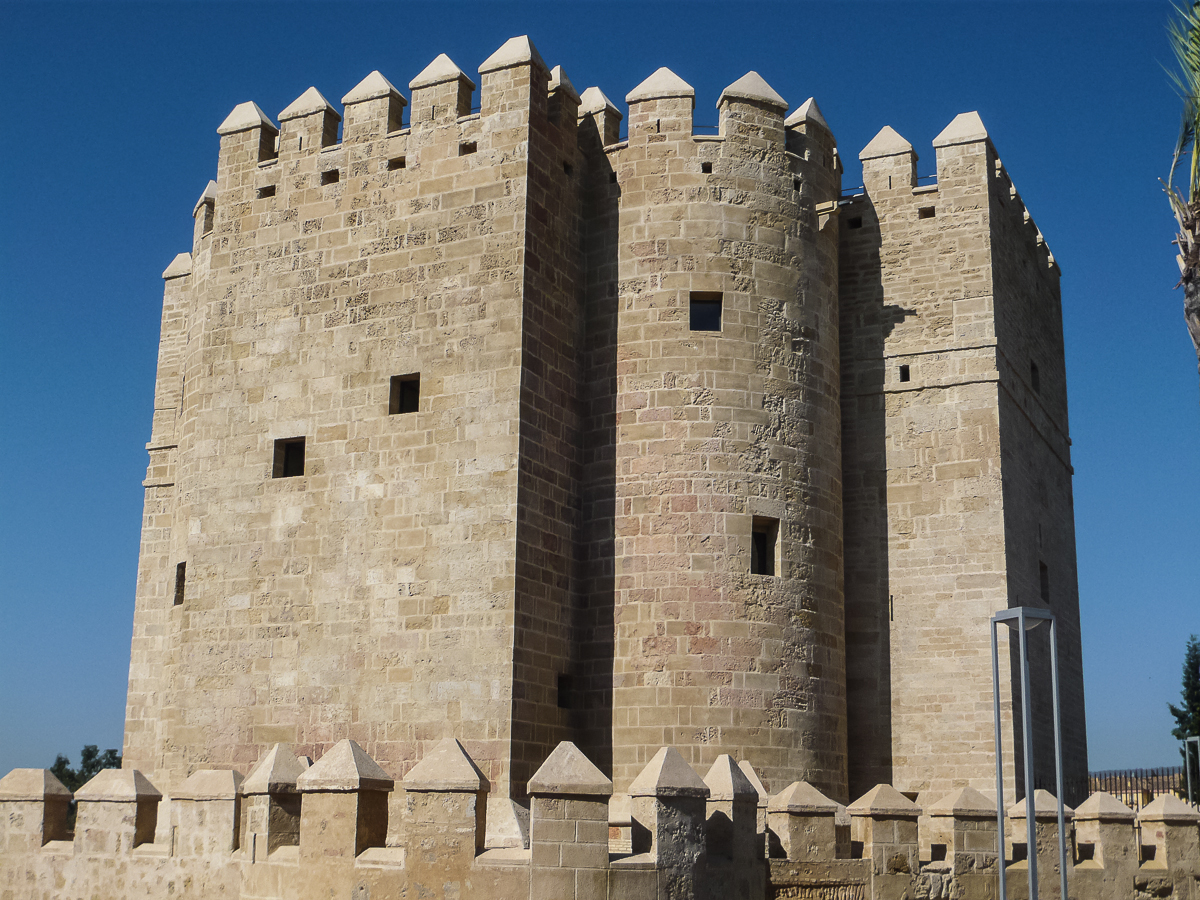
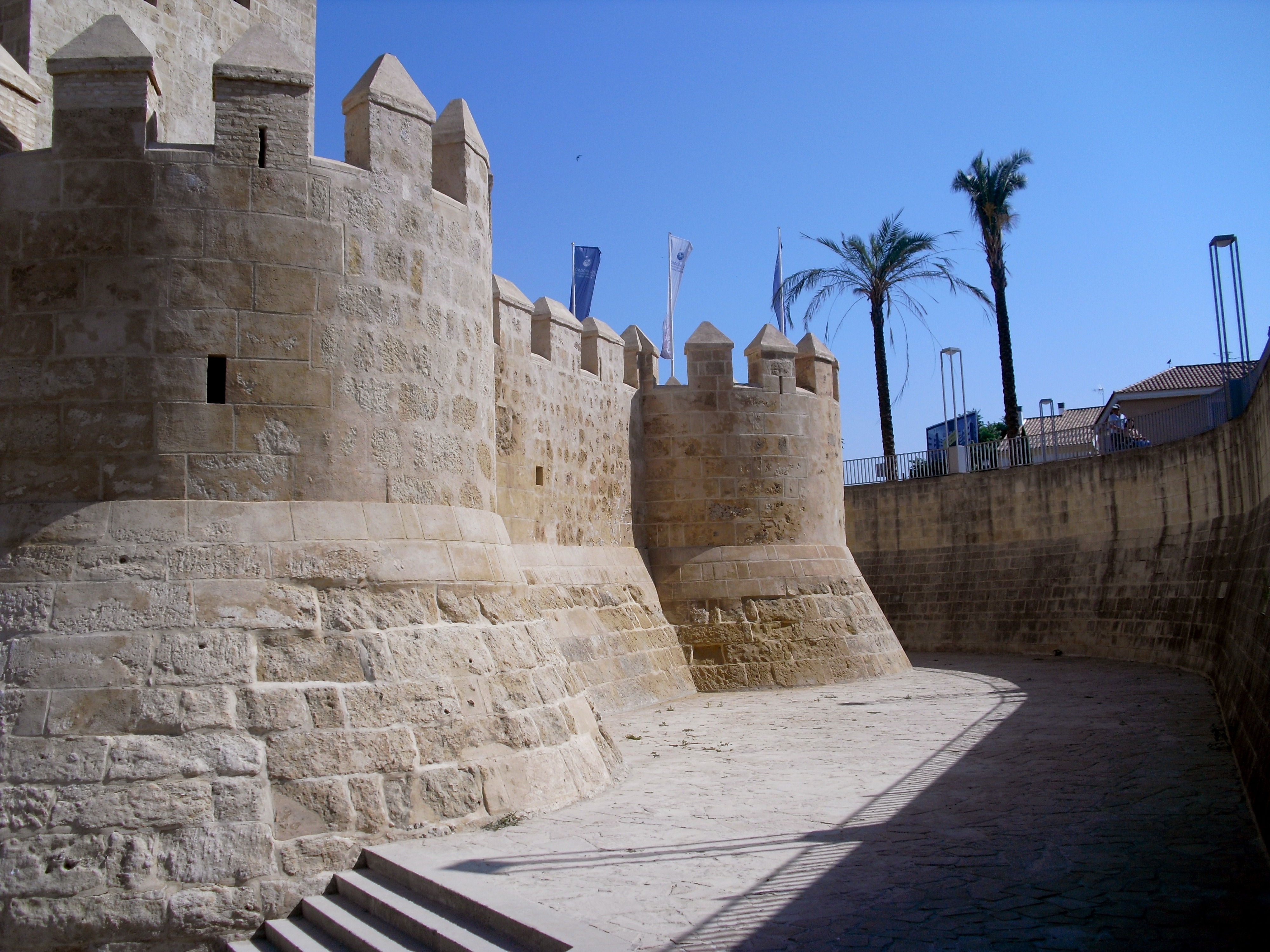
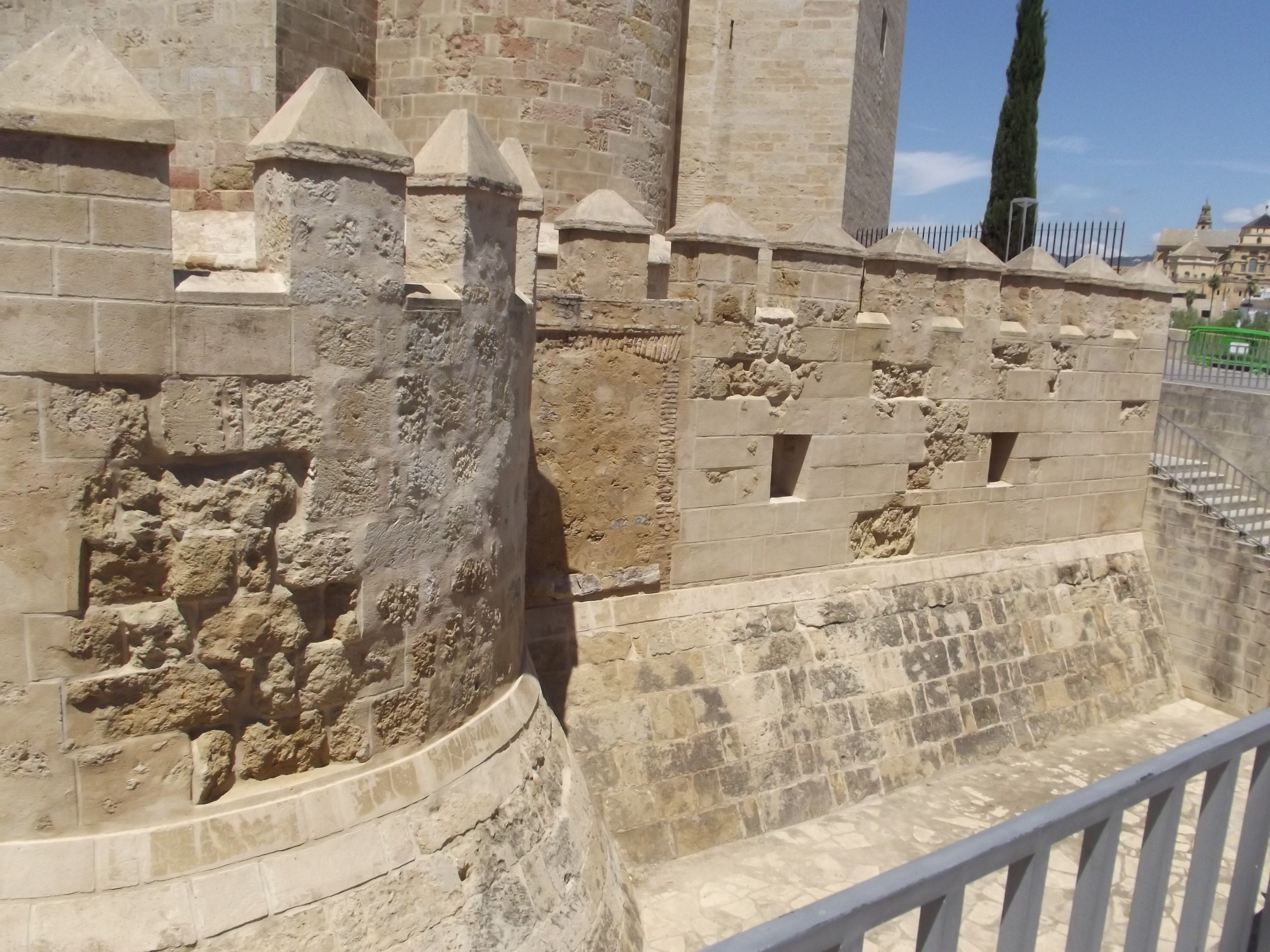
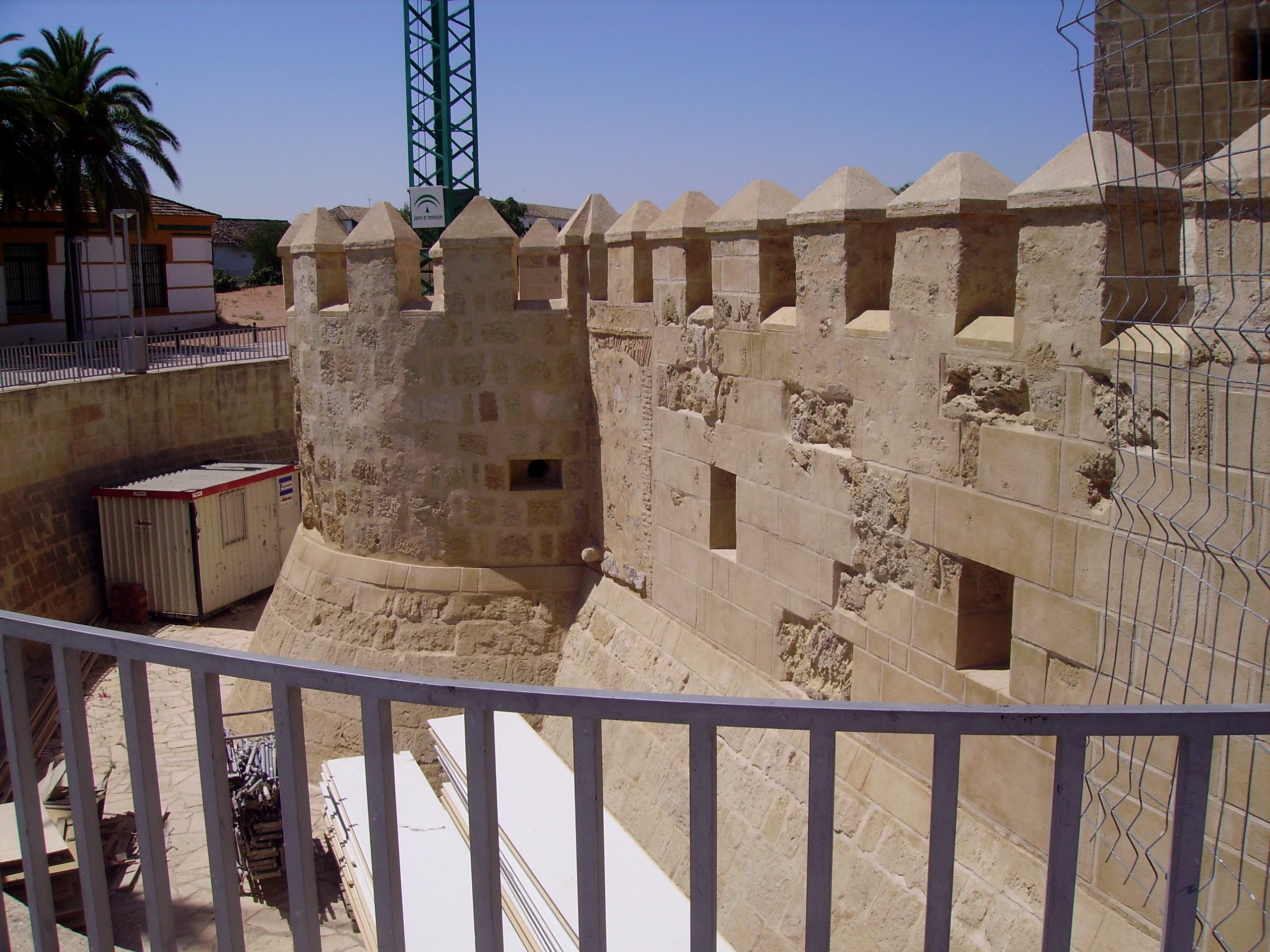
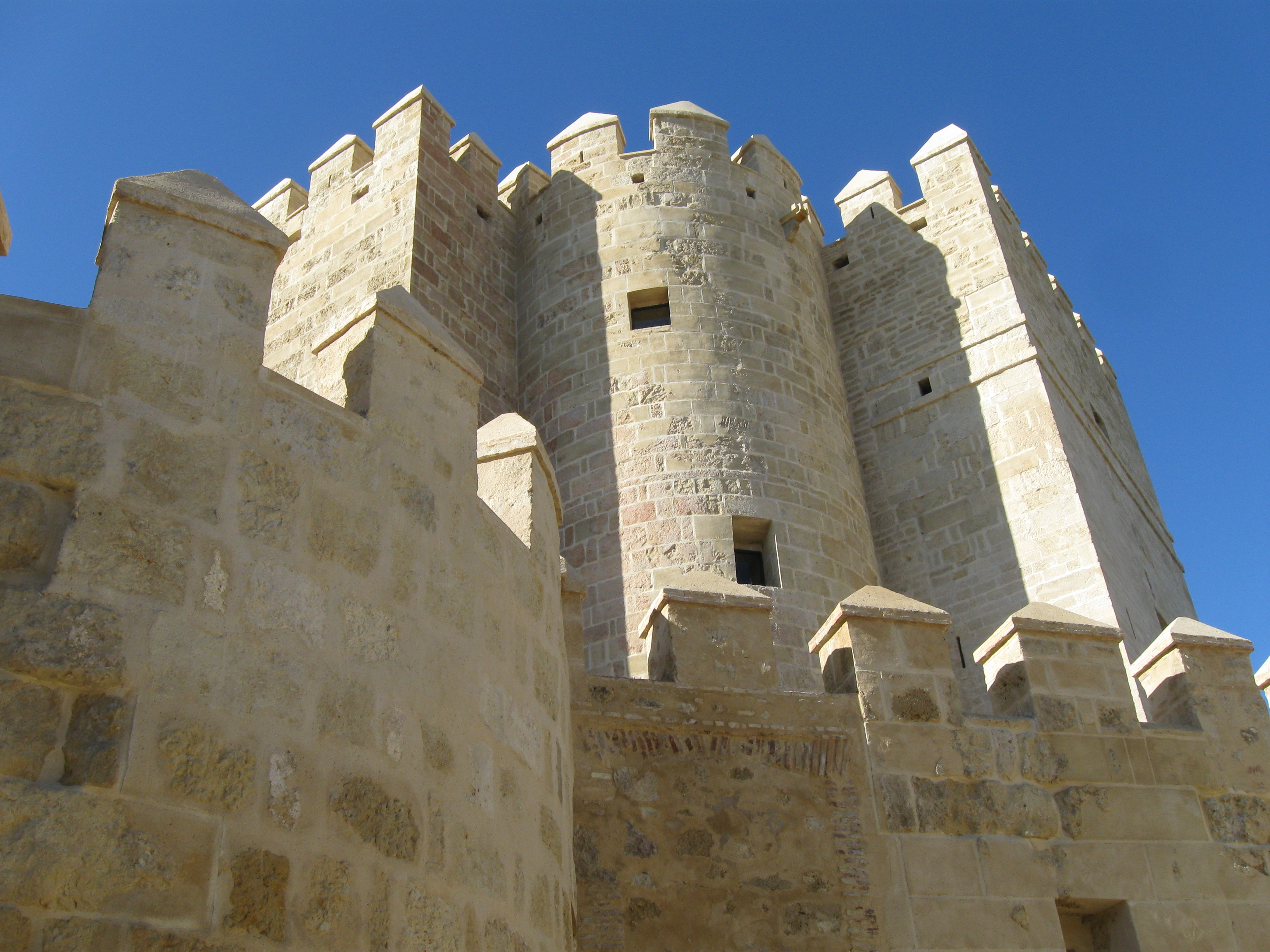
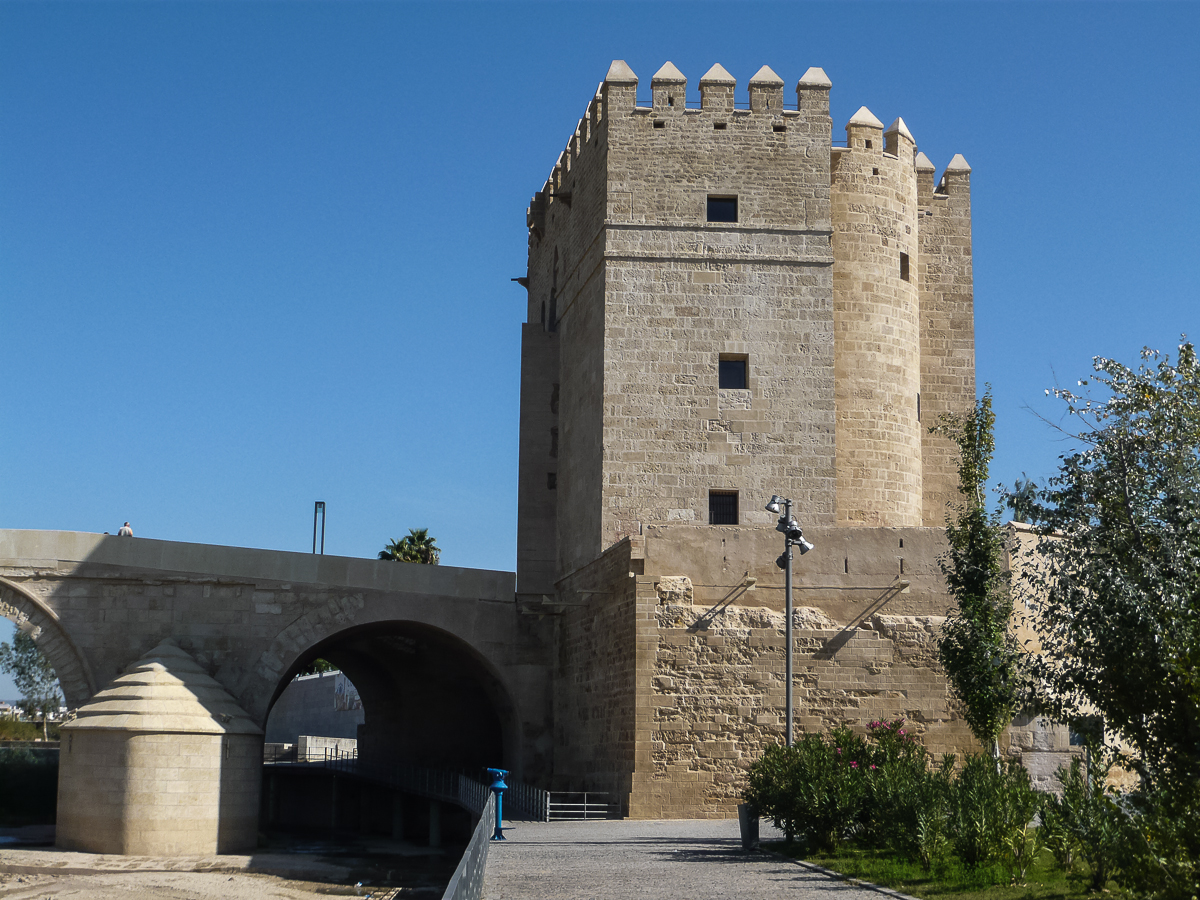

Галерея

## Мельницы Гвадалквивира
Вдоль реки Гвадалквивир, по обе ее стороны, расположились в общей сложности 11 мельниц. В 2009 году их объявили Историческим Наследием Андалусии.
- Мельница Альболафия
- Мельница Папало
- Мельница Энмдеио
- Мельница Святого Антонио
- Мельница Счастья
- Мельница Святого Лоренса
- Мельница Святого Рафаэля
- Мельница Мартос
- Мельница Лопе Гарсии
- Мельница Карбонель
- Мельница Касильяс

### Мельница Альболафия
Была построена ещё во времена римского господства. После прихода к власти арабов, халиф приказал отреставрировать мельницу, в результате чего изменилась и её функциональность — теперь она не молола зерно, а доставляла воду из реки в королевскую резиденцию. В XV веке из-за шума, который не нравился королеве Изабелле, мельницу разобрали. В XVI веке монахини приказали отреставрировать мельницу.Мельница также имеет большое историческое значение: она была первым местом, где европейцы стали производить бумагу, которую ранее доставляли из Китая.

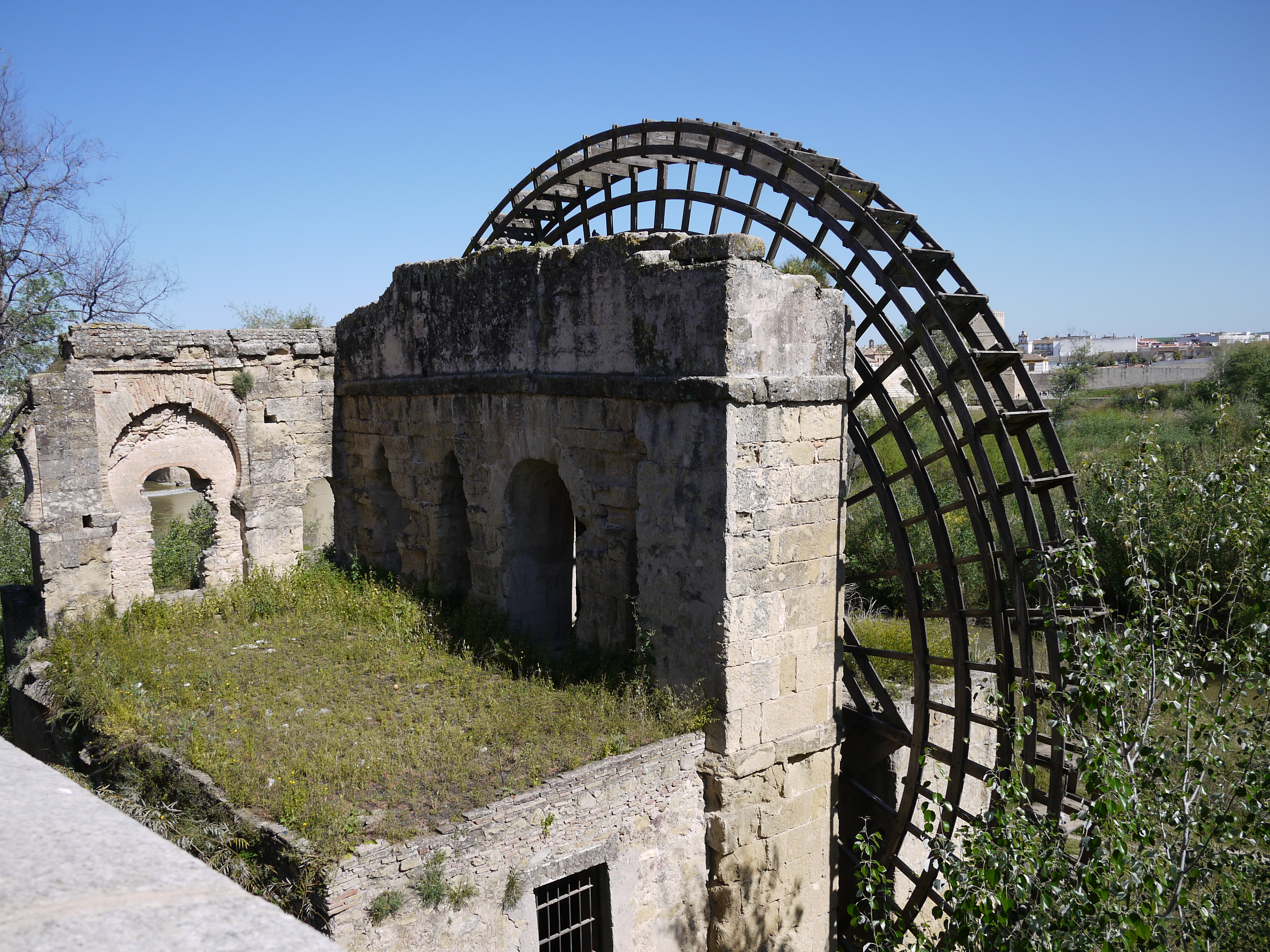
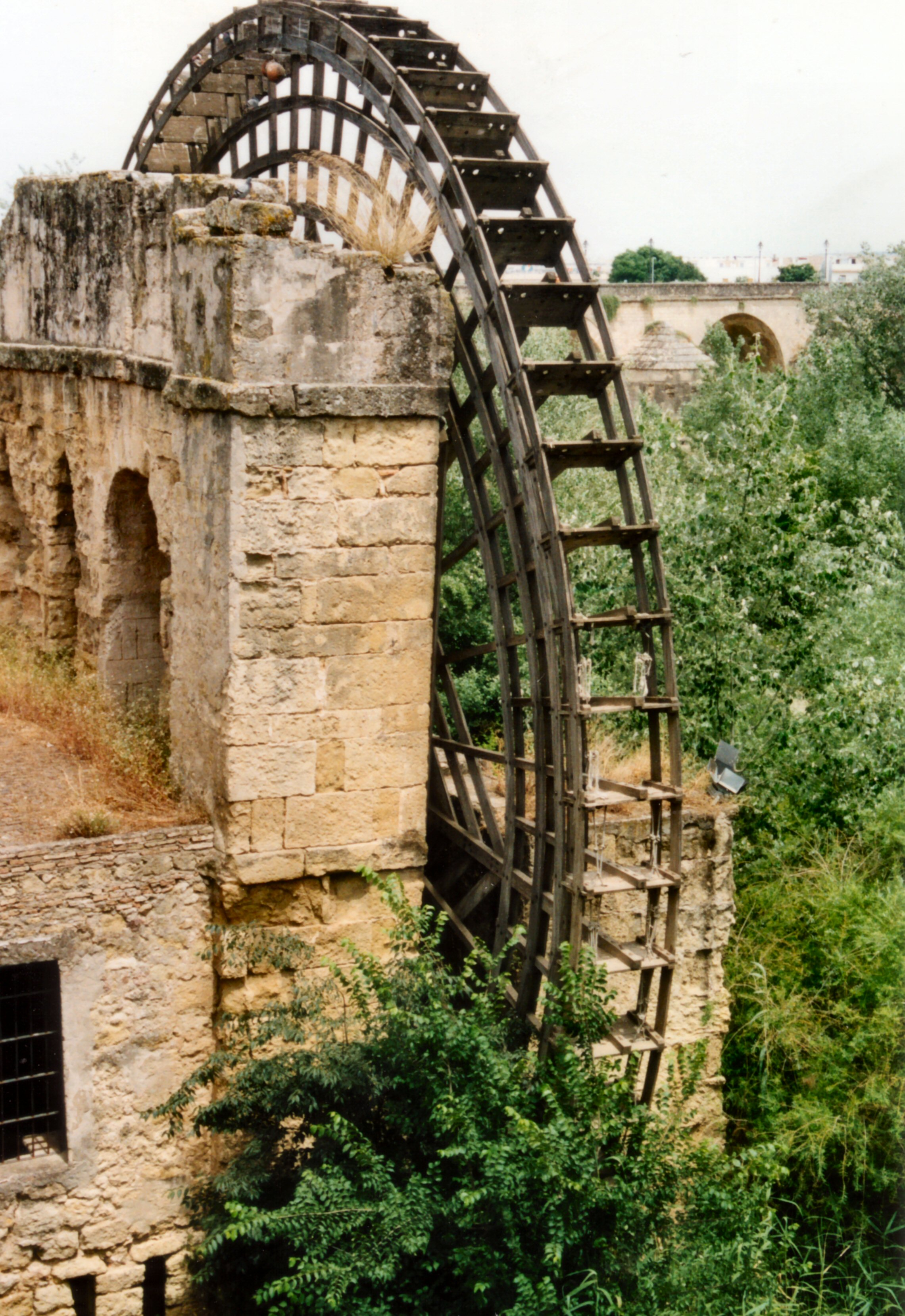
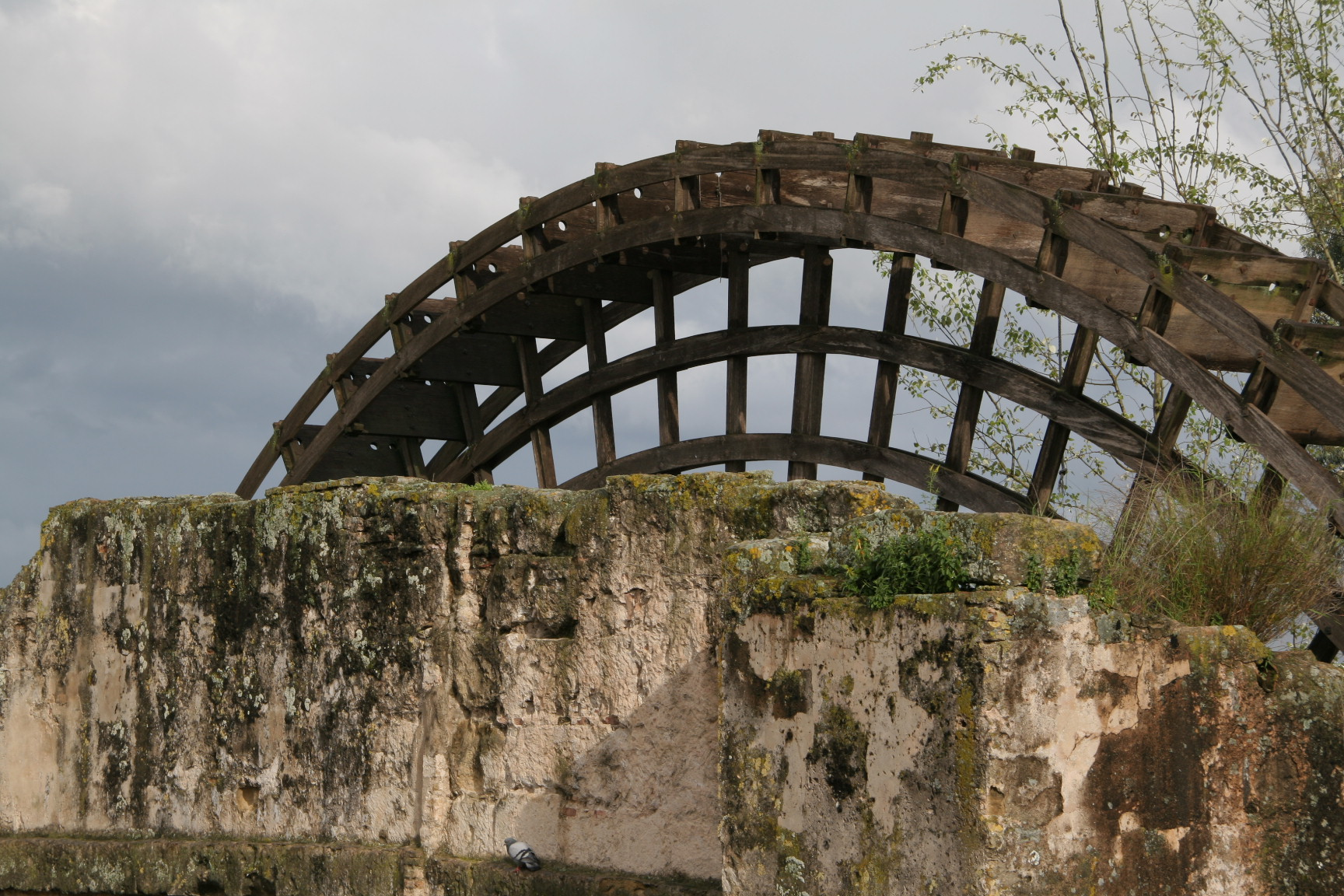
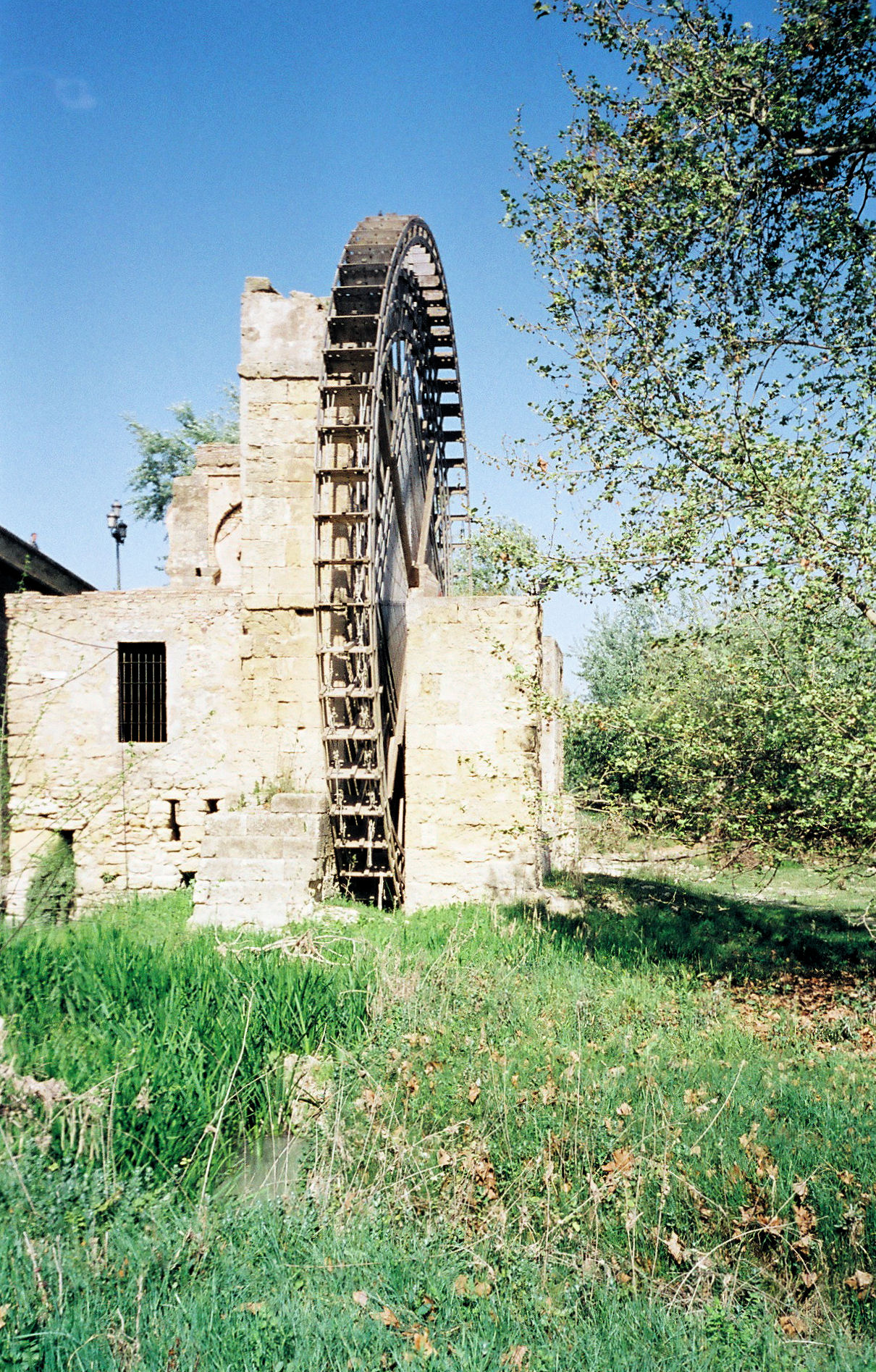

Галерея